# Chaponost
Chaponost (prononcé [ʃapɔno]) est une commune française, située dans le département du Rhône en région Auvergne-Rhône-Alpes.

## Géographie
Chaponost est une commune de la banlieue sud-ouest de Lyon.

### Géologie
C'est ici qu'a été découvert en 1879 le minéral fibreux baptisé dumortiérite.

### Climat
Pour des articles plus généraux, voir Climat d'Auvergne-Rhône-Alpes et Climat du Rhône.
En 2010, le climat de la commune est de type climat océanique dégradé des plaines du Centre et du Nord, selon une étude du Centre national de la recherche scientifique s'appuyant sur une série de données couvrant la période 1971-2000. En 2020, Météo-France publie une typologie des climats de la France métropolitaine dans laquelle la commune est dans une zone de transition entre le climat semi-continental et le climat de montagne et est dans la région climatique  Nord-est du Massif Central, caractérisée par une pluviométrie annuelle de 800 à 1 200 mm, bien répartie dans l’année. 
Pour la période 1971-2000, la température annuelle moyenne est de 11,4 °C, avec une amplitude thermique annuelle de 17,6 °C. Le cumul annuel moyen de précipitations est de 772 mm, avec 9 jours de précipitations en janvier et 6,4 jours en juillet. Pour la période 1991-2020, la température moyenne annuelle observée sur la station météorologique de Météo-France la plus proche, « Brindas », sur la commune de Brindas à 4 km à vol d'oiseau, est de 12,2 °C et le cumul annuel moyen de précipitations est de 717,6 mm,. Pour l'avenir, les paramètres climatiques de la commune estimés pour 2050 selon différents scénarios d'émission de gaz à effet de serre sont consultables sur un site dédié publié par Météo-France en novembre 2022.
| Mois                                  | jan.           | fév.           | mars           | avril         | mai           | juin          | jui.          | août         | sep.          | oct.          | nov.          | déc.           | année      |
| ------------------------------------- | -------------- | -------------- | -------------- | ------------- | ------------- | ------------- | ------------- | ------------ | ------------- | ------------- | ------------- | -------------- | ---------- |
| Température minimale moyenne (°C)     | 0,5            | 0,5            | 3,2            | 6,2           | 9,6           | 13,3          | 15,6          | 14,6         | 11,6          | 8,4           | 4,2           | 0,9            | 7,4        |
| Température moyenne (°C)              | 3,7            | 4,4            | 8              | 11,8          | 15,1          | 19,4          | 21,8          | 20,7         | 17,3          | 12,9          | 7,7           | 4,2            | 12,2       |
| Température maximale moyenne (°C)     | 6,8            | 8,3            | 12,8           | 17,3          | 20,7          | 25,6          | 28            | 26,9         | 23            | 17,5          | 11,3          | 7,4            | 17,1       |
| Record de froid (°C) date du record   | −10,5 12.01.09 | −14,1 05.02.12 | −11,4 01.03.05 | −4,7 08.04.21 | 0,2 17.05.12  | 5,1 08.06.19  | 9,2 31.07.11  | 7,2 27.08.11 | 2,8 27.09.10  | −3,5 30.10.12 | −6,6 28.11.13 | −10,8 30.12.05 | −14,1 2012 |
| Record de chaleur (°C) date du record | 17,8 30.01.13  | 20,5 18.02.22  | 24,3 31.03.21  | 27,9 23.04.07 | 34,1 24.05.09 | 37,4 27.06.19 | 39,6 07.07.15 | 41 24.08.23  | 33,8 04.09.23 | 29,7 02.10.23 | 21,1 20.11.09 | 18,5 31.12.22  | 41 2023    |
| Précipitations (mm)                   | 44,9           | 37             | 42,2           | 65,8          | 71,9          | 67,8          | 66,1          | 62,6         | 54,9          | 76,2          | 81,1          | 47,1           | 717,6      |

## Urbanisme

### Typologie
Au 1er janvier 2024, Chaponost est catégorisée ceinture urbaine, selon la nouvelle grille communale de densité à sept niveaux définie par l'Insee en 2022.
Elle appartient à l'unité urbaine de Lyon, une agglomération inter-départementale regroupant 123  communes, dont elle est une commune de la banlieue,,. Par ailleurs la commune fait partie de l'aire d'attraction de Lyon, dont elle est une commune de la couronne,. Cette aire, qui regroupe 397 communes, est catégorisée dans les aires de 700 000 habitants ou plus (hors Paris),.

### Occupation des sols
L'occupation des sols de la commune, telle qu'elle ressort de la base de données européenne d’occupation biophysique des sols Corine Land Cover (CLC), est marquée par l'importance des territoires agricoles (61,3 % en 2018), en diminution par rapport à 1990 (67,1 %). La répartition détaillée en 2018 est la suivante : 
zones agricoles hétérogènes (30,1 %), zones urbanisées (25,7 %), prairies (17,3 %), cultures permanentes (13,9 %), forêts (7,7 %), zones industrielles ou commerciales et réseaux de communication (5,3 %). L'évolution de l’occupation des sols de la commune et de ses infrastructures peut être observée sur les différentes représentations cartographiques du territoire : la carte de Cassini (XVIIIe siècle), la carte d'état-major (1820-1866) et les cartes ou photos aériennes de l'IGN pour la période actuelle (1950 à aujourd'hui).

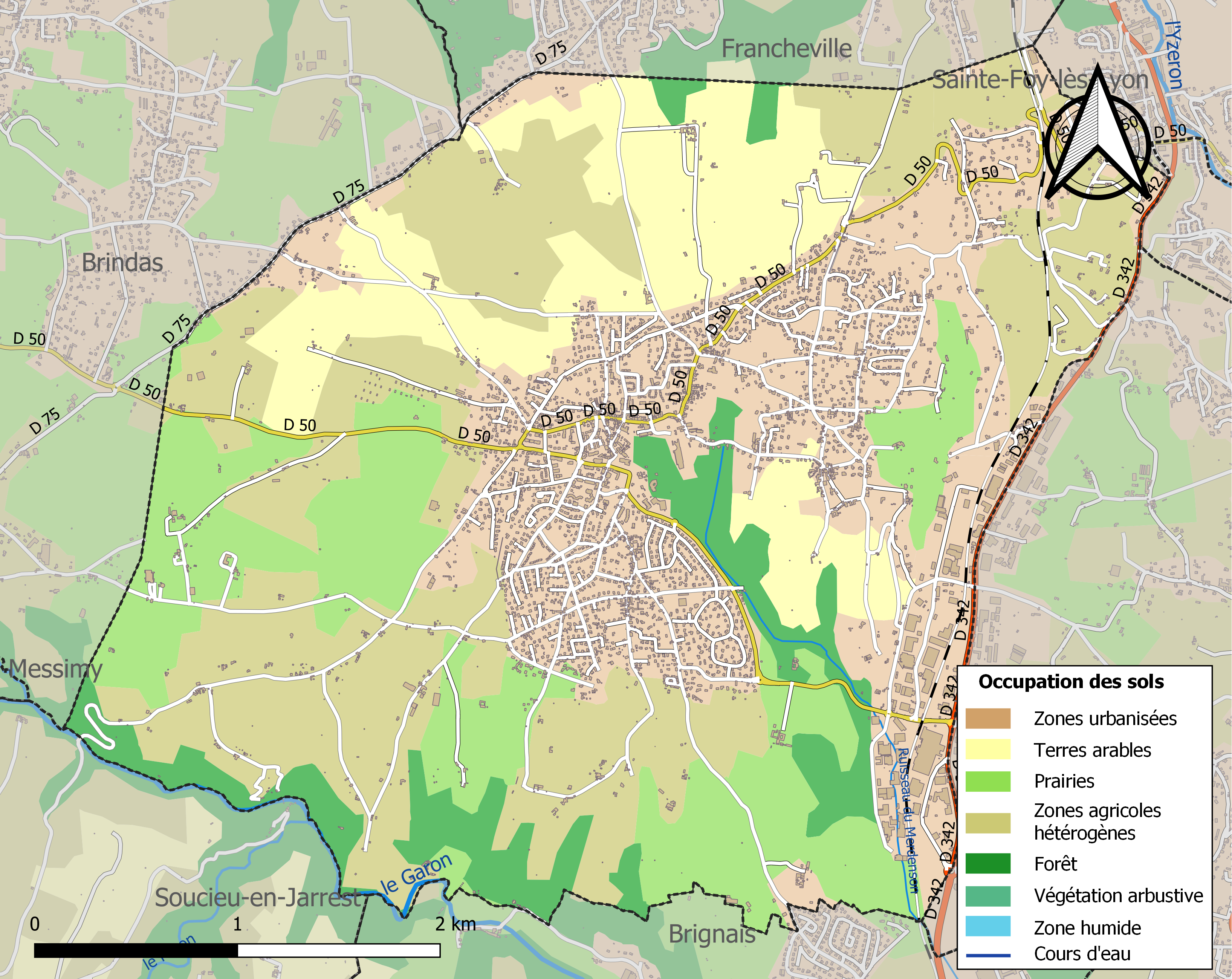
Carte des infrastructures et de l'occupation des sols de la commune en 2018 (CLC).

## Histoire
La solide communauté paysanne de Chaponost a entretenu de tout temps des relations spécifiques avec la métropole lyonnaise du fait de son site perché. Passage obligé de l’aqueduc romain du Gier, elle en a conservé de nombreux ouvrages d’art. Une exposition favorable a développé une vocation viticole transmise des autorités religieuses au Moyen Âge aux élites bourgeoises en leurs maisons des champs. Le contact avec la nature en bordure du plateau lyonnais a dicté les choix résidentiels des classes privilégiées dans cette deuxième couronne de l’agglomération depuis les dernières décennies du XXe siècle au prix d’incessantes migrations alternantes.

### Temps gallo-romains
La réponse à la question de la présence humaine sur le territoire de la commune de Chaponost aux temps gallo-romains ne peut être que de souligner un paradoxe. D’une part, aucune preuve d’une seule villa mais seulement des traces de sépultures, de la poterie, quelques médailles. Quant à l’étymologie, elle pose aussi problème. La première mention connue de Chaponost se trouve dans une bulle du pape Eugène III en 1150 qui cite, entre autres possessions du chapitre lyonnais de Saint-Irénée, ecclesia de Campionaco, dont deux interprétations ont été proposées : à l’origine gauloise (il s’agirait du domaine d’un certain Cappo) qui ne justifie pas la terminaison en ost, on peut préférer la proposition de la contraction de l’expression Calpurnii hospitium (toit hospitalier de Calpurnius) qui rend compte de cette terminaison mais sans davantage de certitude.
Or Chaponost tire sa célébrité exceptionnelle de la traversée de son territoire par l'un de ces ouvrages d’art que l’on qualifie volontiers de travail de romain. Il s’agit des imposants vestiges de l’aqueduc du Gier pour l’alimentation du site de Fourvière au cœur de Lugdunum. Il n'est pas possible de déterminer la période exacte de sa construction (entre 20 av. J.-C. et le IIe siècle ?). Le franchissement du plateau de Chaponost à une altitude moyenne de 316 mètres au niveau du radier ne posait pas problème en lui-même. Le tracé d’une longueur de 6 km contre un peu plus de 4 km à vol d’oiseau s’explique par une sinuosité qui a permis une adaptation aux modestes inégalités du relief. En revanche, les vallées encadrantes du Garon et de l’Yzeron, profondes respectivement de 110 et 140 mètres, ont nécessité l’aménagement de deux siphons fonctionnant selon le principe des vases communicants, côté amont (commune de Soucieu-en-Jarrest), côté aval en direction de Sainte-Foy-lès-Lyon.

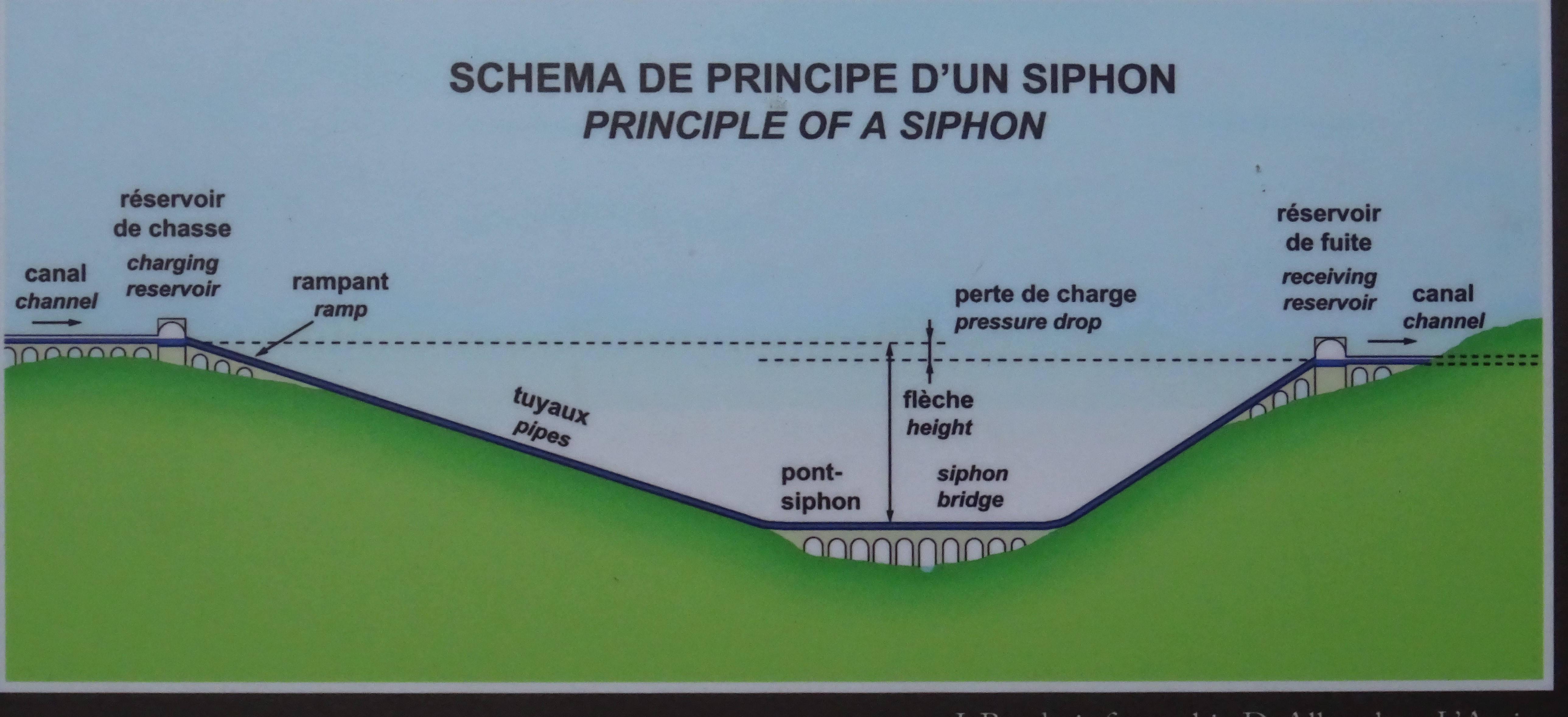
principe du siphon

L’érosion a fait son œuvre mais les hommes ont aussi utilisé l’aqueduc comme chantier de matériaux. Quant aux tuyaux de plomb des siphons, ils ont été très tôt récupérés au point qu’on s’explique la désertion du site de Fourvière privé d’eau bien avant la chute de l’empire romain. En cheminant d’amont vers l’aval, on repère d’abord les vestiges du siphon du Garon. Sur la commune de Chaponost, ce sont 4 des 23 arches du pont, long de 210 mètres, par lequel il franchissait le thalweg puis, à la remontée, la base du réservoir de fuite de Gagère précédée des derniers mètres du rampant. Sur le plateau, dans le secteur de la Colombe, une série de 9 arches plus ou moins entières maintenait le canal à 316/317 mètres au-dessus d’un creux de terrain. Dans le centre du bourg a été mis en évidence un de ces regards espacés tous les 77 mères qui permettaient de passer en inspection l'état de l'aqueduc. Mais le plus spectaculaire est dans le secteur du Plat de l’Air. Sur les 550 mètres de l’alignement, des 92 arches de l’aqueduc romain, 72 subsistent encore : de plus en plus hautes - jusqu’à 15 mètres - elles maintenaient le canal à bonne hauteur jusqu’au réservoir de charge du siphon de l’Yzeron surélevé de 10 mètres au-dessus du sol. La restauration des restes a commencé  dès le début du XXe siècle et a été fortement poursuivie vers 1930 : il s’agit du mur de sa base et des 3 arches de hauteur décroissante par lesquelles s’amorce la descente jusqu’au pont-siphon de Beaunant, sur le territoire de Sainte-Foy-les-Lyon. Quant à l’architecture, on retiendra surtout le bel effet du parement extérieur des ouvrages. Il est fait de petites pierres taillées en forme de chevilles à tête carrée enfoncées dans la masse. L ’ensemble a l’aspect d’un réseau de mailles d’où le nom d’appareil réticulé,.

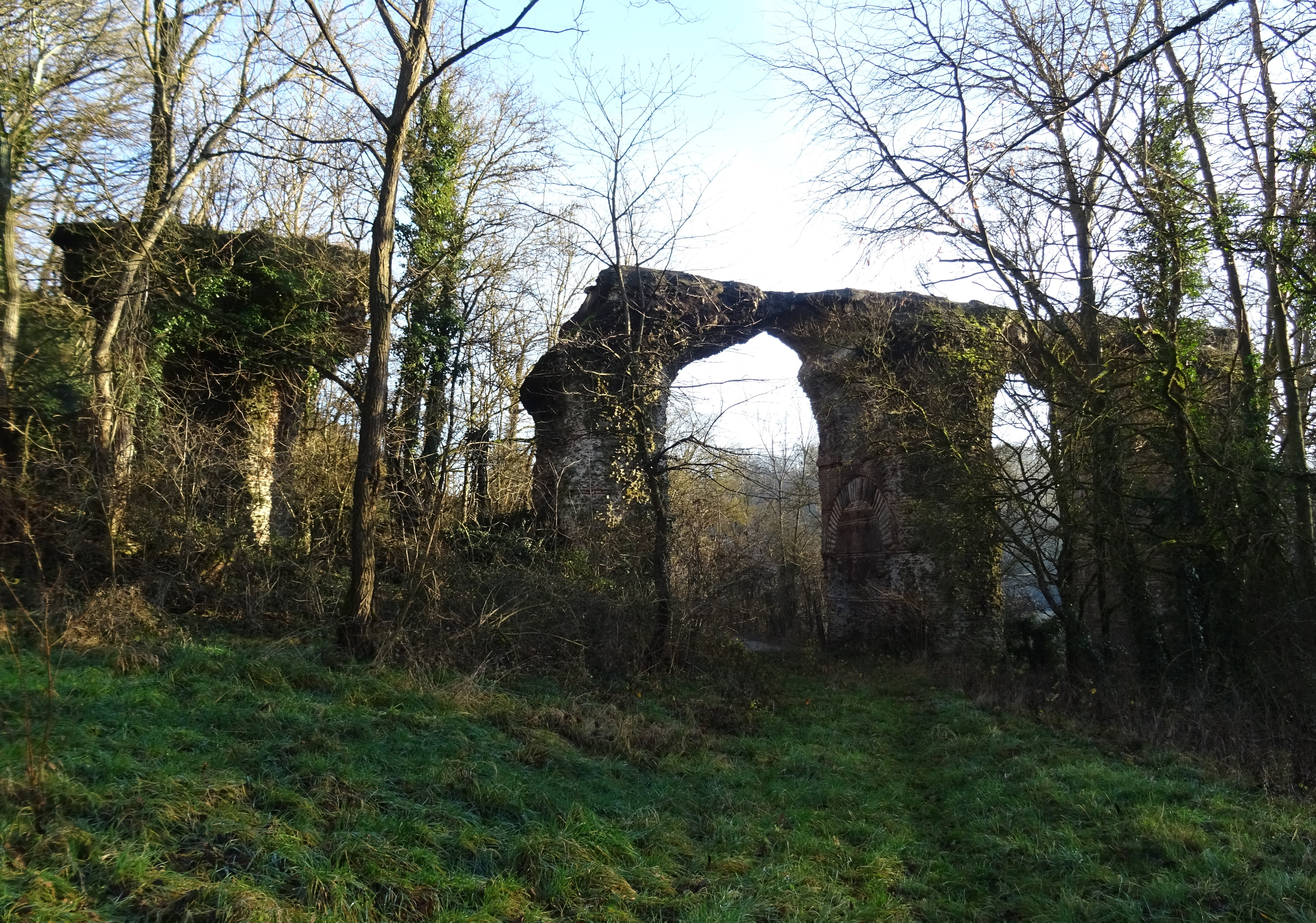
Pont-siphon du Garon
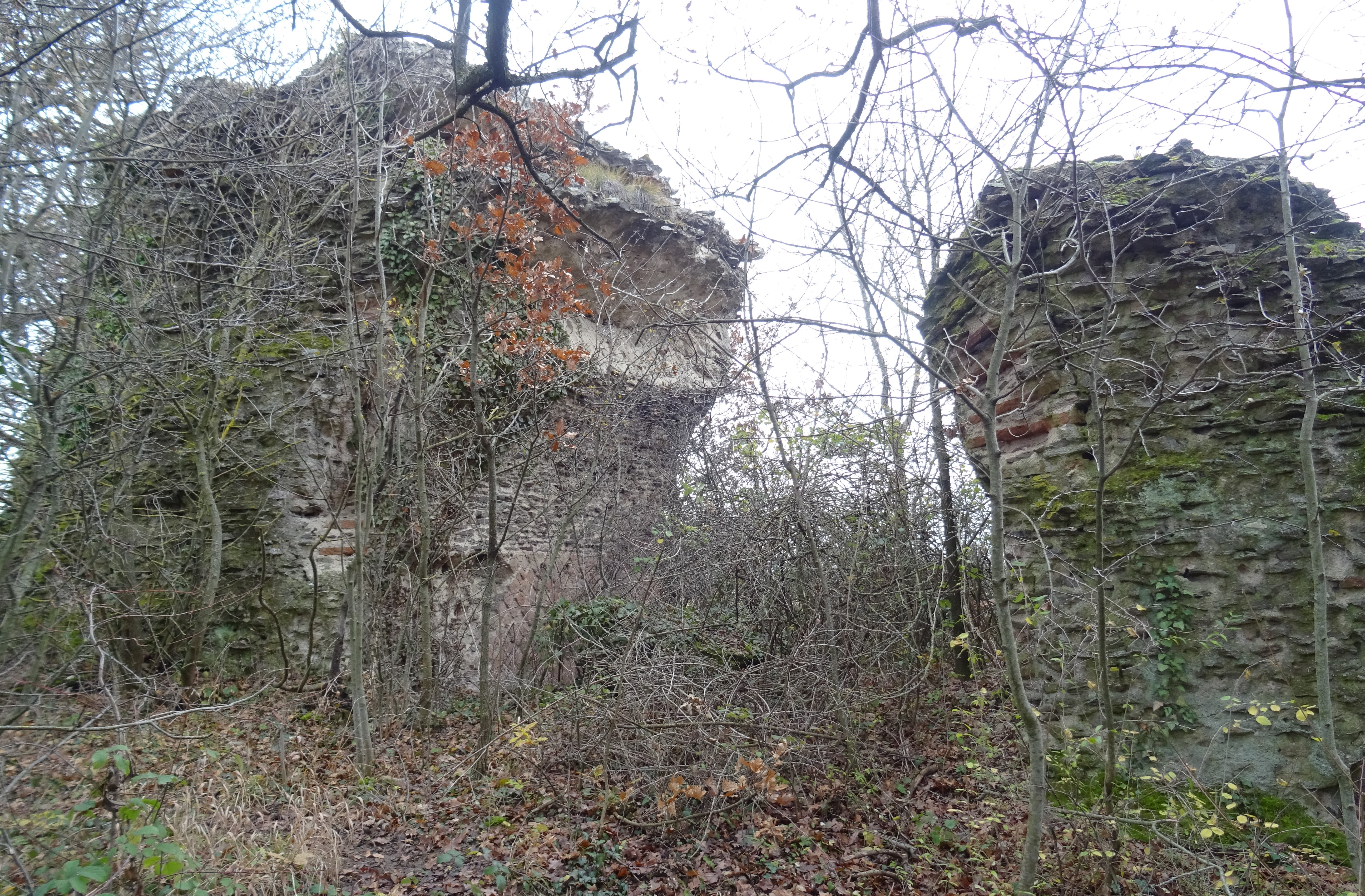
Siphon de la Gagère
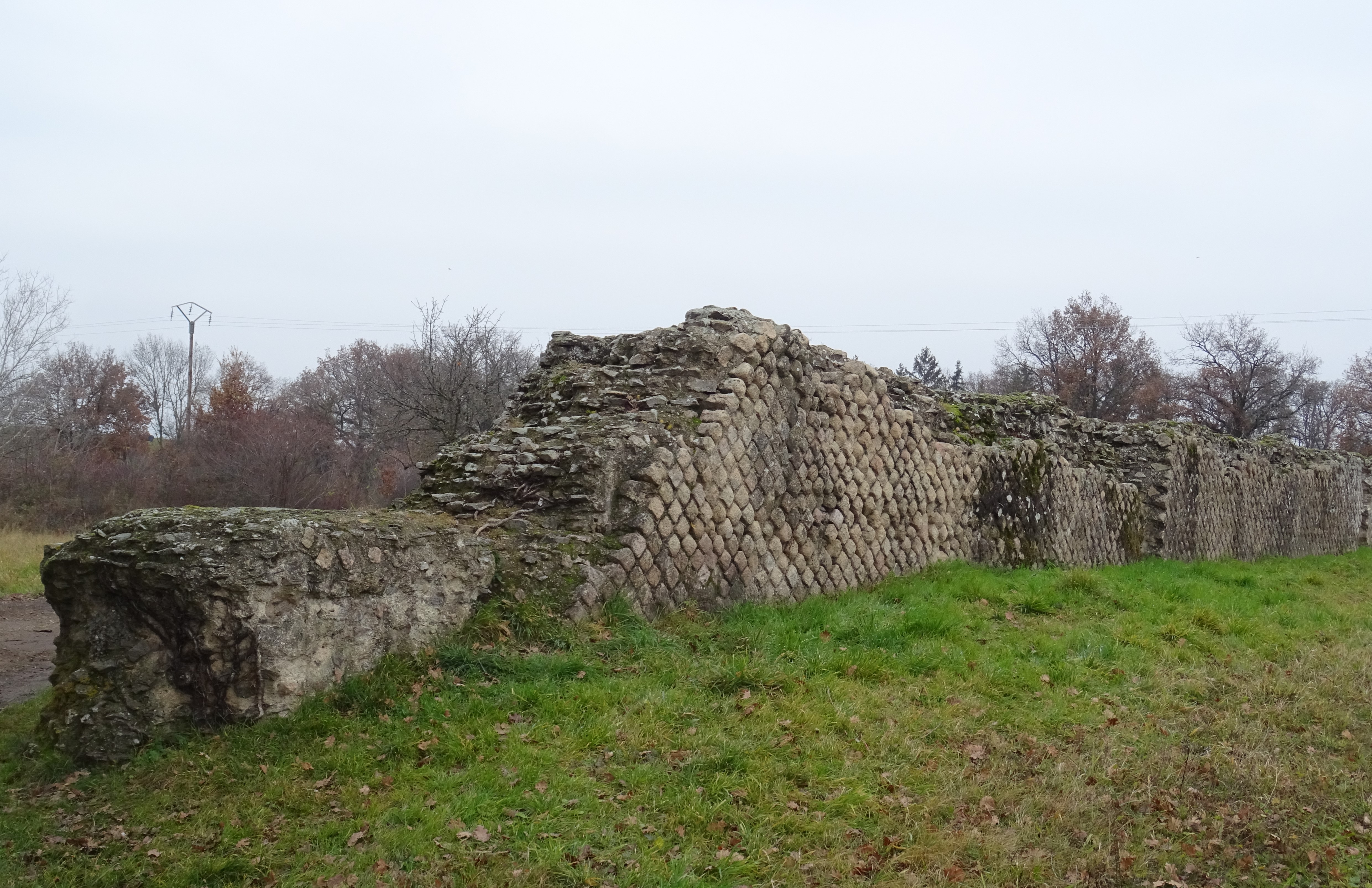
Aqueduc à la Gagère
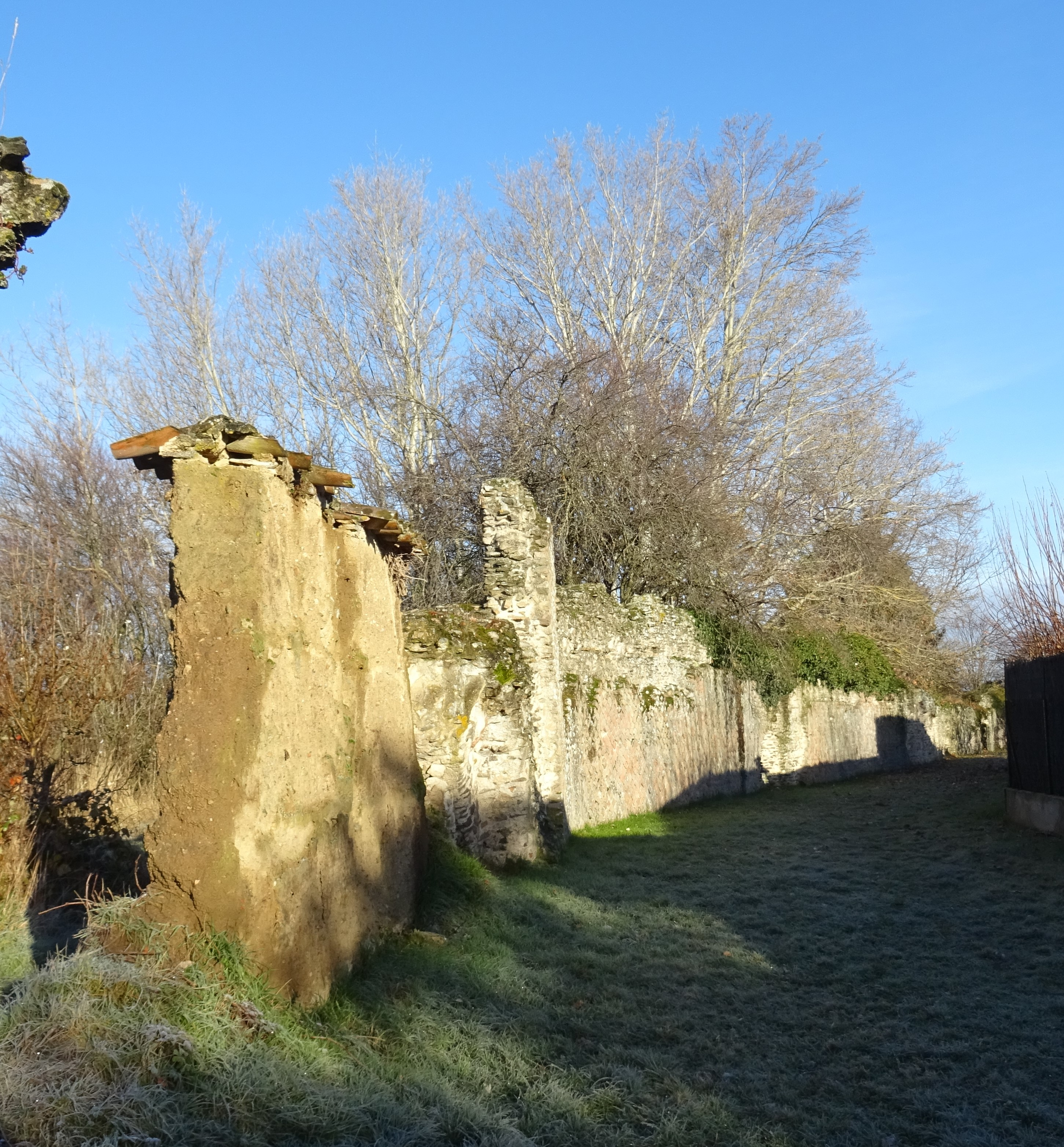
Aqueduc à Colombe
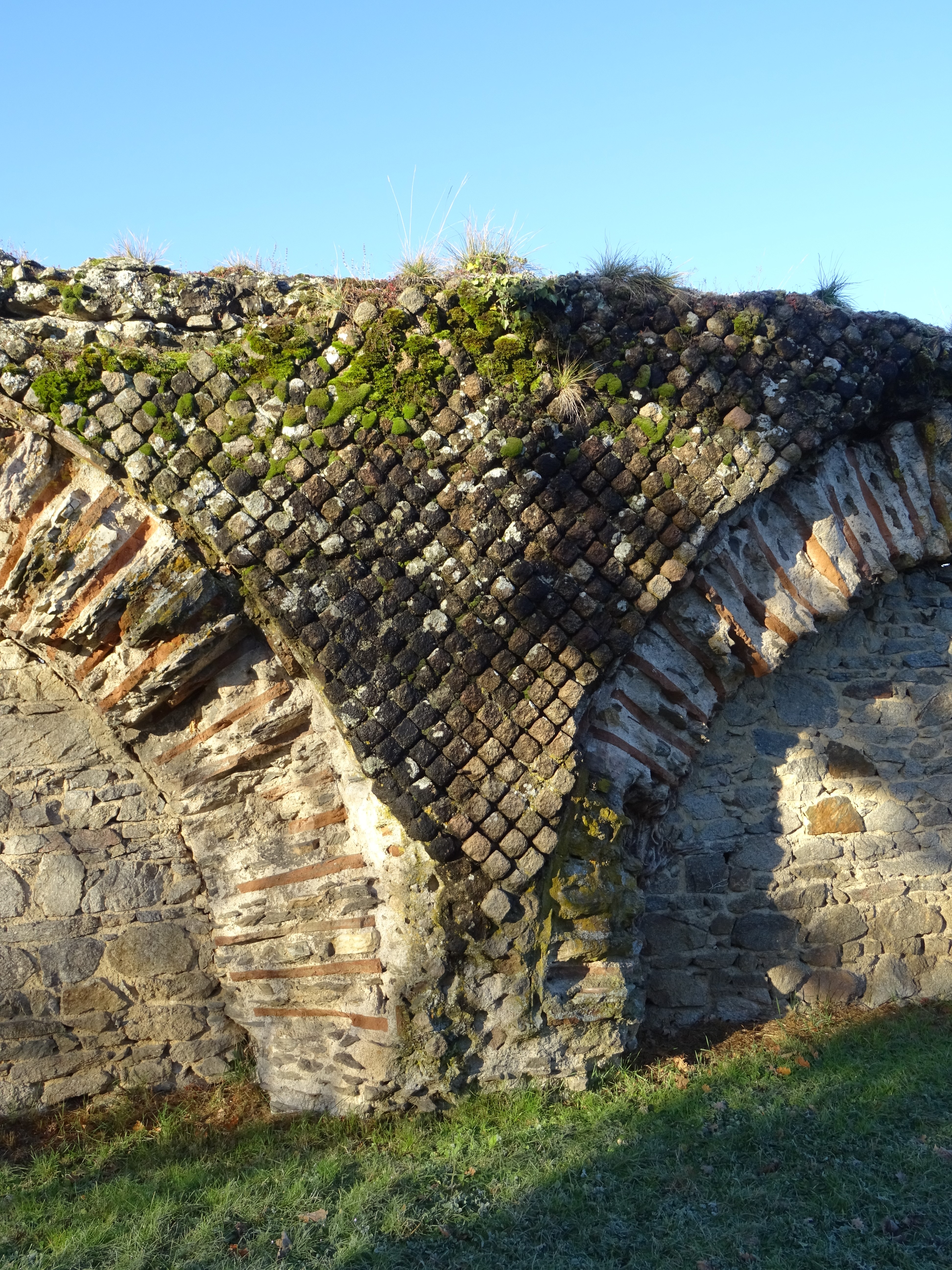
Réseau lenticulé
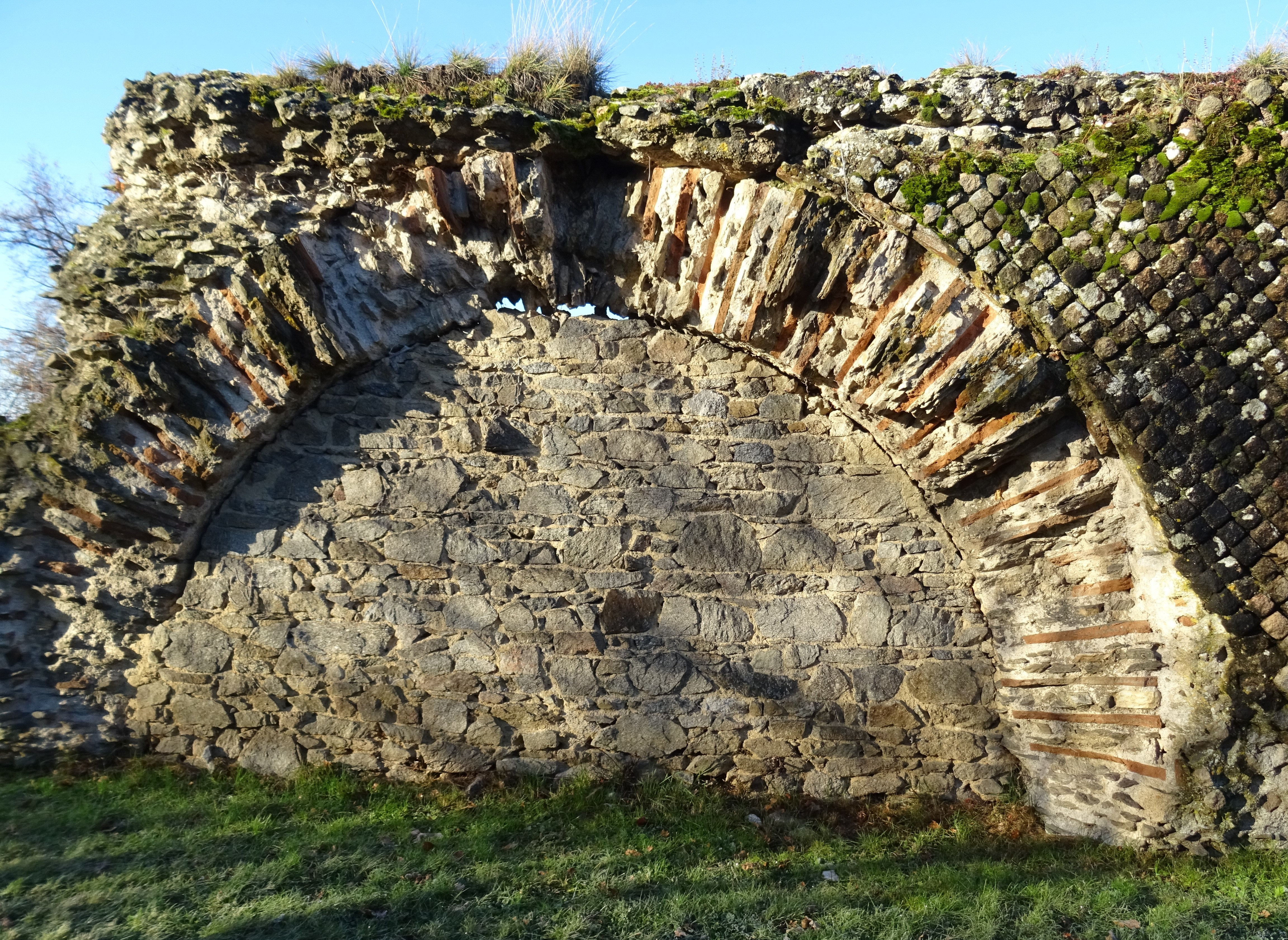
Exemple d'arcade à Colombe
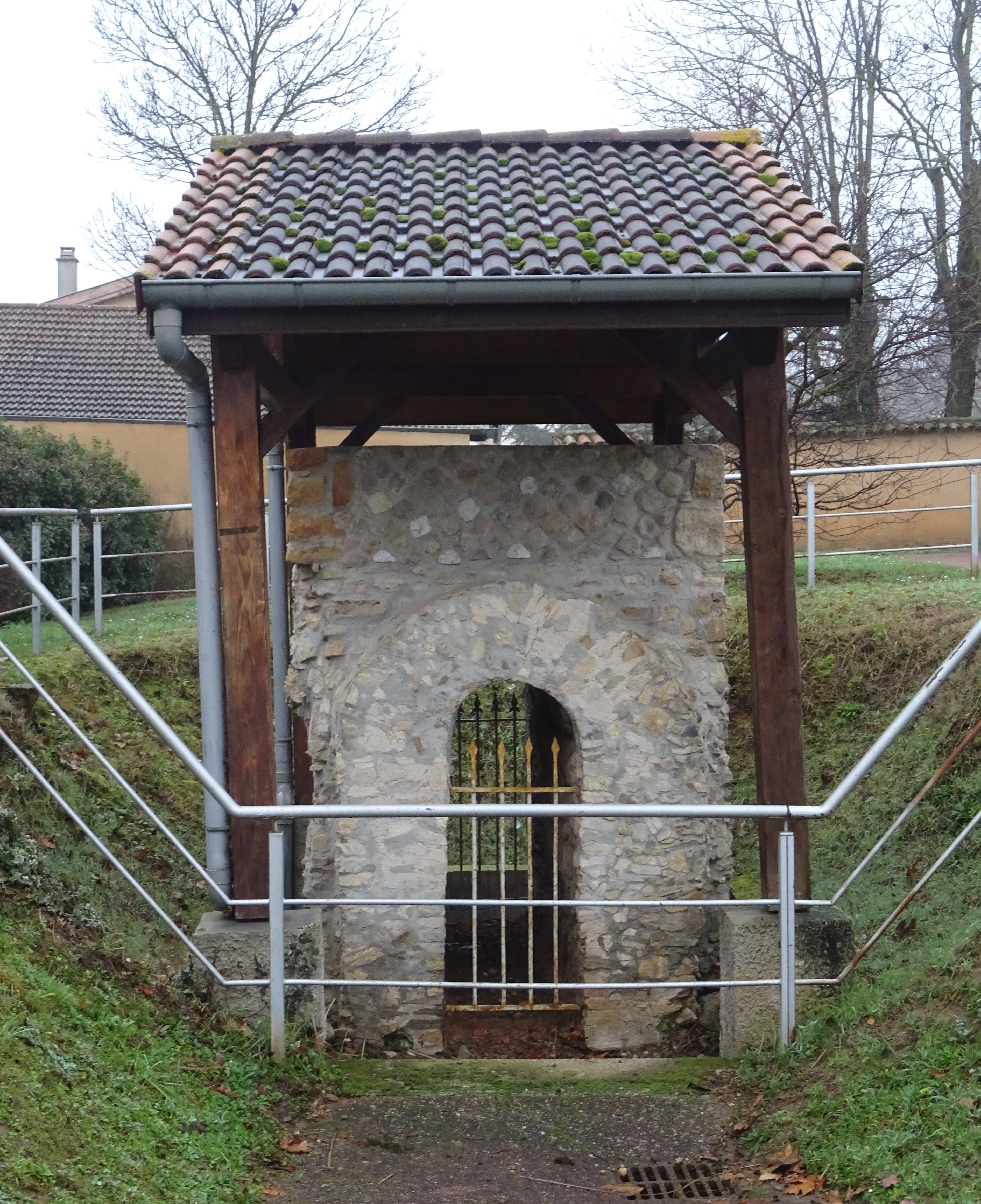
Regard de l'aqueduc
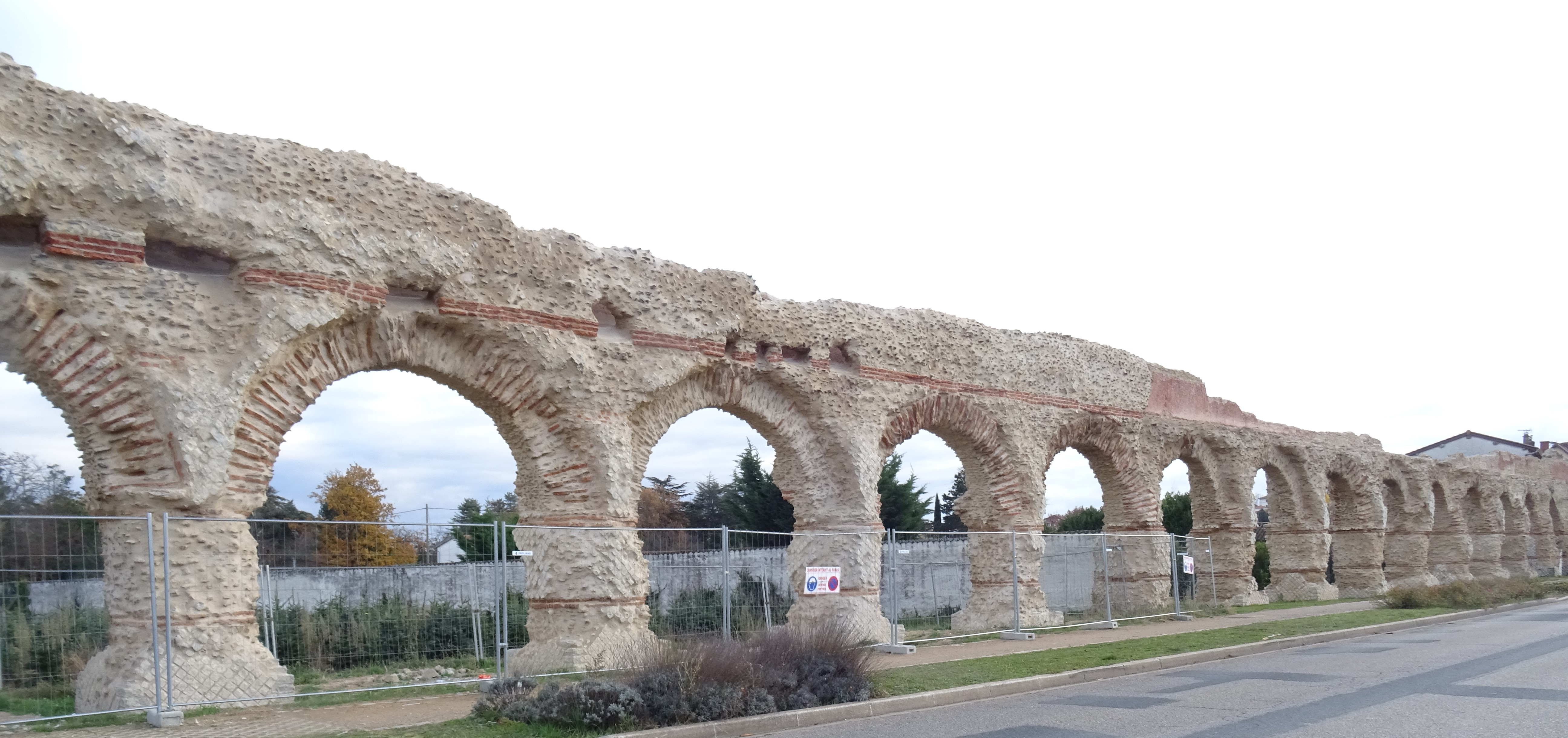
Aqueducs au Plat de l'Air
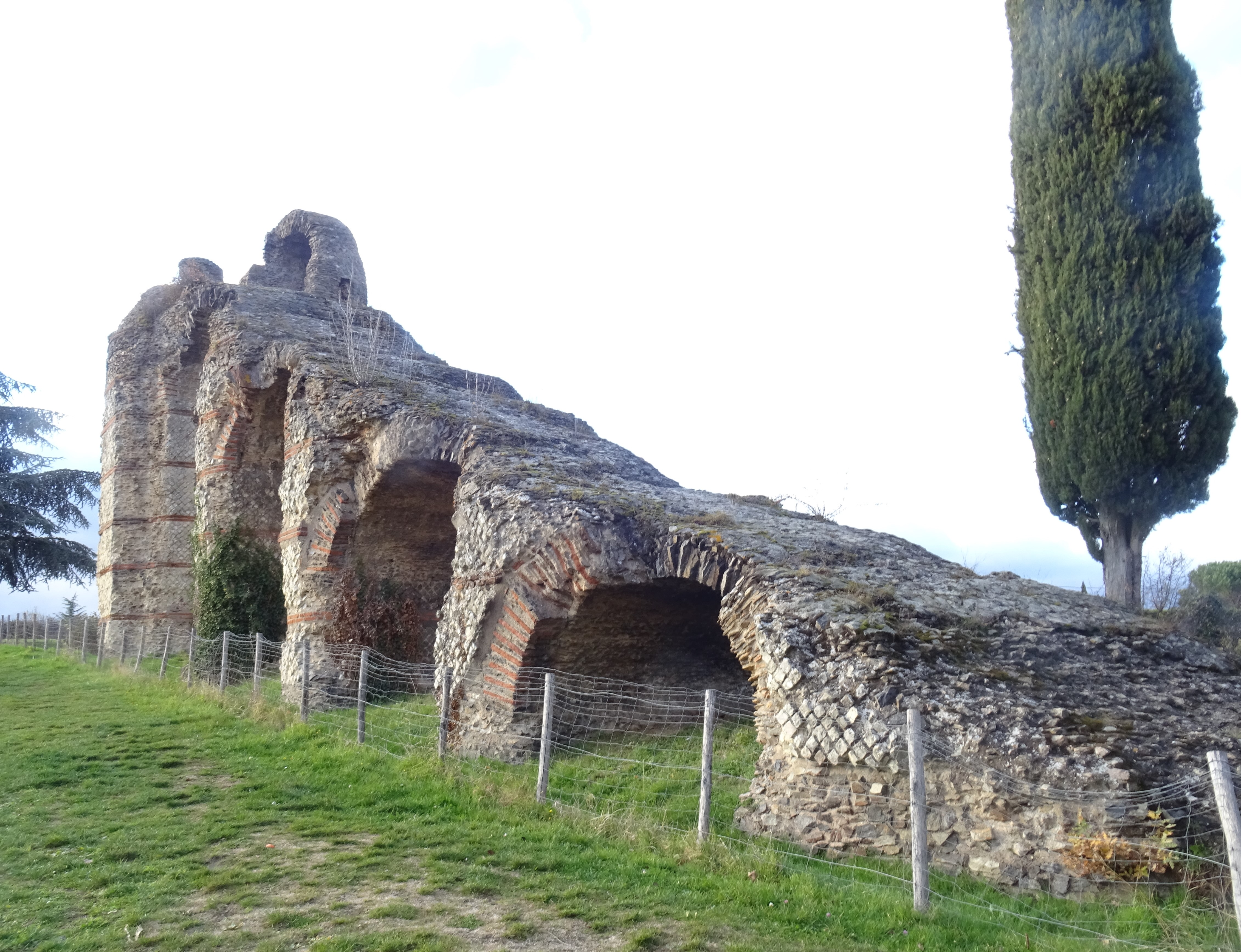
Départ du siphon de l'Yzeron
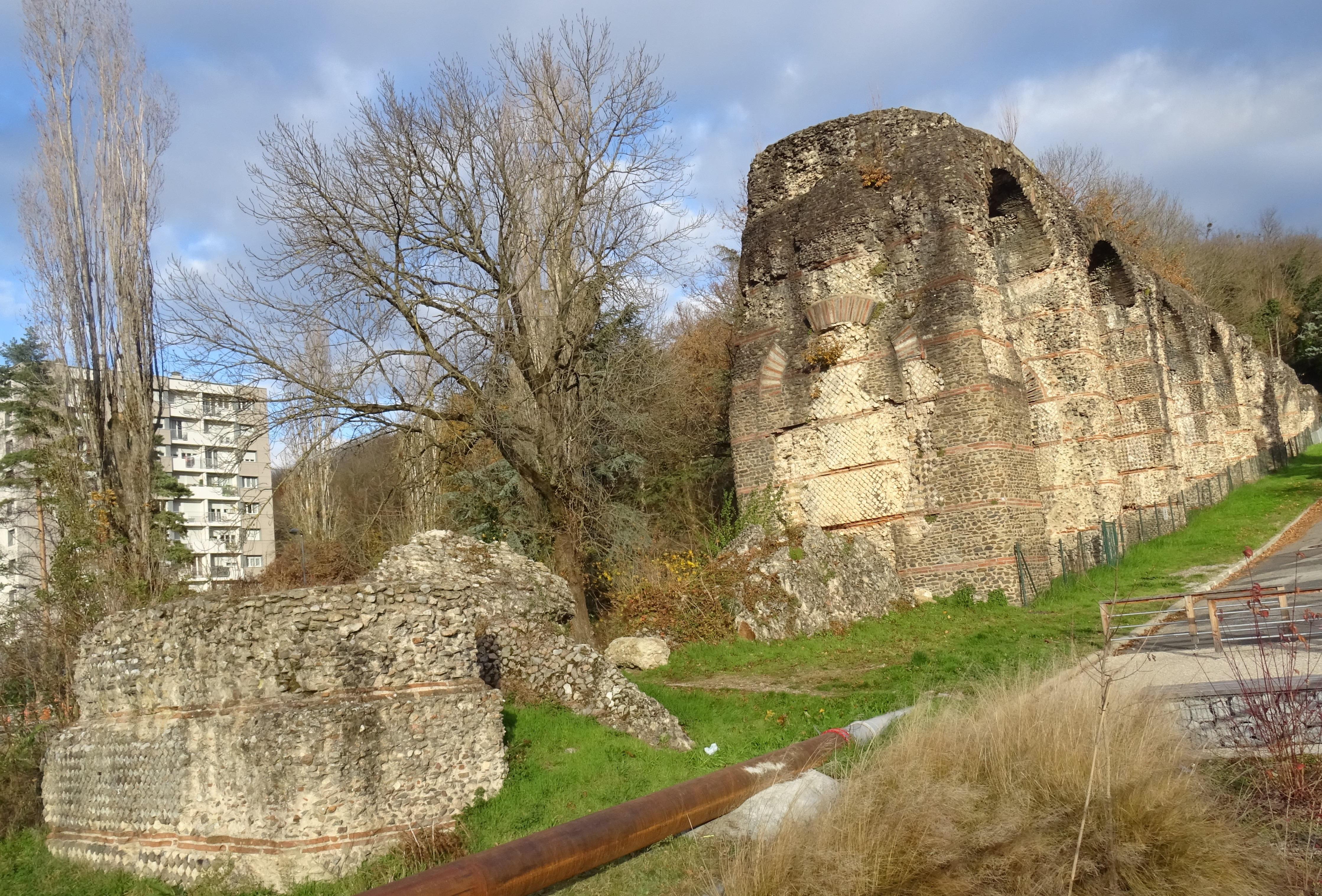
Aqueducs de Beaunant

### Moyen Âge et temps modernes

#### Un site prédestiné

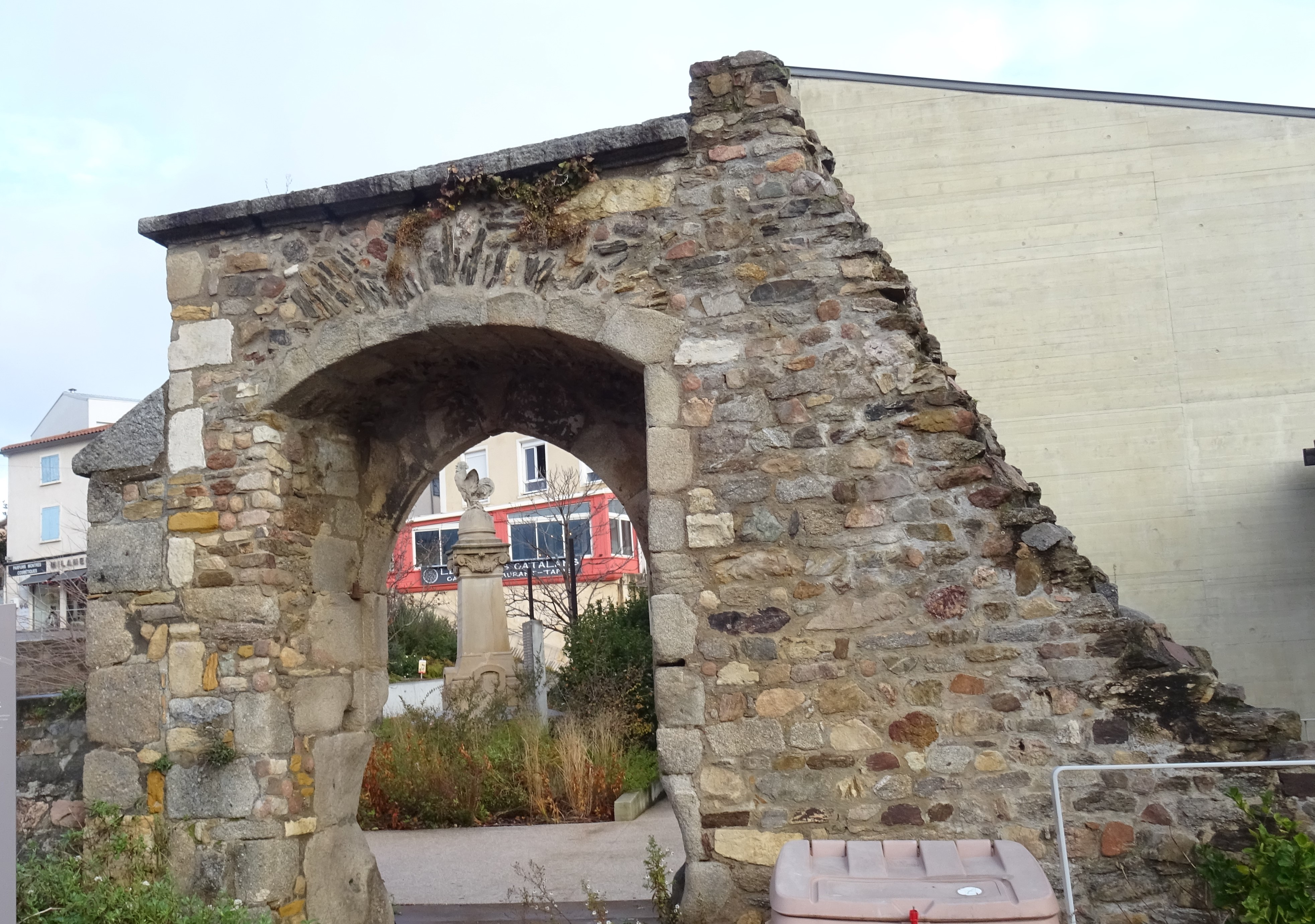
Porte du château de Chaponost.

La géographie a joué un rôle déterminant dans le choix du site où est née la communauté villageoise de Chaponost. À la source du Merdanson, on se trouve au point de contact entre les deux éléments complémentaires du terroir. D’une part, par rapport au plateau qui constitue la partie haute de la commune, d’une altitude moyenne de 300 mètres, on est en un point central à partir duquel on peut rayonner dans les directions du nord, de l’ouest et du sud pour vaquer à ses travaux agricoles sans marches d’approche épuisantes. On est, d’autre part, au commandement de la partie basse formée par le bassin-versant du Merdanson qui a ouvert une grande entaille en direction du sud-est jusqu’à rejoindre vers 220 mètres le sillon par lequel il devient affluent du Garon. C’est à ce contact précis qu’a été édifié le château dont la première mention figure dans un manuscrit de 1285. Dans une analyse topographique plus fine, on notera encore que son emplacement vers 300 mètres est en contrebas d’un léger dos de terrain qui, à environ 330 mètres, est le point d’inflexion entre les bassins-versants de l’Yzeron au nord et du Garon au sud. On comprend donc l’existence d’une source suffisamment alimentée pour le remplissement des douves dont le château était entouré, franchies par un pont-levis. On n’y pêchait que sur délivrance d’un permis ! Il faut se contenter de ces détails pour imaginer son architecture. Le seul vestige en est la porte d’entrée préservée de la destruction lors de l’aménagement de la place maréchal Joffre.

#### Une tutelle religieuse
L’autorité exercée sur le territoire de Chaponost évoquée dans la bulle du pape Eugène III par le chapitre lyonnais de Saint-Irénée ne devait prendre fin qu’en 1790 avec la Constitution civile du clergé et la vente des biens d’église comme biens nationaux. Pendant de longs siècles, en l’absence d’église paroissiale, les fidèles ne pouvaient participer aux offices religieux que dans la chapelle du château. Cette autorité spirituelle se doublait de pouvoirs temporels que les chanoines exerçaient par l’intermédiaire d’un capitaine-châtelain. Celui-ci assurait « tout à la fois des fonctions administratives, judiciaires et militaires. Le rôle essentiel du château est de matérialiser le pouvoir et de protéger les revenus de la seigneurie (les denrées des redevances seigneuriales et banales ainsi que des individus qui les produisent avec bêtes et outils) ». Car aux richesses de leur domaine propre, les chanoines ajoutaient celles qu’ils prélevaient en nature au titre de la dîme. Le lieudit Dimerie qui désigne aujourd’hui l'EHPAD perpétue le souvenir de l’aire de battage des céréales avant leur emmagasinage dans le château. Le cuvier seigneurial comportait un cuvage, avec pressoir et cuves, ainsi qu’un cellier. Au fil de siècles, les chanoines se sont montrés de moins en moins soucieux d’exercer leur autorité comme en témoigne l’état d’abandon du château à la veille de la Révolution. Seuls étaient encore entretenus les locaux correspondant à l’activité agricole.

#### Fiefs et maisons des champs
L’Église en tant que telle n’était pas seule au contact de la population. soumise pendant ces longs siècles aux influences extérieures. Celles-ci prirent au départ les formes qui régissaient le monde féodal. Trois fiefs ont valu à leurs titulaires la flatteuse qualification de seigneurs :
- Les Laurencins, une importante famille d’édiles et d’hommes d’église lyonnais, ont ainsi été précocement reconnus sous ce titre maîtres du vaste domaine du Pivolet tout en faisant allégeance au chapitre de chanoines de Saint-Irénée. Leur résidence, modeste à l’origine, avait été reconstruite et agrandie au XVIIe siècle mais avec des modifications multiples qui l’ont rendue hétérogène et sans intérêt[20].
- Le site de Pravieux permet mieux d’évoquer un passé commencé sous le signe religieux du chapitre de Saint-Irénée en 1268, avec la famille Sacconin, avant d’être sous contrôle de la célèbre maison de Gadagne en 1557 puis d’échoir à partir de 1627 à d’autres familles marchandes lyonnaises. L’entrée dans le domaine est encore marqué par un portail de style. Le château lui-même installé sur une large terrasse et en position dominante a gardé un volume imposant avec ses deux corps de logis massifs groupés en équerre, élevés sur quatre niveaux. La chapelle sur plan carré a une toiture en pavillon couverte de tuiles plates[21].
- Troisième exemple, le domaine de Montgriffon, foncièrement constitué de manière tardive au XVIIe siècle, a été érigé en fief seulement en 1731. C’est de cette époque que date la construction du château. Sa façade sud donnant sur le parc est longue de sept travées et haute de deux étages, un étage noble et un étage de combles et est flanquée de deux tours en pavillons reliées par une barrière d’attique. Dans l’aile en retour du côté ouest une tourelle ronde aux trois quarts hors œuvre abrite l’escalier à vis. Elle est sommée d’une toiture d’ardoises en poivrière et ornée de faux machicoulis[22].

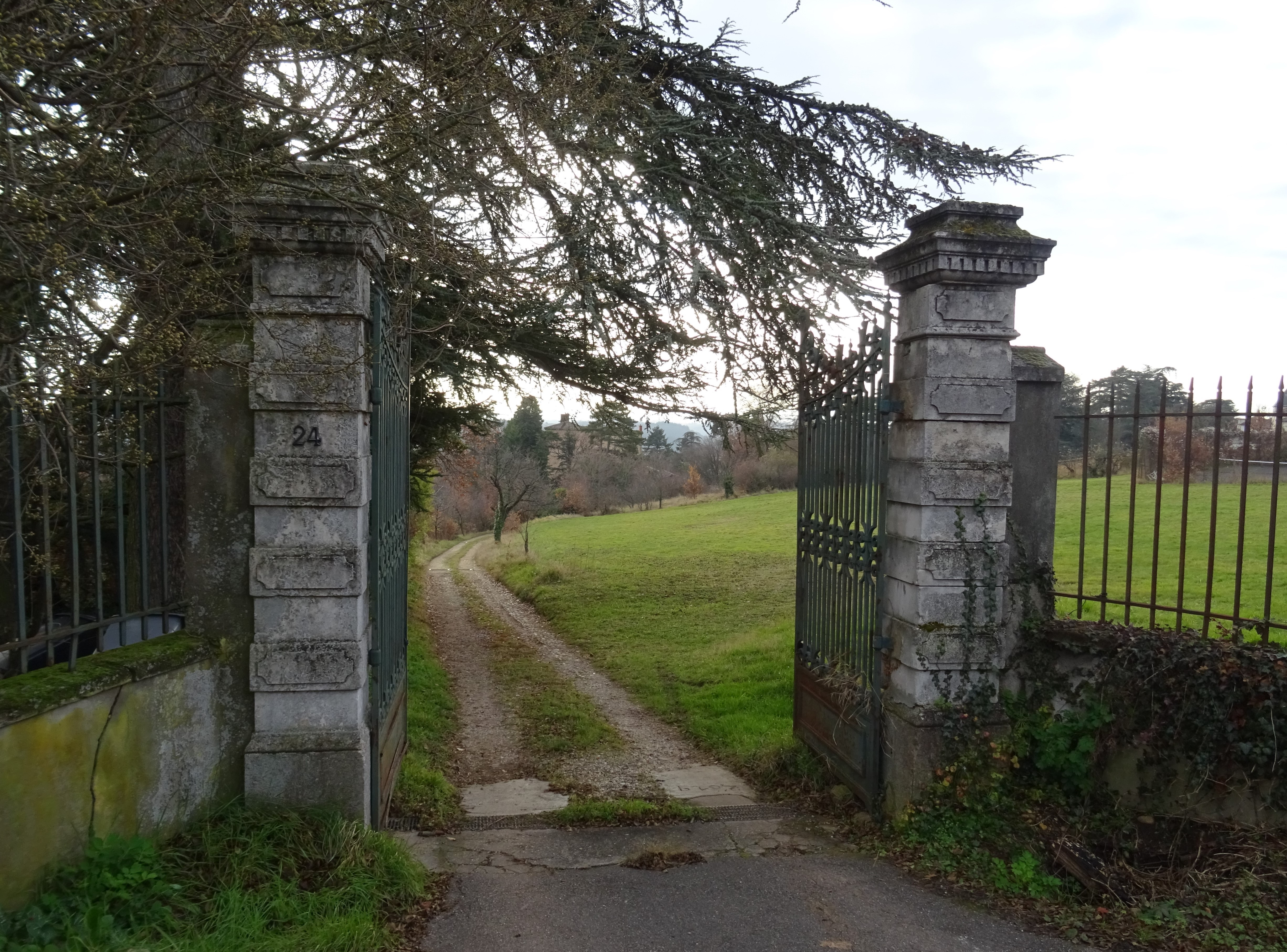
Entrée du domaine de Pravieux
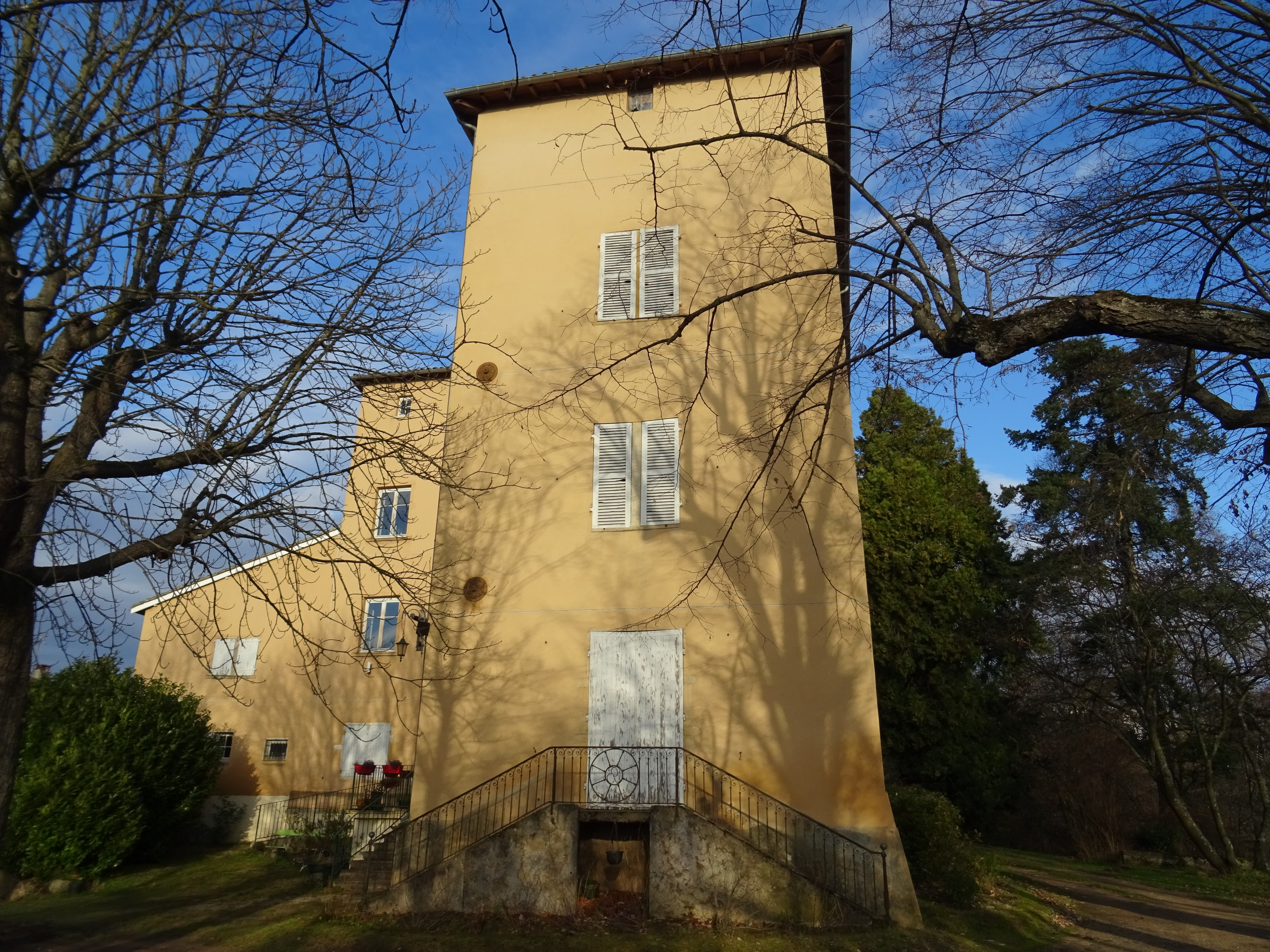
Château sur la terrasse de Pravieux
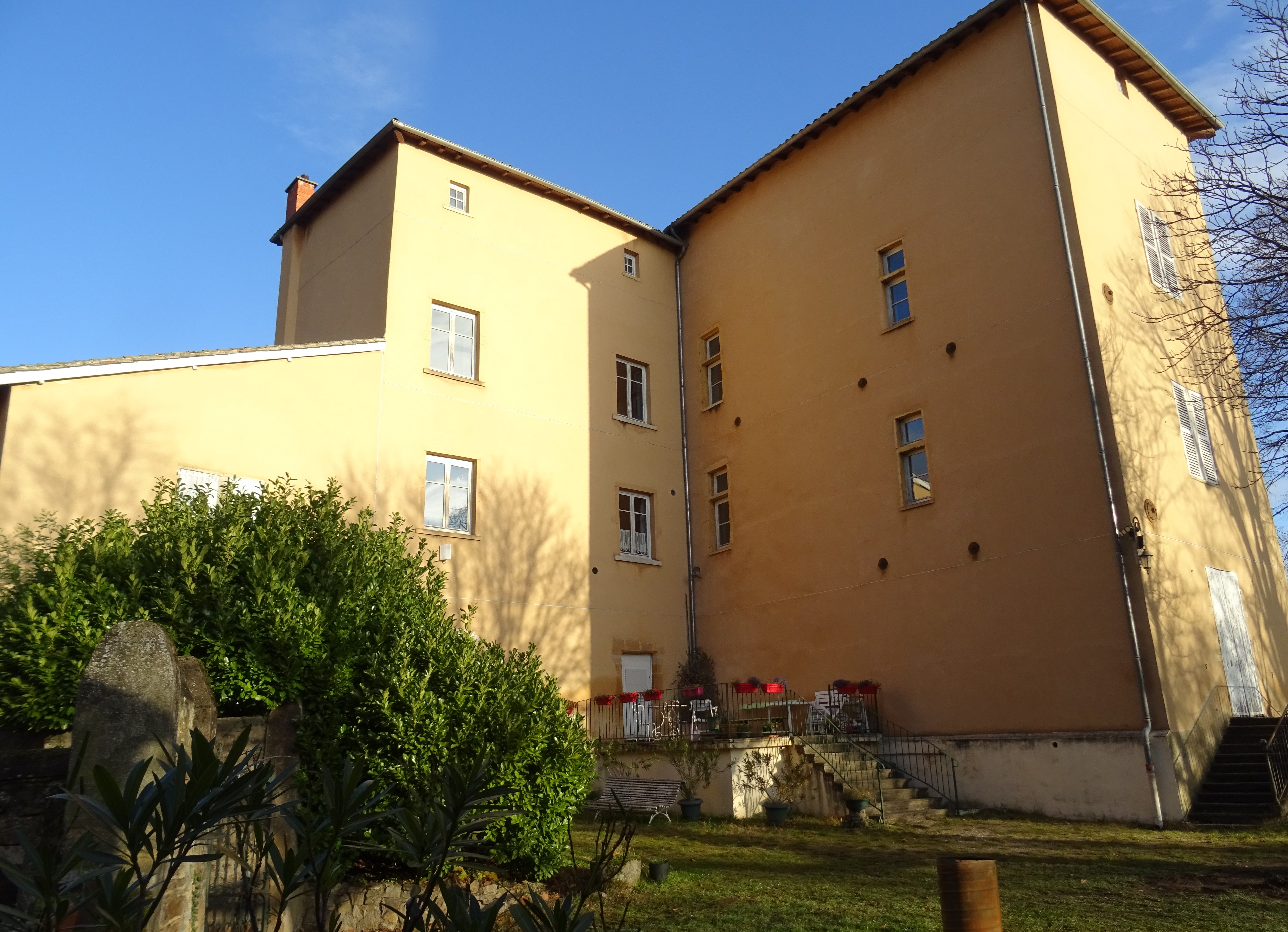
Équerre du château de Pravieux
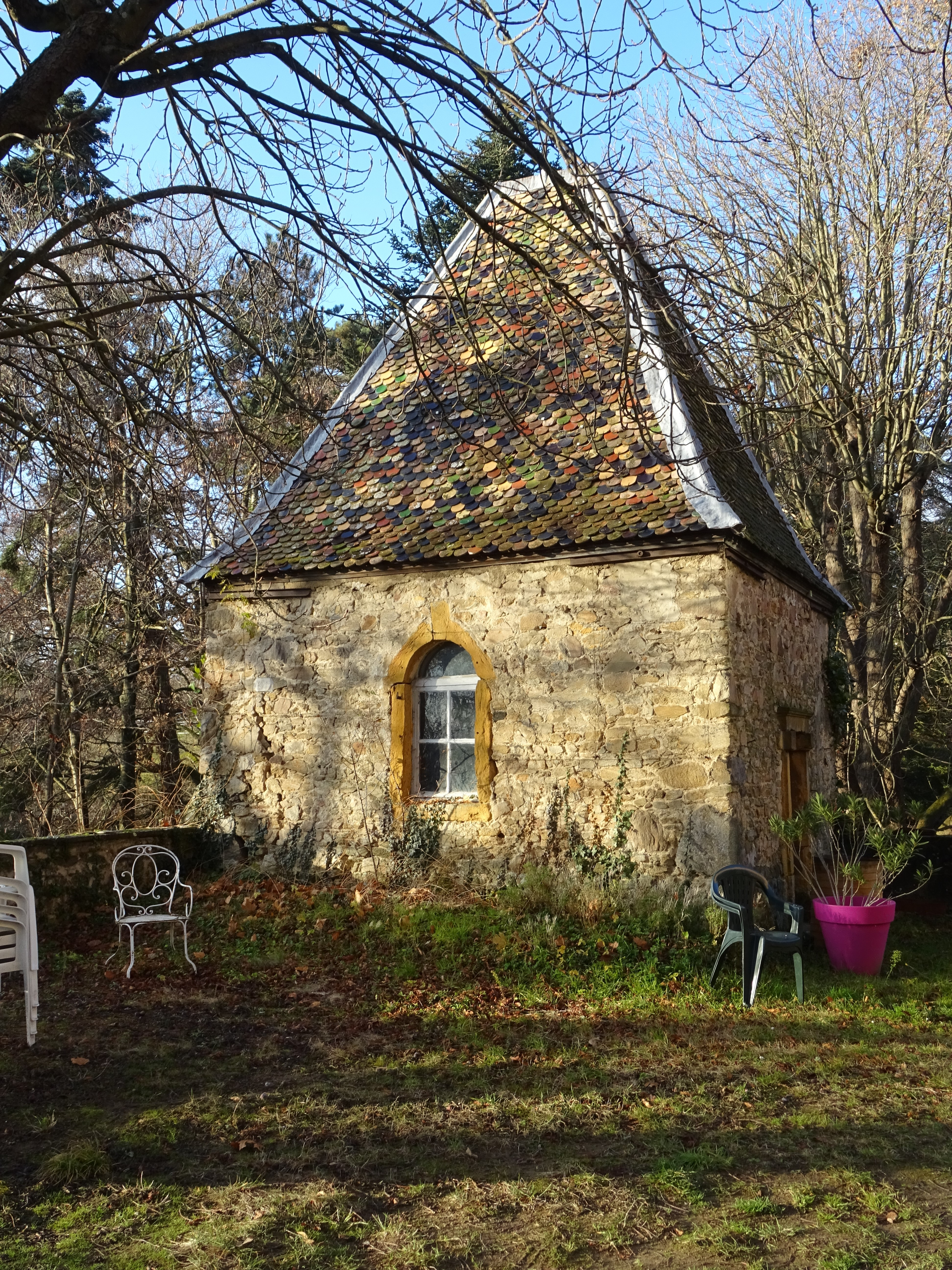
Chapelle de Pravieux

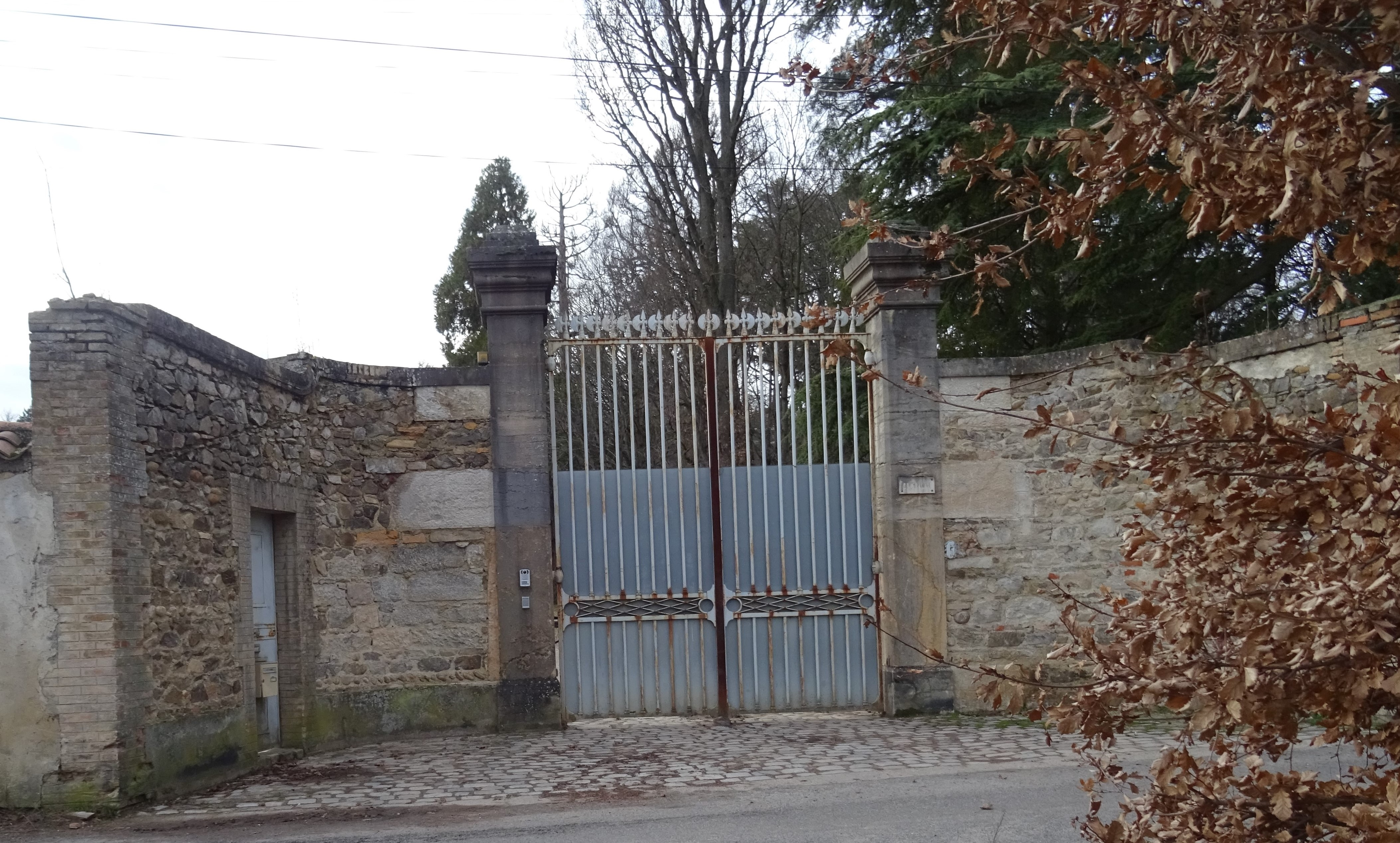
Portail du château de Combalat.

S'agissant de ces maisons des champs construites par les riches familles lyonnaises, le cas de Chaponost n’est qu’un des multiples exemples offerts par la périphérie de la ville. « Leur grande période a été incontestablement le XVIIe et plus encore le XVIIIe siècle. Concentrées à l’est et au centre du territoire communal elles sont fort nombreuses (20 sont recensées dans le pré-inventaire) et ce sont presque exclusivement des Lyonnais qui les ont possédées, membres de la magistrature et de l’administration mais aussi de la classe marchande, des professions libérales de la moyenne bourgeoisie (chirurgien, apothicaire, imprimeur) voire des professions les plus modestes. En 1721, ils étaient 66 à se partager 683 ha sur les 1225 recensés et il s’agissait des meilleures terres. Certains domaines avaient plus de 20 ha. Le château de Combalat a été construit en 1733 par un sous-secrétaire de la ville de Lyon qui lui a donné sa sobre architecture (cinq travées de deux niveaux) mais c’est un autre Lyonnais, hôtelier, qui devait l’acquérir en 1882 et le doter d’un somptueux escaler intérieur. Le passant doit se contenter d’en repérer l’ancien portail. Le domaine de la Chavanerie appartenait à un simple bourgeois lyonnais dès le XVIe siècle sans doute mais c’est à un teinturier lyonnais du milieu du XIXe siècle, que l’on doit l’imposant ensemble de bâtiments couronnés de pavillons en tuiles écaille devant lesquels s’impose la discrétion depuis sa transformation en clinique psychiatrique. Le choix du site du Vernay est le fait d’un maître corroyeur lyonnais au XVIIe siècle et c’est encore une famille lyonnaise de marchands fabricants d’étoffes et de soie qui en devient propriétaire en 1816 mais le maillon intermédiaire est un Pravieux qui a entrepris vers 1720 la construction de l’élégante demeure bien conservée longue de six travées et haute d’un seul étage flanquée de deux ailes en légère avancée bien exposée au sud face à son parc.
C’est un administrateur des Hospices Civils de Lyon qui a acheté le Lanversin au début du XIXe siècle, a agrandi la demeure et lui a donné cette belle façade ordonnancée de cinq travées régulières sur deux étages plus un de combles. Il devenait propriétaire d’un vaste domaine dans lequel il y avait place à la fois pour un important vignoble et un vaste parc de loisirs. Mais les superlatifs sont à réserver au domaine des Cartières. S’il doit son nom à son propriétaire du XVIIe siècle, son illustration lui vient de la famille Cazot qui en a fait l’achat dans les années 1770 en reprise de l’Hôpital lyonnais de la Charité un temps héritière par donation. Elle devait en garder la possession jusqu’en 1954. C’est elle qui devait donner maire à la commune de 1812 à 1830. Ce vaste domaine de 64 ha, pas seulement viticole pouvait être, on le verra plus, lieu de toutes les innovations avec sa magnanerie. Un détail important manque cependant à ce palmarès. La vaste demeure a perdu sa qualité architecturale depuis les transformations opérées en 1954 lors de l’installation des Missions africaines où elle a pris la forme d’un quadrilatère assez banal à deux étages.

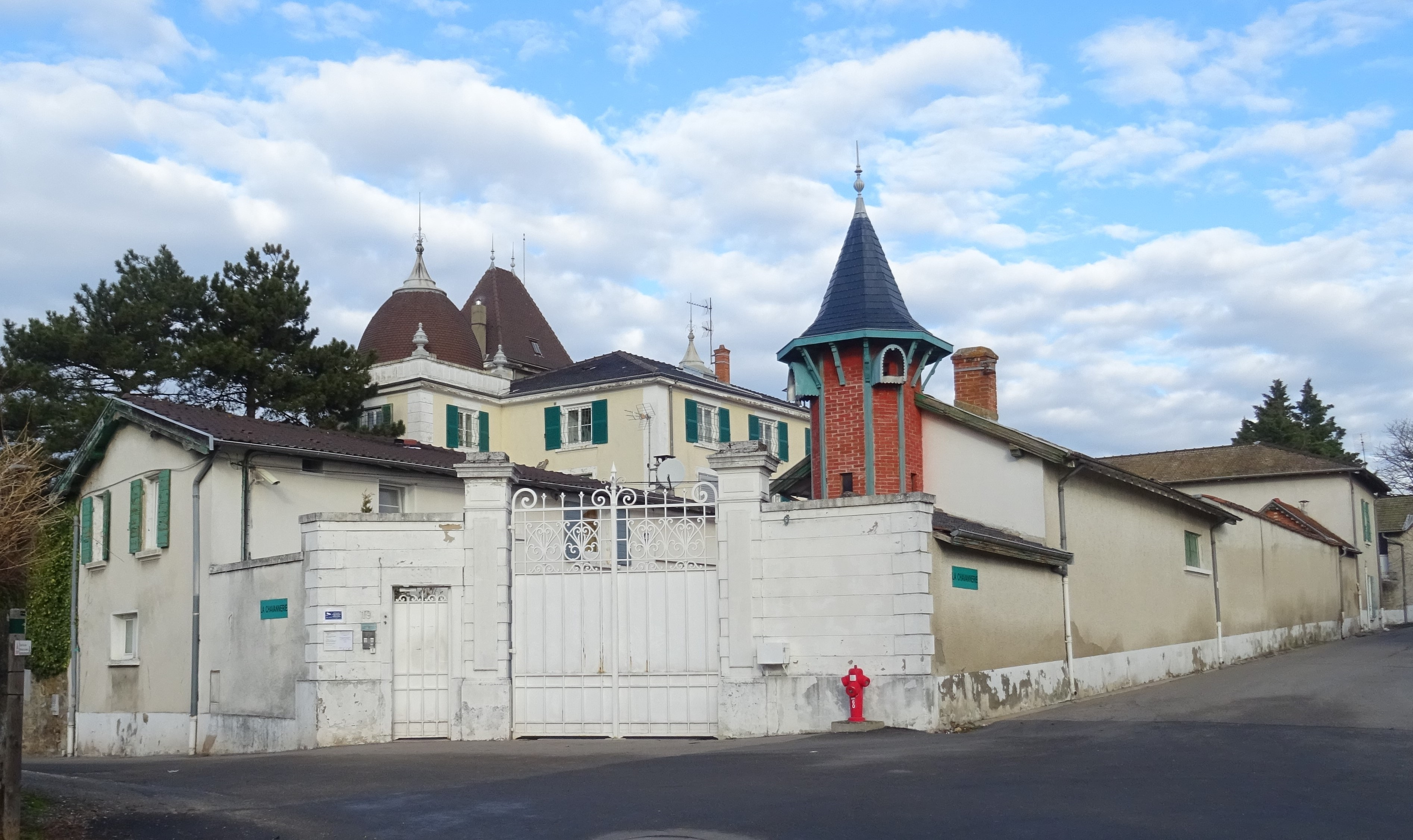
la Chavanerie
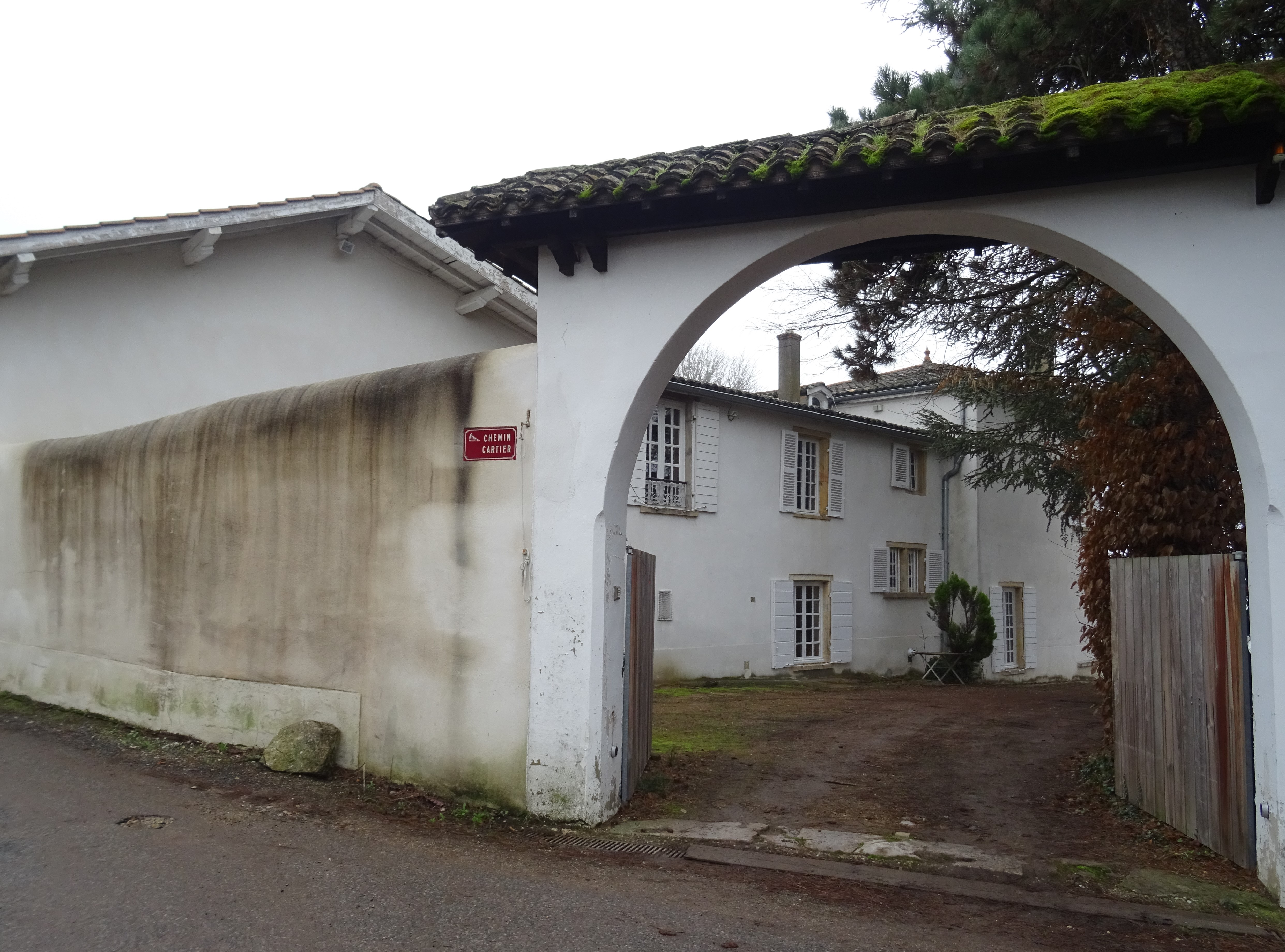
Entrée dans le domaine du Vernay
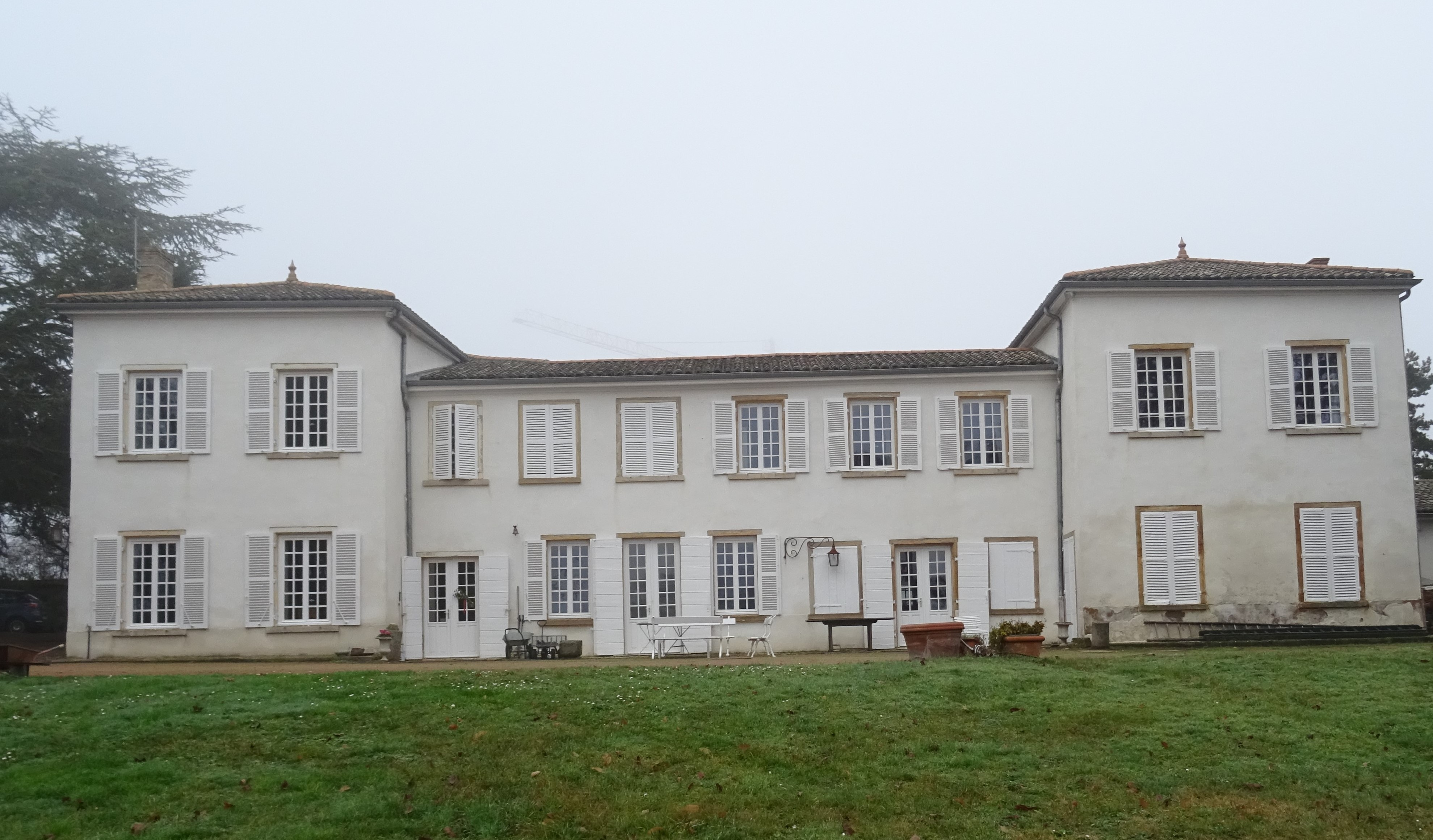
Le Vernay
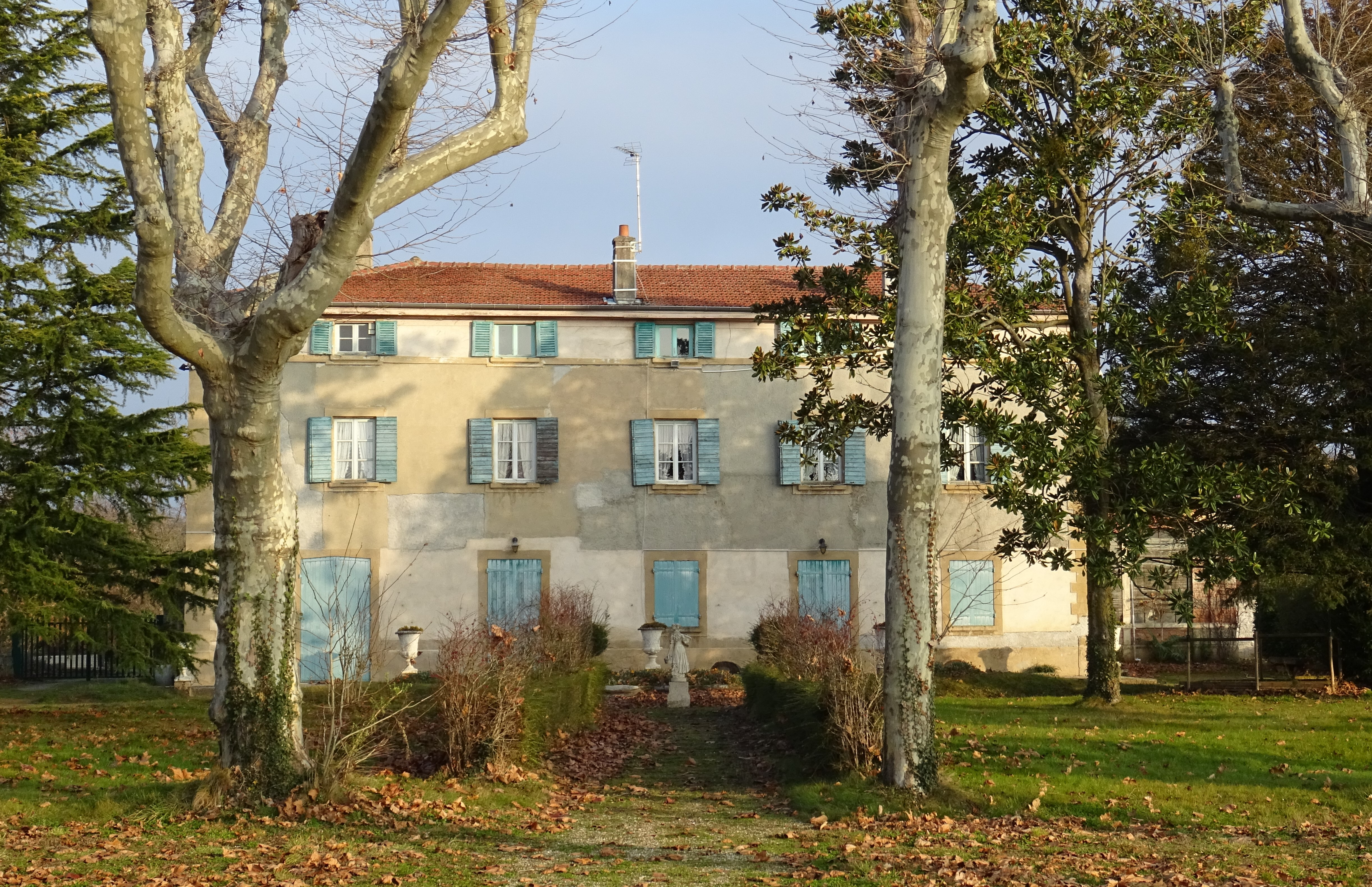
Le Lanversin
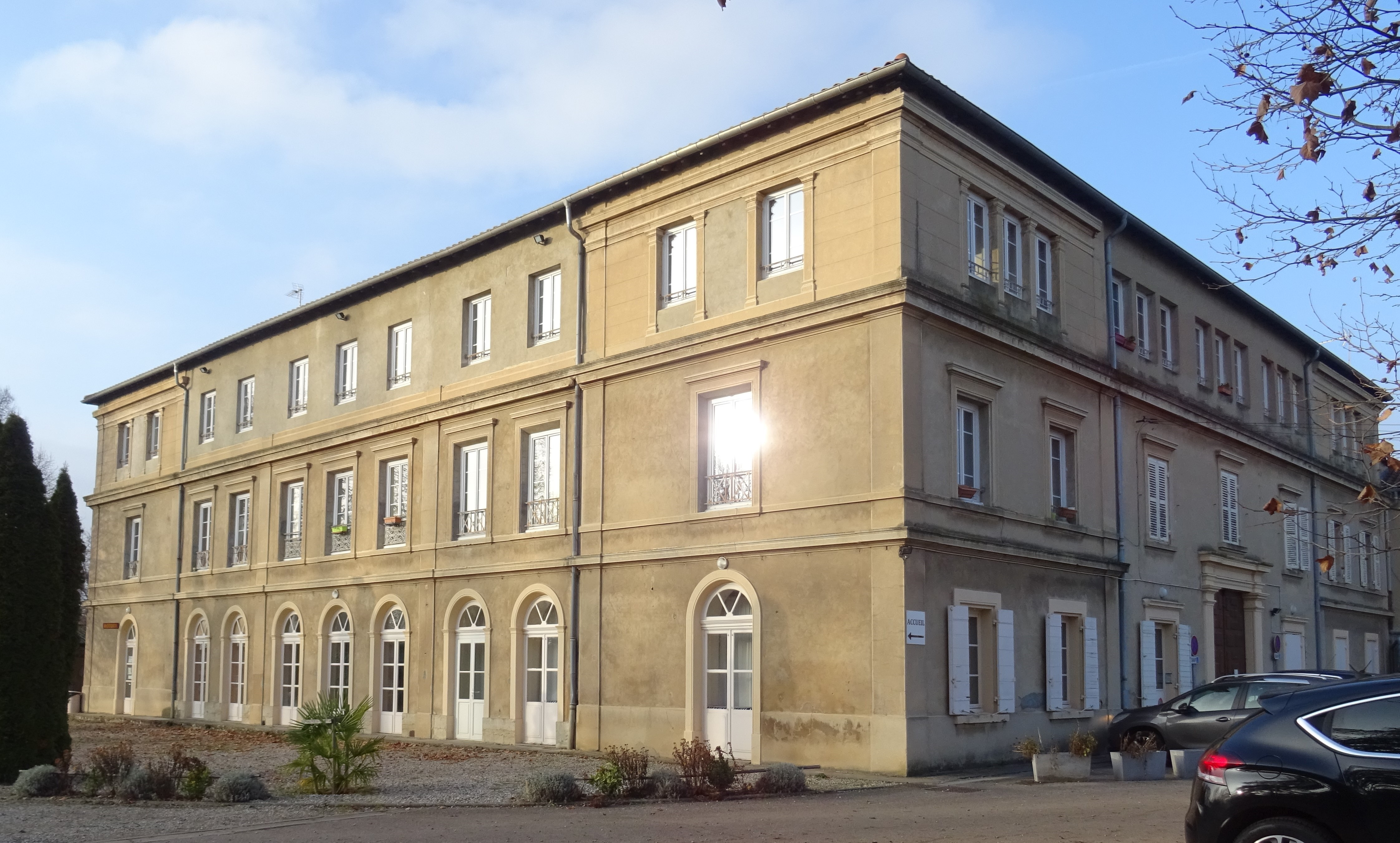
Les Cartières

#### Un embryon de démocratie
La communauté villageoise a saisi toutes les occasions offertes pour se prendre en charge. Elle avait pour elle le nombre : la population est estimée à 1030 habitants au premier janvier 1758. Chaponost était donc déjà un gros bourg avant la Révolution. Le statut de la paysannerie locale n’était pas si misérable et présentait une nette hiérarchie. A côté d’un grand nombre de propriétés minuscules de moins de 5000 m2, on constate l’existence d’une moyenne propriété paysanne (entre 5 et 10 ha) et celle de quelques grands exploitants comme les Mathevon à la Gagère ou Benoît Guillot au Jaillard. Le village vivait en autarcie. Si les rares prairies (240 ha) dans les bas-fonds, le long du Merdary ne permettaient pas d’élever un nombreux bétail, on comptait 1245 ha de cultures vivrières. La vigne occupait l’ensemble des coteaux et une partie du vin pouvait être commercialisée. Les artisans fabriquaient sur place les objets nécessaires à l’agriculture (maréchaux-ferrants, tonneliers). Il ne manquait pas de spécialistes (maçons, charpentiers) pour la construction. Pour la vie courante des cordonniers, des tisseurs, des tailleurs étaient à l’œuvre. En revanche, chacun vivant des produits de sa terre, pas de commerces alimentaires si ce n’est deux boucheries : chaque ménage cuisait son pain.
La population se réunissait autour de ses cosses (ses consuls) dans l’auditoire du château le dimanche après les vêpres. Ces derniers avaient la lourde charge routinière de répartir les impôts entre les feux. Mais il leur arrivait aussi de devoir prendre en charge la défense des intérêts de la collectivité. Ils le firent par exemple avec élégance pendant les guerres de religion en 1559. Non contents de démarcher auprès des autorités civiles et militaires de la ville de Lyon et de leur faire des cadeaux de vin et de bétail, ils invitèrent celles-ci à un banquet à la Colombe. Il s’agissait d’obtenir la réduction de la participation de la paroisse aux travaux et aux levées de troupe, de détourner l’itinéraire des armées et d’éviter les cantonnements dans le village. Mais la manifestation la plus évidente d’autonomie a été la construction d’une église à cheval sur les douves du château. Tous les propriétaires durent s’engager en 1689 à financer les travaux qui furent terminés quatre ans plus tard. Elle ne sera remplacée par l’église actuelle qu’en 1892.

### Ouverture sur le monde (1800-1950)

#### Désenclavement
La période qui s’ouvre au lendemain de la Révolution et qui va s’écouler jusque vers 1950, sur un siècle et demi, se caractérise par une grande stabilité démographique. Le fameux maximum de population de 1848 qui sert de repère aux historiens au niveau national est décalé d’une vingtaine d’années : en 1866 on dénombre 1945 Chaponois. Ils sont 2 036 en 1946. Cette stabilité qui contraste avec le phénomène général de l’exode rural des campagnes est révélateur d’une adaptation aux changements. Si l’activité dominante reste toujours l’agriculture, celle-ci n’est plus l’occupation exclusive et s’est elle-même transformée. Chaponost ne vit plus en autarcie mais est entrée dans l’ère du marché.
Cette mutation très progressive n’a été possible que grâce à une révolution des transports à ce modeste niveau. On peut distinguer grossièrement deux temps dans cette ouverture. Au cours du XIXe siècle, la circulation routière a été nettement améliorée. Le principal artisan en est le maire Jean-Marie Cazot, de la célèbre famille du château des Cartières. Au lieu de s’obstiner à attaquer de front le raide rempart qui se dresse au nord quand on vient de Francheville, il a préféré le contourner en utilisant les facilités offertes par de relief vers l’est grâce au sillon ouvert de ce côté en limite de Saint-Genis-Laval, axe traditionnel du grand trafic nord-sud. En 1828 était ouvert un itinéraire routier qui, au départ de la Chapelle de Beaunant, s’élevait progressivement par Combalat jusqu’au plateau du Plat de l’Air. Dans le même temps, un autre itinéraire était grandement amélioré : depuis le bourg par la vallée du Merdanson le sillon était rejoint au niveau de la future gare ferroviaire. La population fut mise à contribution par la corvée. Si la circulation des attelages s’en est trouvée fortement facilitée, les simples voyageurs durent attendre jusqu’en 1906 pour bénéficier enfin des services réguliers d’une ligne de tramway ouverte par l’0TL (Omnibus et Tramways de Lyon). Le service d'omnibus qui l'avait précédé était très rudimentaire. Son inauguration fut saluée comme l’événement du siècle. Elle devait fonctionner jusqu’à la veille de la Seconde Guerre mondiale. Son remplacement par un service d’autocar, amorcé à cette période, devait se confirmer à l’issue du conflit.
Cette ouverture sur le monde fut réalisée sur une plus grande échelle avec la création d’une desserte ferroviaire. Par une loi du 17 juillet 1879 (le plan Freycinet) une voie ferrée Givors-Paray-le-Monial est déclarée d’intérêt générale. Mais c’est seulement en 1898 que sa section Givors - Lozanne a été déclarée d’utilité publique et la ligne n’a été ouverte qu’en 1910 avec une limitation à cent kilos pour les colis. Elle resta ouverte aux voyageurs jusqu’en 1934 seulement, vu sa faible fréquentation. En revanche, les agriculteurs purent encore l’utiliser pour leurs expéditions de fruits jusqu’au début des années 1950.

#### Les transformations de l'agriculture

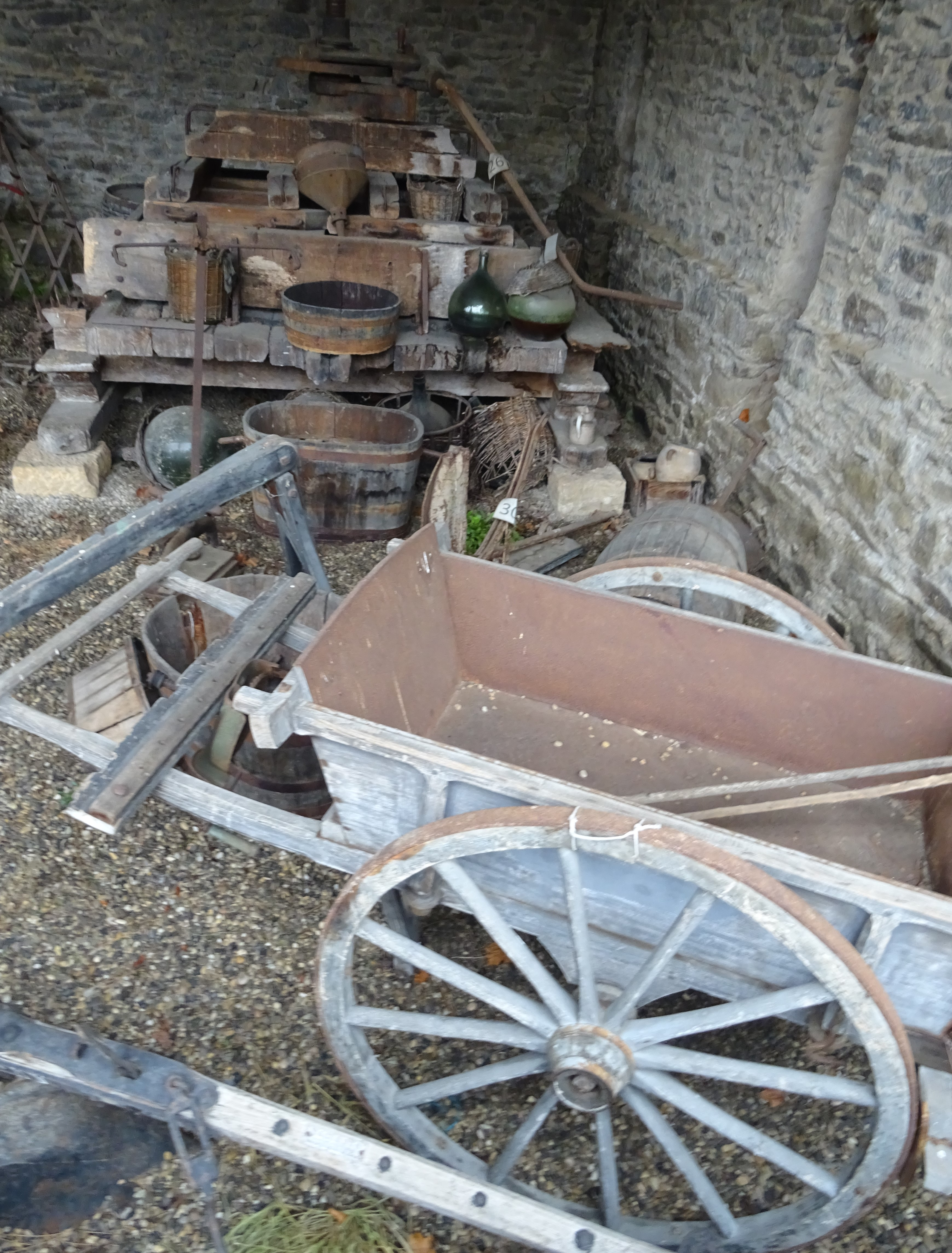
Ancien outillage agricole.

L’agriculture demeure pendant toute cette période l’activité dominante à Chaponost mais selon des modalités nouvelles. S’agissant des structures d’exploitation, on observe la disparition progressive de la grande propriété de plus de 20 ha : elle occupait le tiers du sol en 1760 et seulement 9 % en 1957. Pour la bourgeoisie lyonnaise, l’industrie de la soie, les spéculations commerciales étaient d’un meilleur rapport que les revenus fonciers. La grande gagnante était la moyenne propriété entre 2 et 20 ha. De 45 % des surfaces occupées en 1760, elle est passée à 72 % en 1957. Il n’est pas contradictoire d’observer que la petite propriété a elle aussi pris plus d’importance : elle occupait 11 % des surfaces en 1957 contre 3 % en 1760 : la suppression du droit d’aînesse avait entraîné le partage des héritages. Beaucoup louaient leurs bras comme journaliers.
Mais la principale transformation concerne la nature des cultures. On n’a certes pas renoncé à la polyculture car la prudence conseille de s’assurer la sécurité alimentaire et les privations pendant la Seconde Guerre mondiale viendront justifier cette attitude ! Le triptyque de base est constitué par les céréales mais le blé a totalement éliminé le seigle. On porte son grain aux moulins et l’on fait son pain avec la farine ou on la livre au boulanger en échange de pain. La pomme de terre sert à la consommation mais aussi à l’élevage de deux ou trois porcs. Le colza donne son huile pour la cuisine.
La grande nouveauté est cependant la spécialisation dans des productions destinées à la vente sur les marchés extérieurs, locaux, nationaux voire internationaux. La culture du fraisier a joué sur ce point un rôle capital à partie de la fin du XIXe siècle et atteindra son plus grand développement dans les années 1950. Elle était facilement adoptée par les petites exploitations car ne nécessitait pas d’investissements lourds, était d’un rapport l’année même de la plantation et mobilisait la main-d’œuvre familiale surtout au moment de la cueillette (Il existait aussi de grandes exploitations qui faisaient appel à des Auvergnats venus en gros sabots de la Haute-Loire). La production était livrée directement à des grossistes sur le marché lyonnais mais alimentait par voie ferrée le marché parisien ainsi que l’Allemagne jusqu’en 1914 et la Suisse pour laquelle le camion se substituera au train sur le tard. L’autre grande nouveauté est dans le développement de l'arboriculture comme sur l’ensemble du plateau lyonnais. A Chaponost, il s’est agi essentiellement du pêcher qui a dominé pendant toute la première moitié du XXe siècle jusqu’à occuper 140 ha en 1951, avec des façons culturales de plus en plus mécanisées pour l’entretien des sols. Les producteurs livraient leurs marchandises aux grossistes lyonnais par voiture à cheval tôt le matin mais par la suite des ramassages à domicile furent organisés par les grossistes eux-mêmes. Le chemin de fer était aussi mis à contribution pour l’approvisionnement du marché parisien au départ des gares de Chaponost et de Francheville. Des pêches cueillies tôt dans la journée pouvaient arriver aux Halles de la capitale le lendemain matin.
Les exploitations qui élevaient des vaches sur prairie (l’Auvergnat était souvent venu avec sa faux et pouvait prolonger sa saison en aidant à la fenaison) complétaient leur alimentation par la betterave fourragère et le topinambour. Après la traite, le lait était collecté par les laitiers d’Oullins et de Pierre-Bénite, communes voisines en forte croissance industrielle.

#### Des activités de complément
Deux activités s’inscrivaient en marge de l’agriculture. Dès la fin du XVIIIe siècle, avec l’encouragement des autorités, la plantation de mûriers était devenue une véritable mode qui s'était propagée à l’imitation du Bas-Dauphiné. Le baron Giry de Vaux, dans son domaine de Montgriffon, fut parmi les plus prompts à s’y conformer en plantant entre 300 et 400 arbres. Mais plus que par les aléas climatiques (une suite d’hivers aux gels destructeurs dans les années 1780) cet élan a été contrarié par une certaine incompatibilité avec la culture dominante de la vigne. Le maire de la proche commune de Vernaison s’en explique. « Les vignerons répugnent à planter des mûriers et même des haies de cette espèce parce que les racines qui s’étendent fort loin nuisent beaucoup à la vigne ». En 1854 on compte 2 000 pieds de mûriers. A cette date, les magnaneries, qui en sont les compléments indissociables pour l’élevage du bombyx, produisent 500 kilos de cocons. Les Cazot, dans leur domaine des Cartières avaient contribué à cette relance avec une plantation d’un millier d’arbres. On assistera par la suite au déclin progressif de cette activité et le dernier élevage de ver à soie fermera vers 1930.

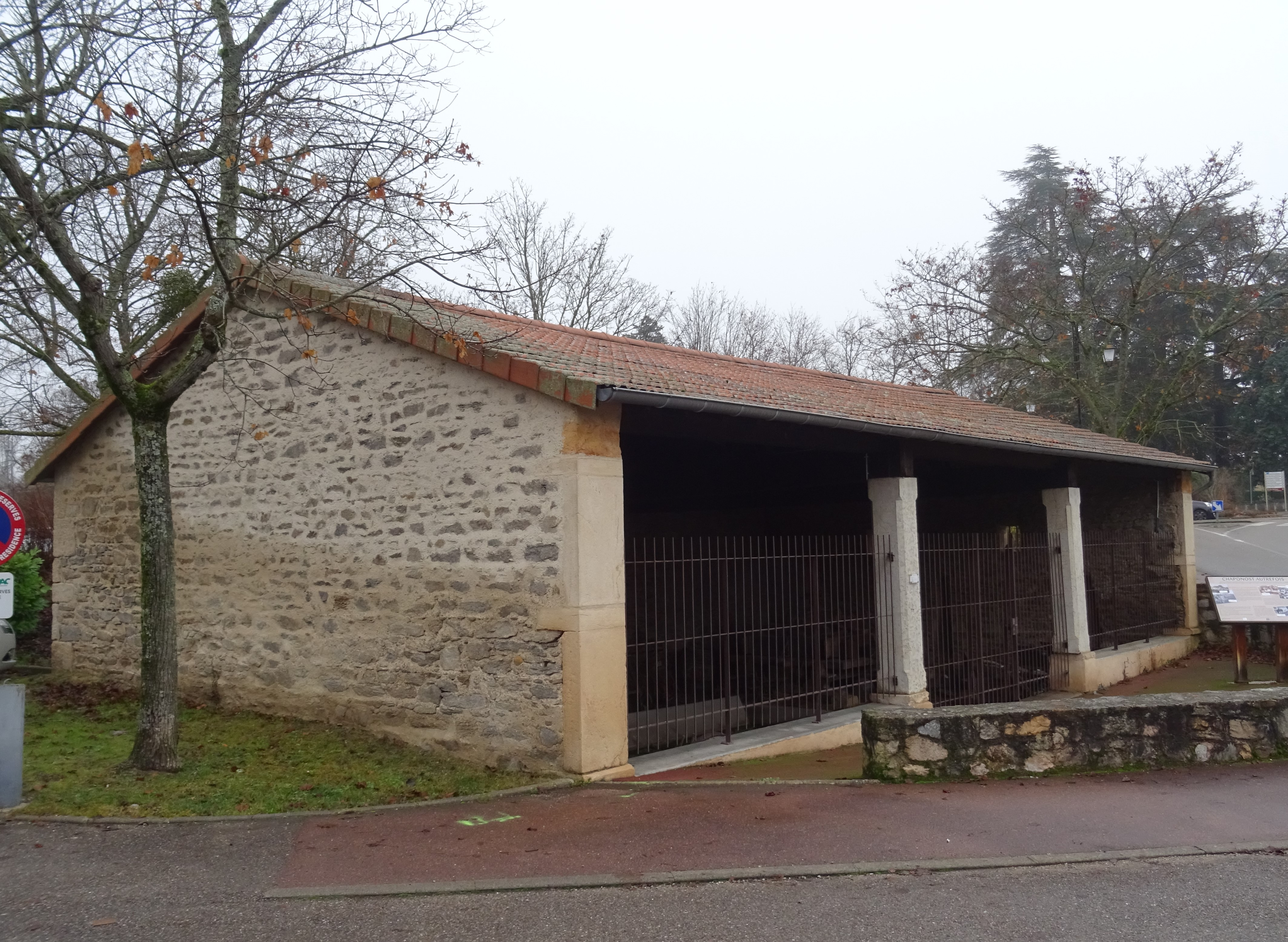
ancien lavoir communal

La pureté de l’air dans les campagnes de l’ouest lyonnais avait incité à y concentrer les opérations de blanchissage du linge de la proche métropole dans les dernières décennies du XIXe siècle. Chaponost a pris sa part, très modeste il est vrai avec ses 14 opérateurs au maximum en1905, à comparer aux 161 de Francheville dès 1890, pour ne rien dire de Craponne où un musée perpétue le souvenir de cette activité. Celle-ci se déployait selon un rythme hebdomadaire avec la collecte du linge sale en fin de semaine, l’étendage et le repassage en fin de cycle en milieu de la semaine suivante. L’équipement des ménages en machines à laver qui s’est généralisé dans les années 1960 a mis fin à ces opérations. La blanchisserie Combet, la dernière à fonctionner au Plat de l'Air a fermé en1967. Le grand lavoir construit par la municipalité en 1885 a valeur de symbole de cette activité et a mérité à ce titre d'être restauré en 2007.
Bien entendu, la situation perchée de Chaponost à l’écart des moyens de communication lui interdisait tout développement industriel. Il est significatif que le seul établissement digne de ce qualificatif ait été implanté dans le creux du sillon en limite de la commune de Sainte-Foy-lès-Lyon au lieudit Taffignon. Nicolas Dutartre y a ouvert en 1860 une usine de toiles cirées qui a employé jusqu’à une centaine d’ouvriers. Encore faut-il préciser que les Chapenois n’étaient pas forcément privilégiés dans le recrutement de la main-d’œuvre. Le patron dont, d’ailleurs la résidence se situait sur Sainte-Foy, embauchait plus volontiers des compatriotes venus de Lhuis, sa commune d’origine, dans le Bas Bugey. Son gendre devait prendre sa succession. La fermeture de l’établissement a eu lieu dans les années 1920.

#### Fidélité religieuse
Au maintien de ces structures paysannes correspond la fidélité aux traditions religieuses. En cela, Chaponost ne se distingue en rien des communes des proches monts du Lyonnais qu’on a parfois comparées à la Vendée. Ces dernières figuraient d’ailleurs parmi la fidèle clientèle des vignerons. La grande affaire en la matière était de doter enfin la paroisse d’une église digne de ce nom. Car l’antique construction héritée de la fin du XVIIIe siècle avait mal vieilli et n’avait plus la capacité d’accueillir la masse grandissante des fidèles. Les premiers projets datent de 1863. Ils n’aboutiront qu’à la fin du siècle mais, une fois la décision prise à l’instigation d’un jeune curé dynamique, l’affaire sera menée rondement et de belle manière. En 1886, il est fait appel à l’architecte Sainte-Marie Perrin, qui avait succédé à Bossan dans la construction de Fourvière. La première pierre est posée le 1er septembre 1889 et les travaux sont suffisamment avancés pour que le culte soit célébré le 31 mai 1891. Le clocher, lui, ne sera achevé qu’en 1900.
L’édifice, dédié à saint Prix, a été construit à proximité immédiate de l’ancienne église. L’orientation est-ouest a sans doute été choisie pour une meilleure adaptation à la pente du terrain. Le choix du style romano-byzantin trahit une certaine parenté avec la basilique lyonnaise. On a adopté le plan basilical avec trois vaisseaux de quatre travées plus une travée du chœur constituant un faux transept et une abside en cul de four. La nef centrale est voûtée d’arête et rythmée par des arcs doubleaux brisés à claveaux bicolores entre chaque travée. Les bas-côtés sont couverts de voûtes en berceau transversales. Les façades extérieures sont scandées par des couples de longues lésènes encadrant des doubles baies vitrées et la base du toit de tuile est soulignée par une corniche lenticulée.

Le plus inattendu est cependant dans la façade très monumentale. Au-dessus de l’emmarchement de plusieurs degrés ajouté en 1919, le porche est souligné d’un grand arc en plein cintre à claveaux bicolores prenant appui sur deux colonnes, avec trois pilastres de part et d’autre. La frise qui court au-dessus est elle-même surmontée d’un fronton interrompu dans son milieu par le départ du clocher entre deux tourelles coiffées de coupoles. La hauteur démesurée de ce clocher est encore accentuée par les longues lésènes qui en scandent les quatre faces. L’étage des cloches est à claire-voie rythmée par des colonnettes. La toiture pyramidale surmontée d’une grande croix est interrompue par quatre fausses fenêtres dans lesquelles sont enchâssés des cadrans d’horloge,.

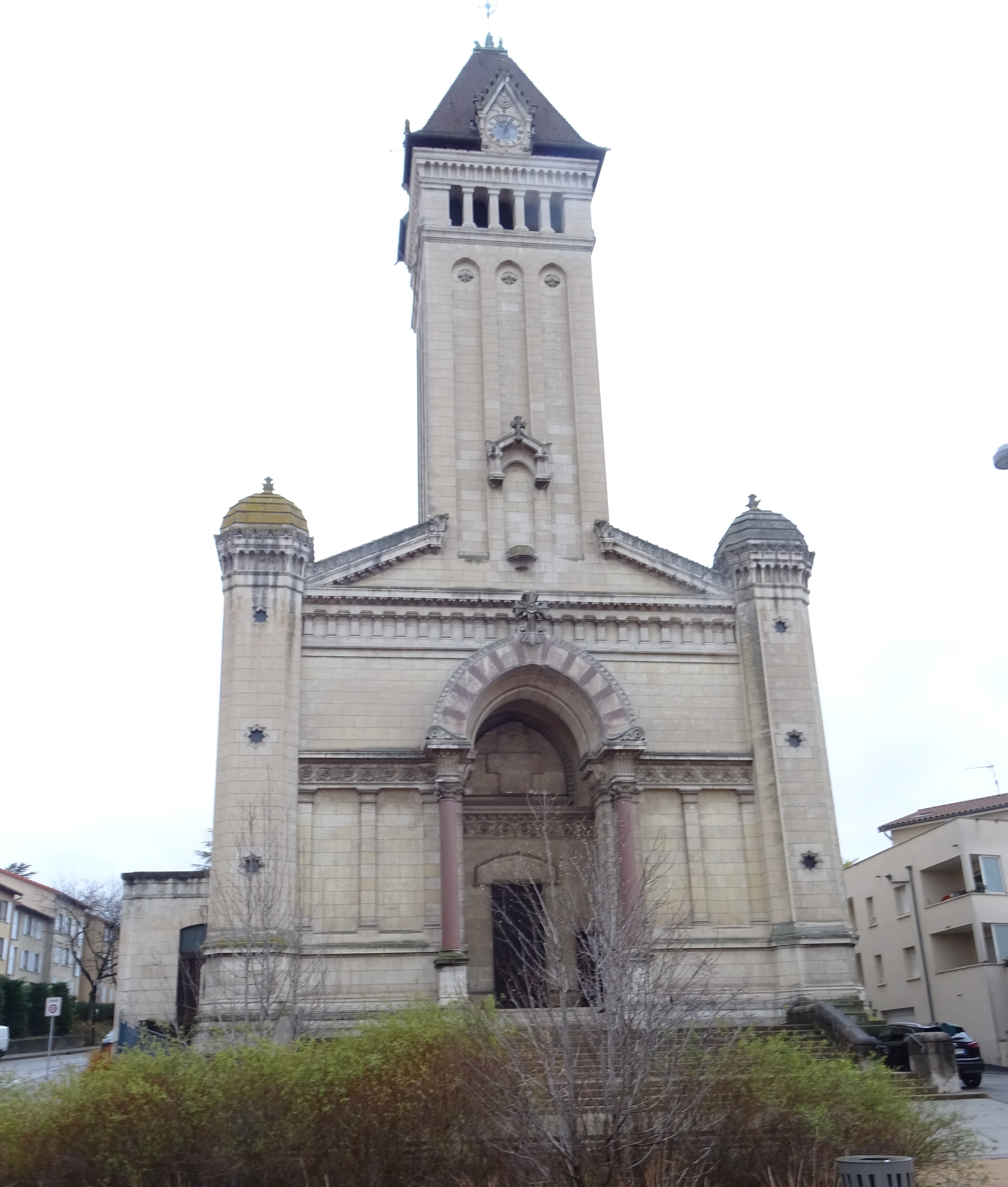
Façade de l'église de Chaponost
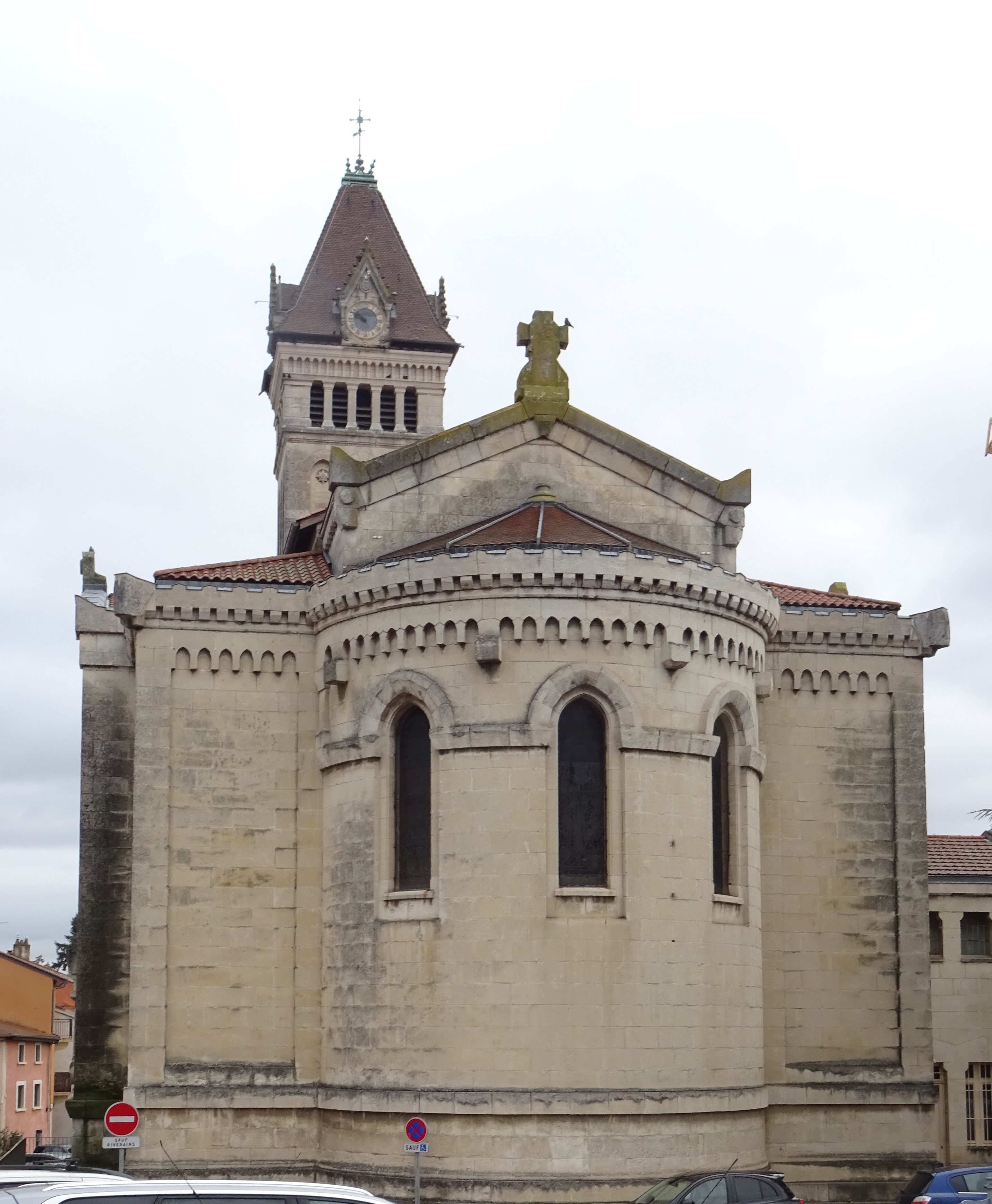
Chevet de l'église de Chaponost
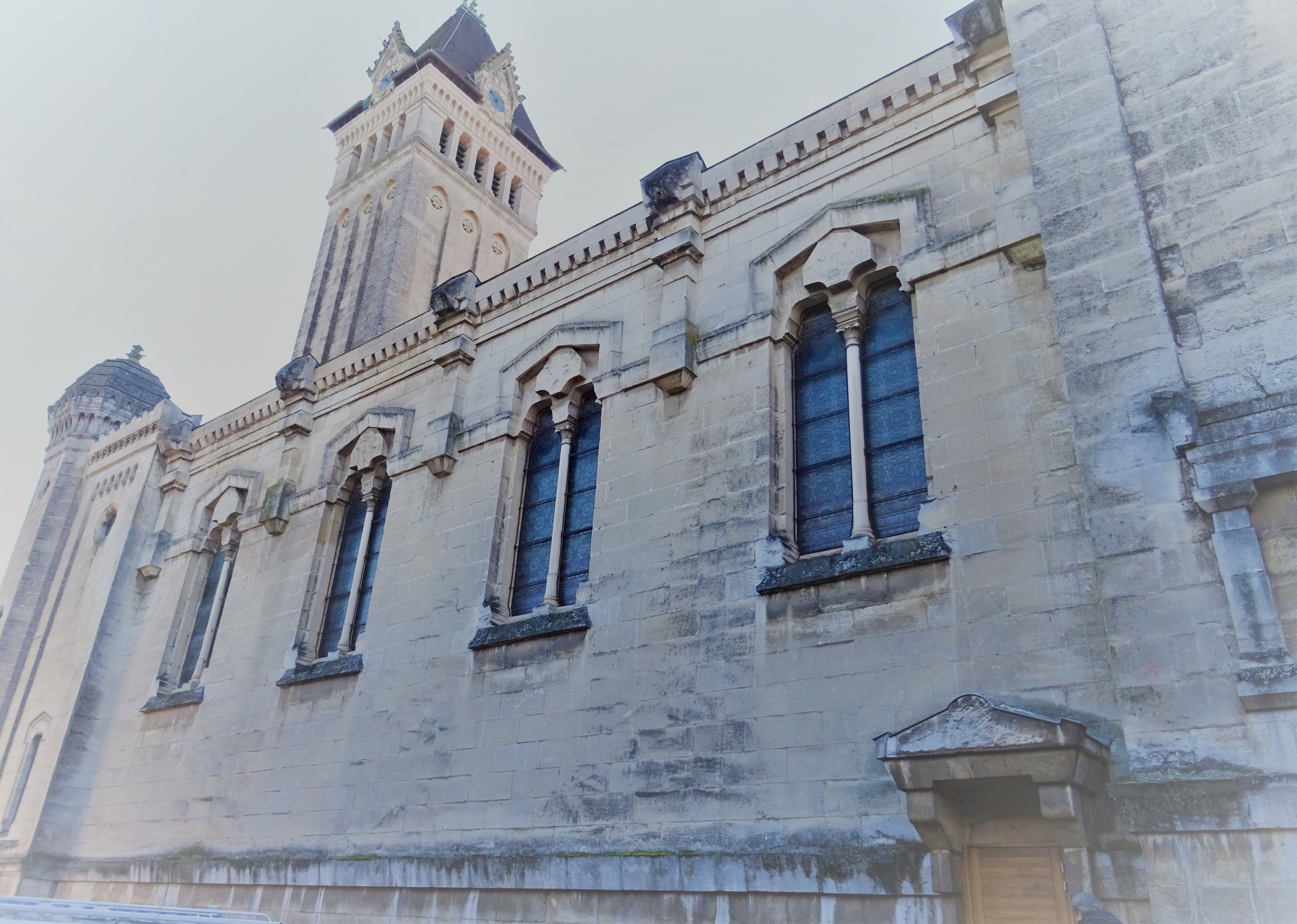
Côté nord de l'église de Chaponost
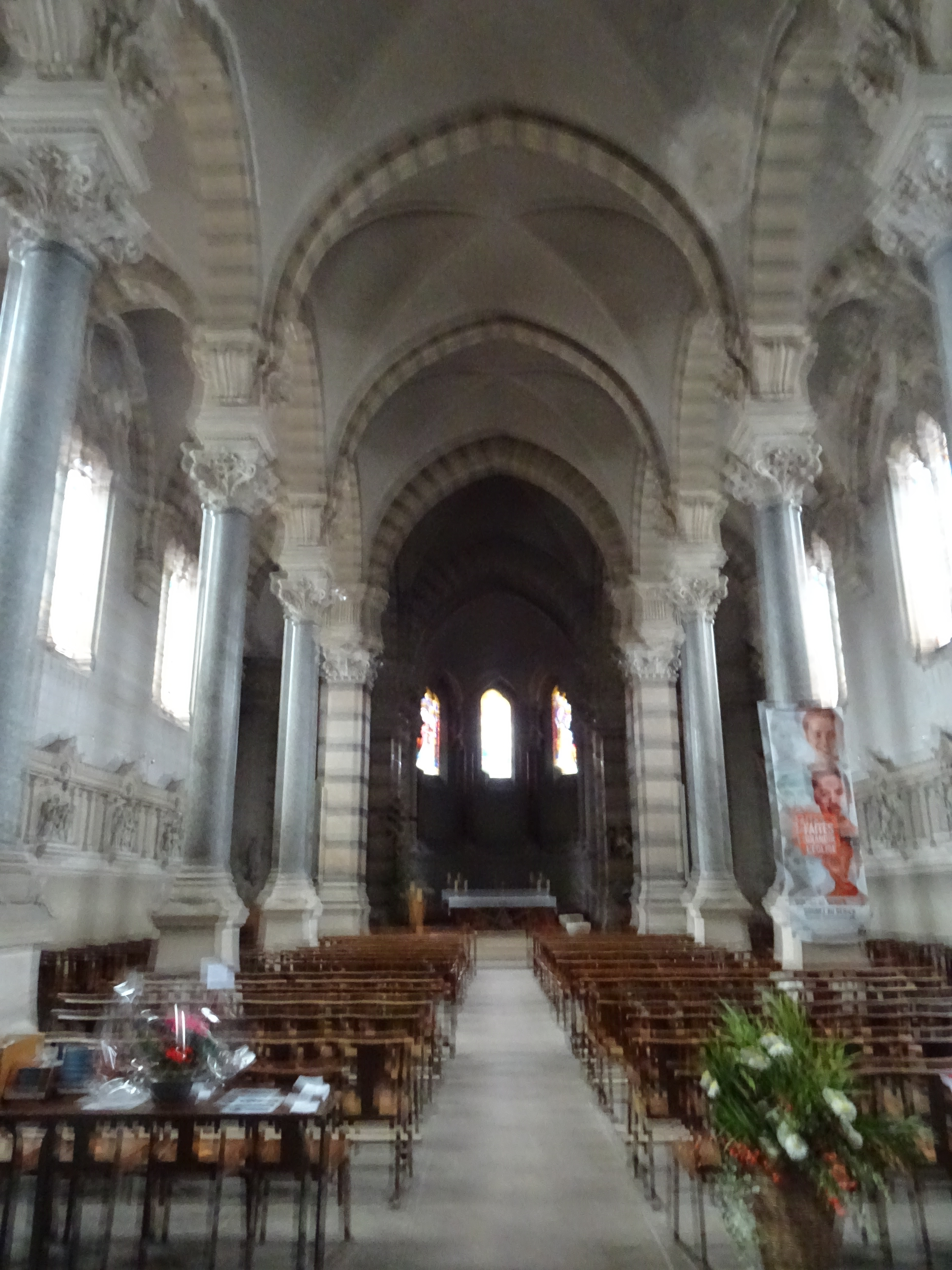
Nef de l'église de Chaponost
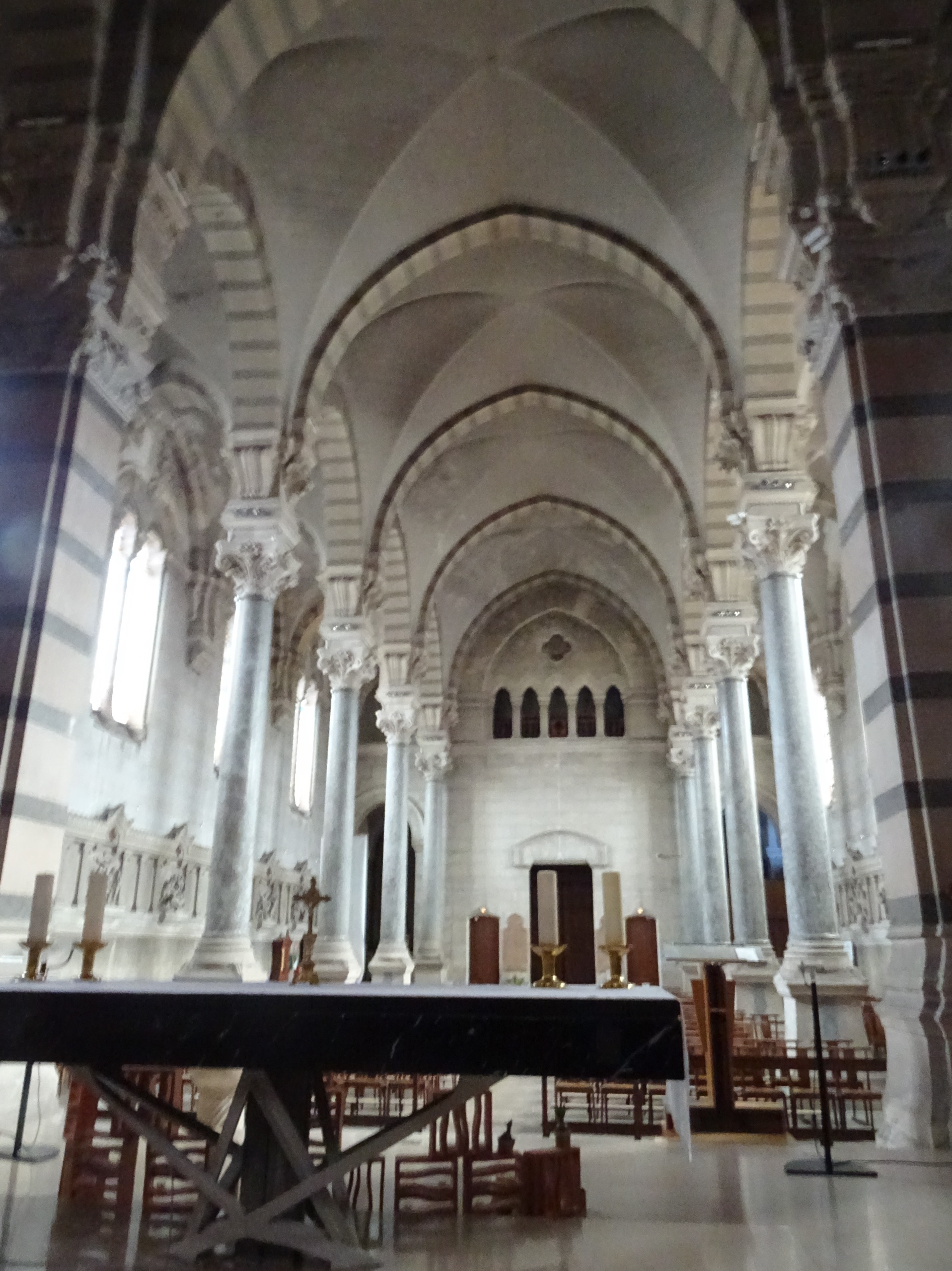
Nef vue en direction de l'entrée

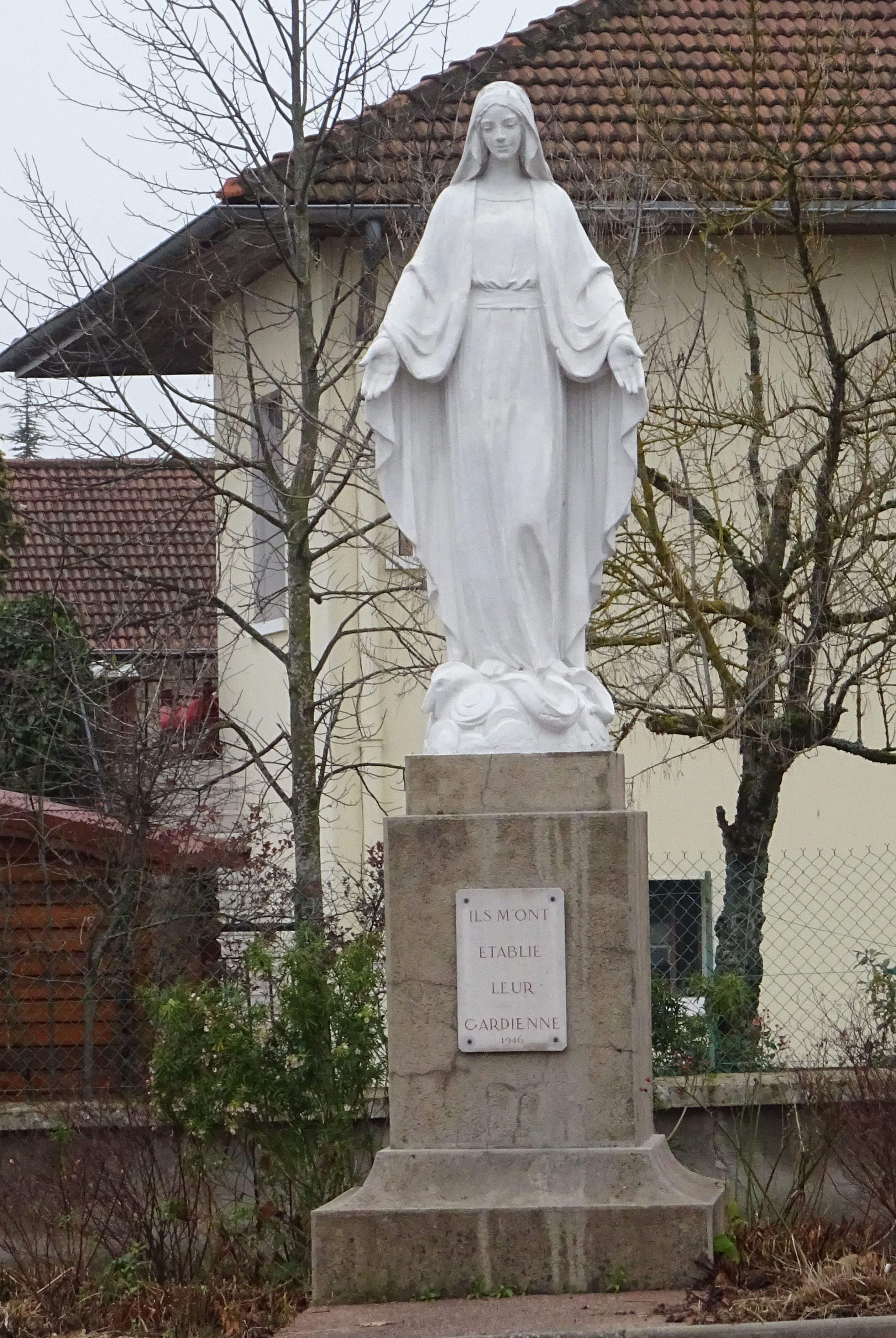
Statue de la Madone

Parmi les éléments du mobilier intérieur, les monuments historiques ont retenu spécialement, ne serait-ce que du fait de ses lointaines origines paléochrétiennes (IVe ou Ve siècle ?), un bénitier de marbre dont la vasque circulaire repose sur une colonne cannelée. Ils ont classé également deux tableaux : une huile sur toile représentant le Christ en croix et un Christ aux outrages, huile sur bois de la seconde moitié du XVIe siècle récupéré de l’ancienne église et actuellement en restauration. Ils soulignent enfin la valeur de l’autel de la Vierge en marbre bleu de même provenance. Celui-ci est surmonté d’une statue (2,20 mètres) de la Vierge à l’enfant que l’on doit au même sculpteur lyonnais Paul-Émile Millefaut et qui est presque une réplique de celle de son maître-autel de Fourvière.

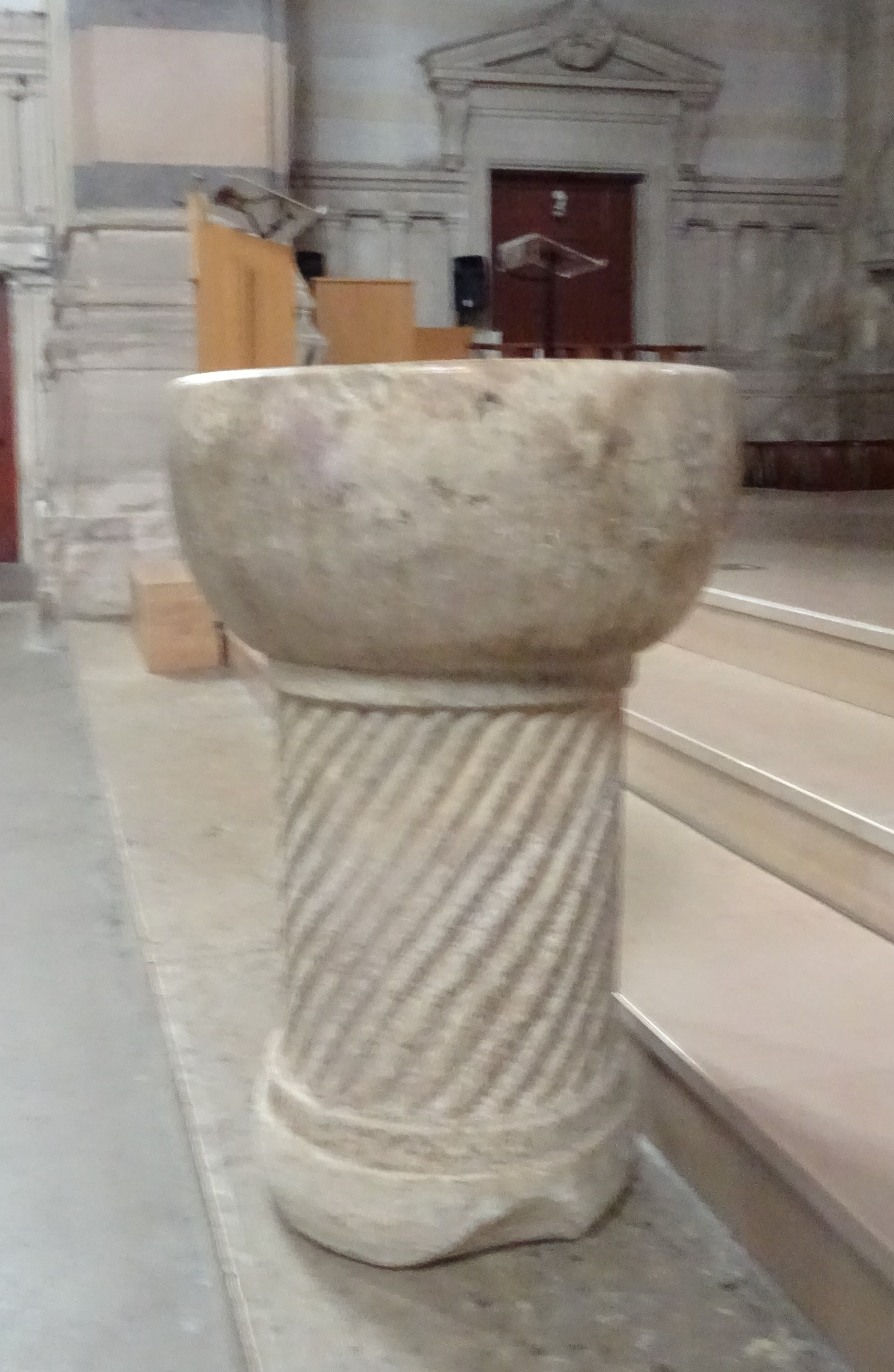
Bénitier paléo-chrétien
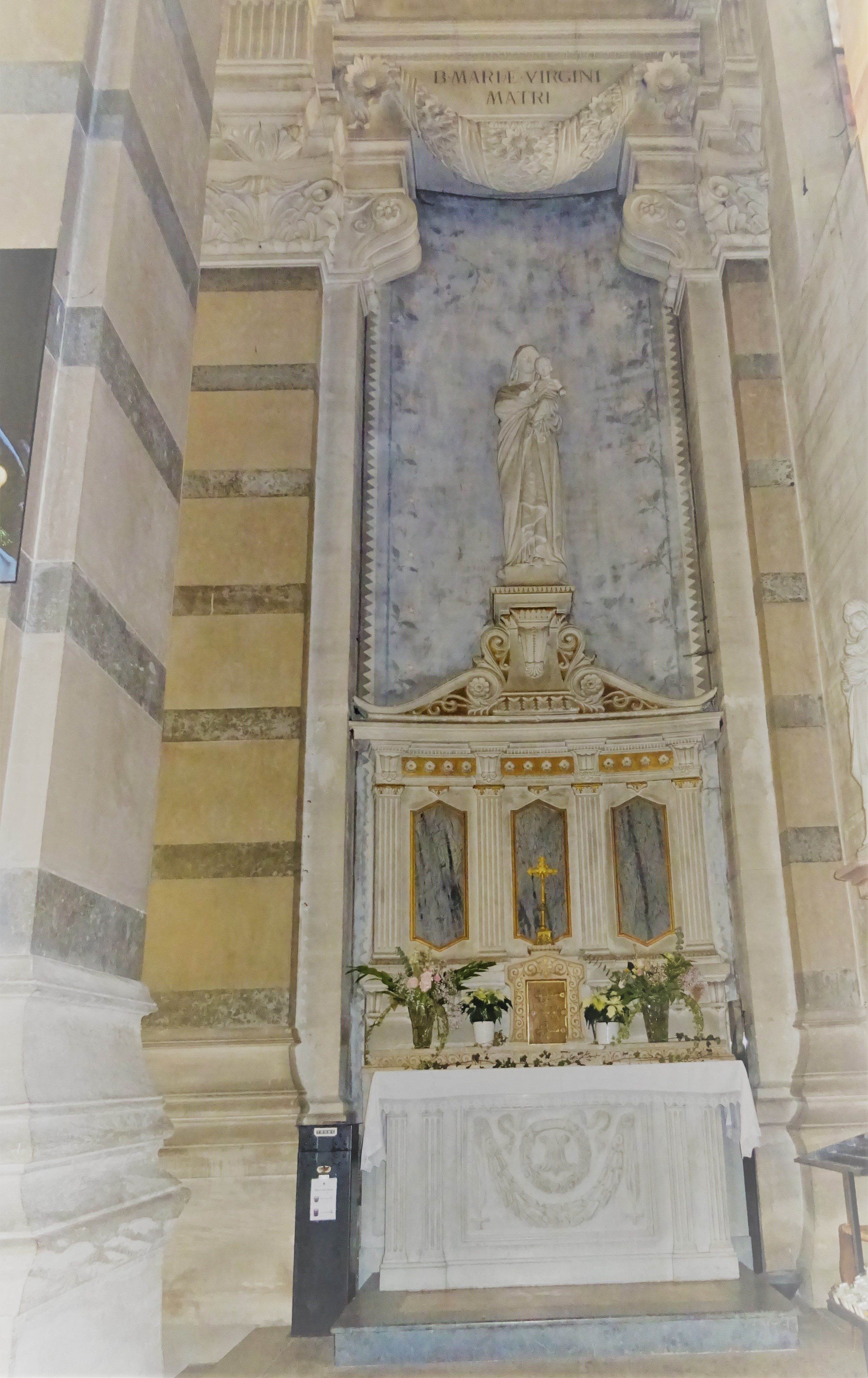
Chapelle de la Vierge
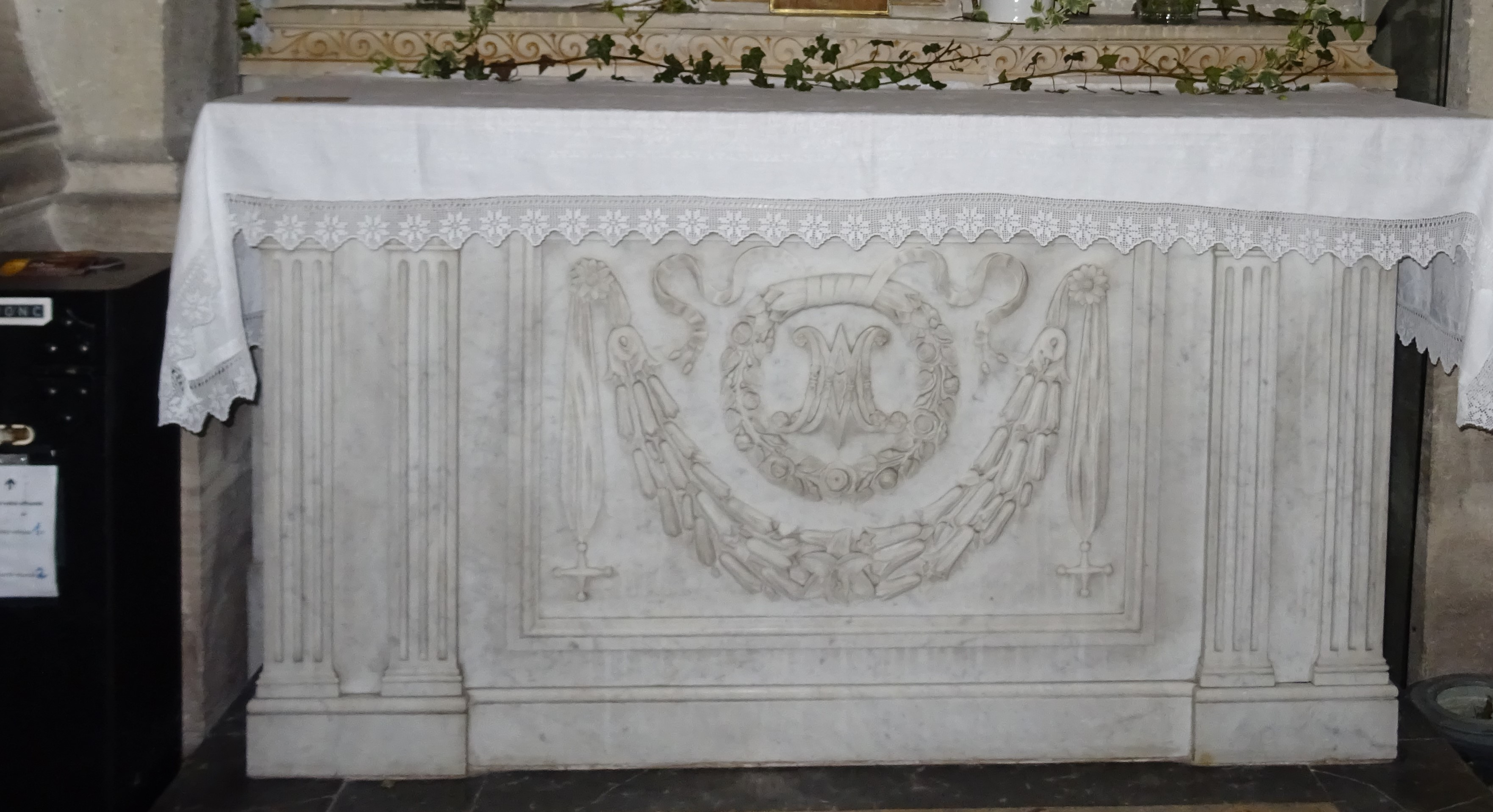
Autel de la Vierge
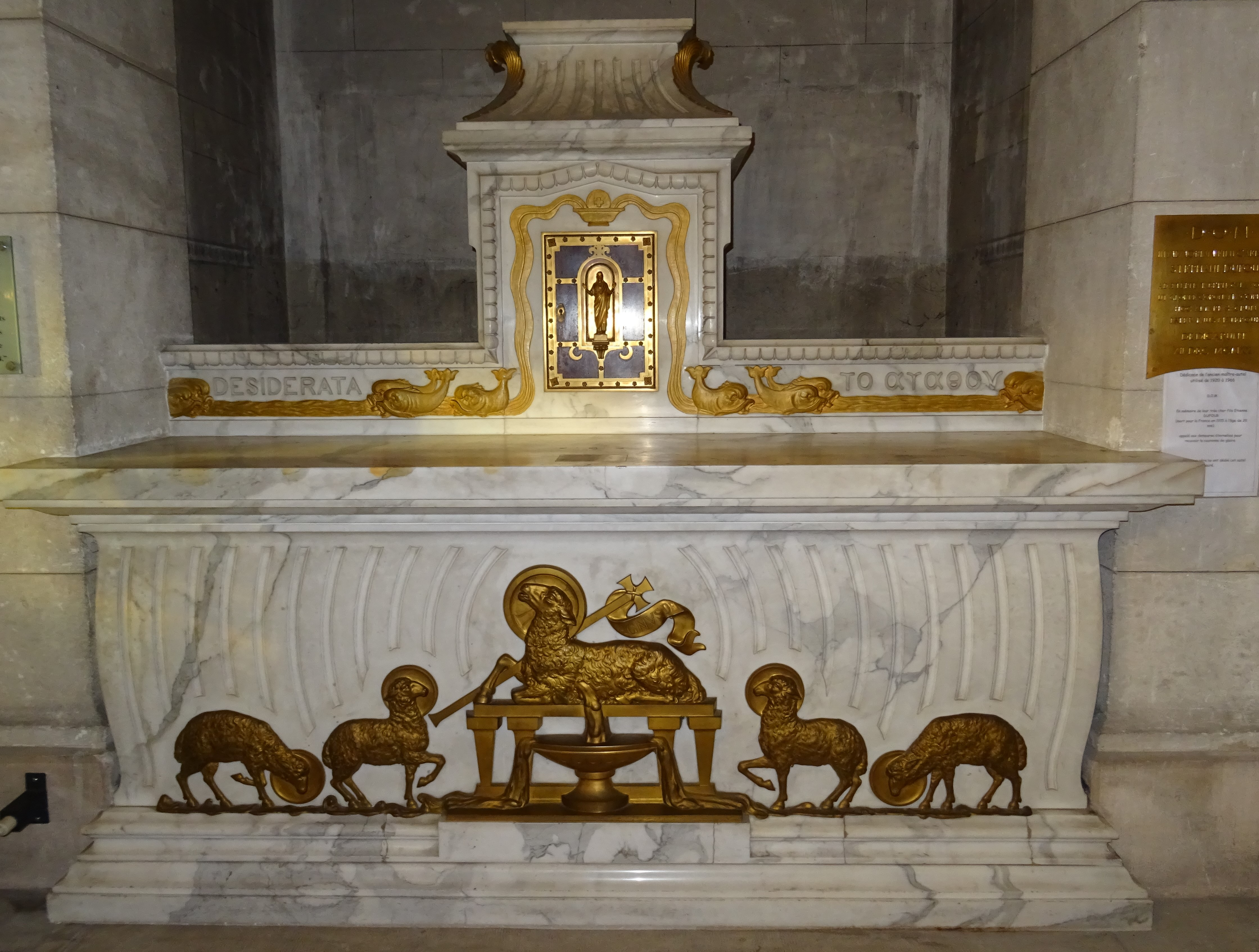
Ancien maître-autel

Le souvenir de cet attachement à la foi chrétienne nous est parvenu par le récit des puissants rassemblements de la population à l’occasion des fêtes religieuses. Elles présentaient presque un caractère officiel par la participation des autorités civiles. Elles n’avaient d’égal que les festivités qui marquaient pendant trois jours la vogue du premier dimanche d’août aux sons de la fanfare ! A ces évocations on peut ajouter bien des marques de piété toujours tangibles comme les douze croix recensées par les auteurs du pré-inventaire aux quatre coins de la commune. Plus tard (1946) la ligue féminine d’Action catholique y ajoutera en centre-ville la haute statue (2,5 mètres) de la Madone en reconnaissance du retour des prisonniers de guerre et déportés du travail obligatoire.

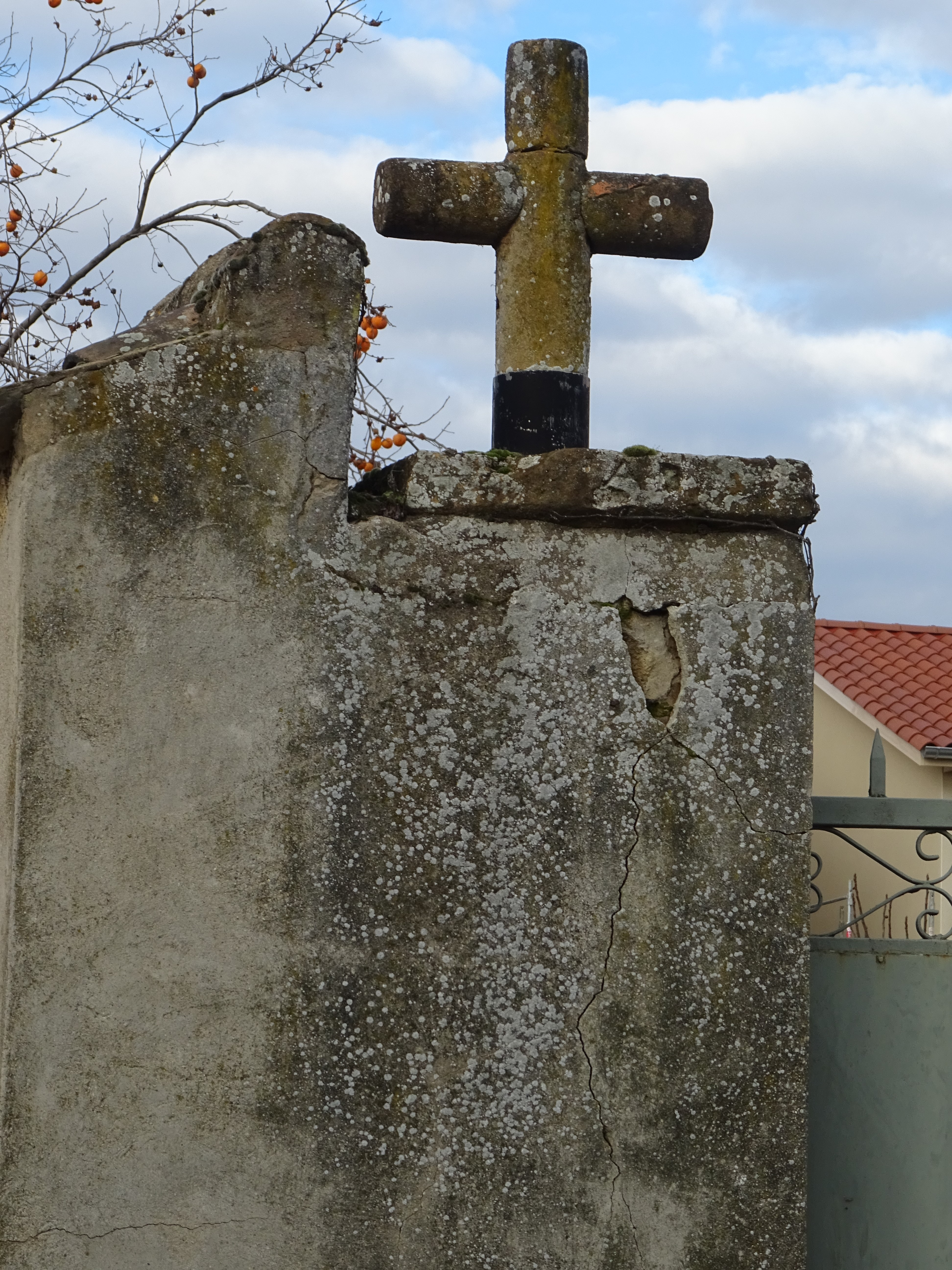
Croix de l'Orme
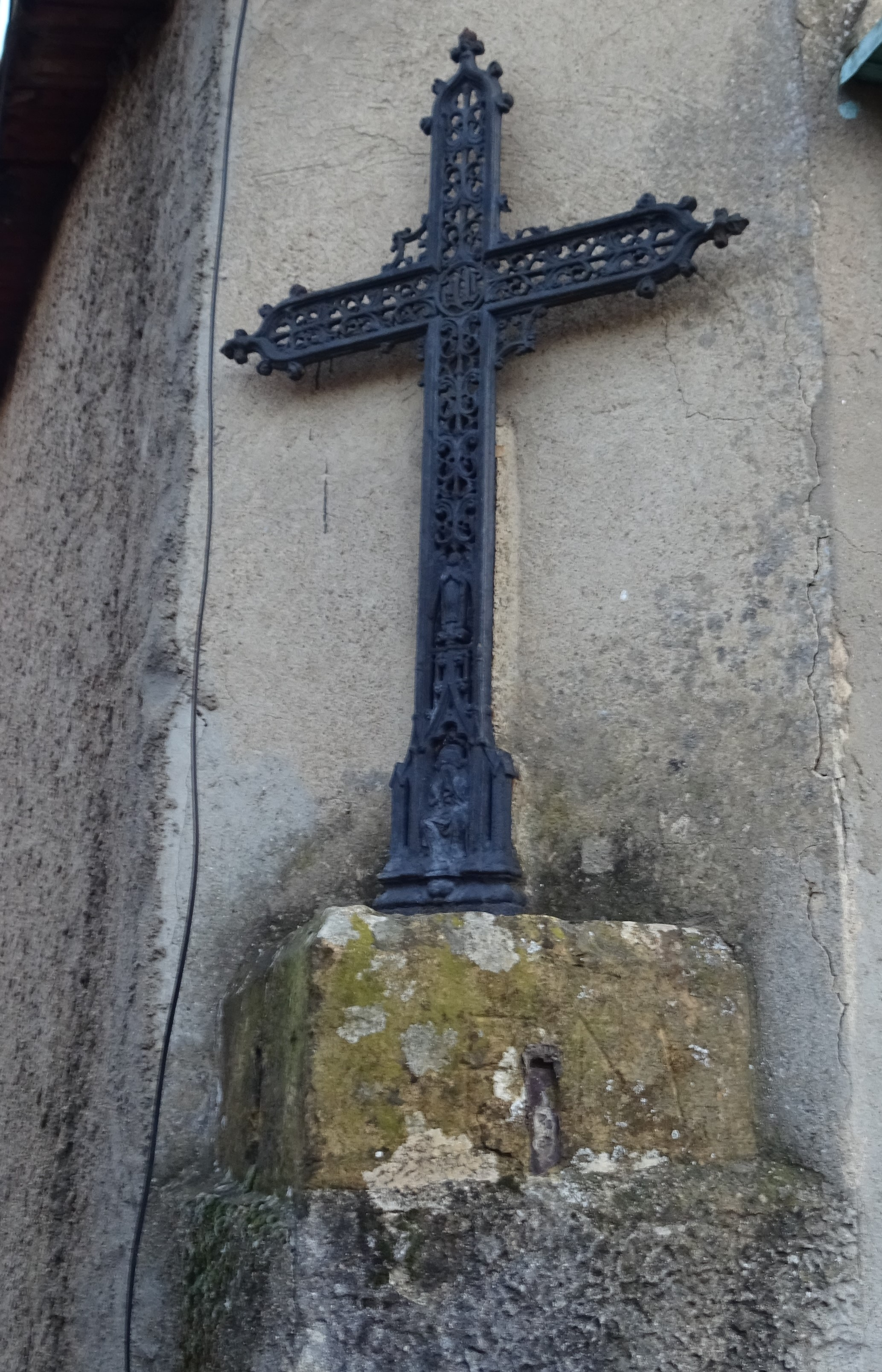
Croix du Robert
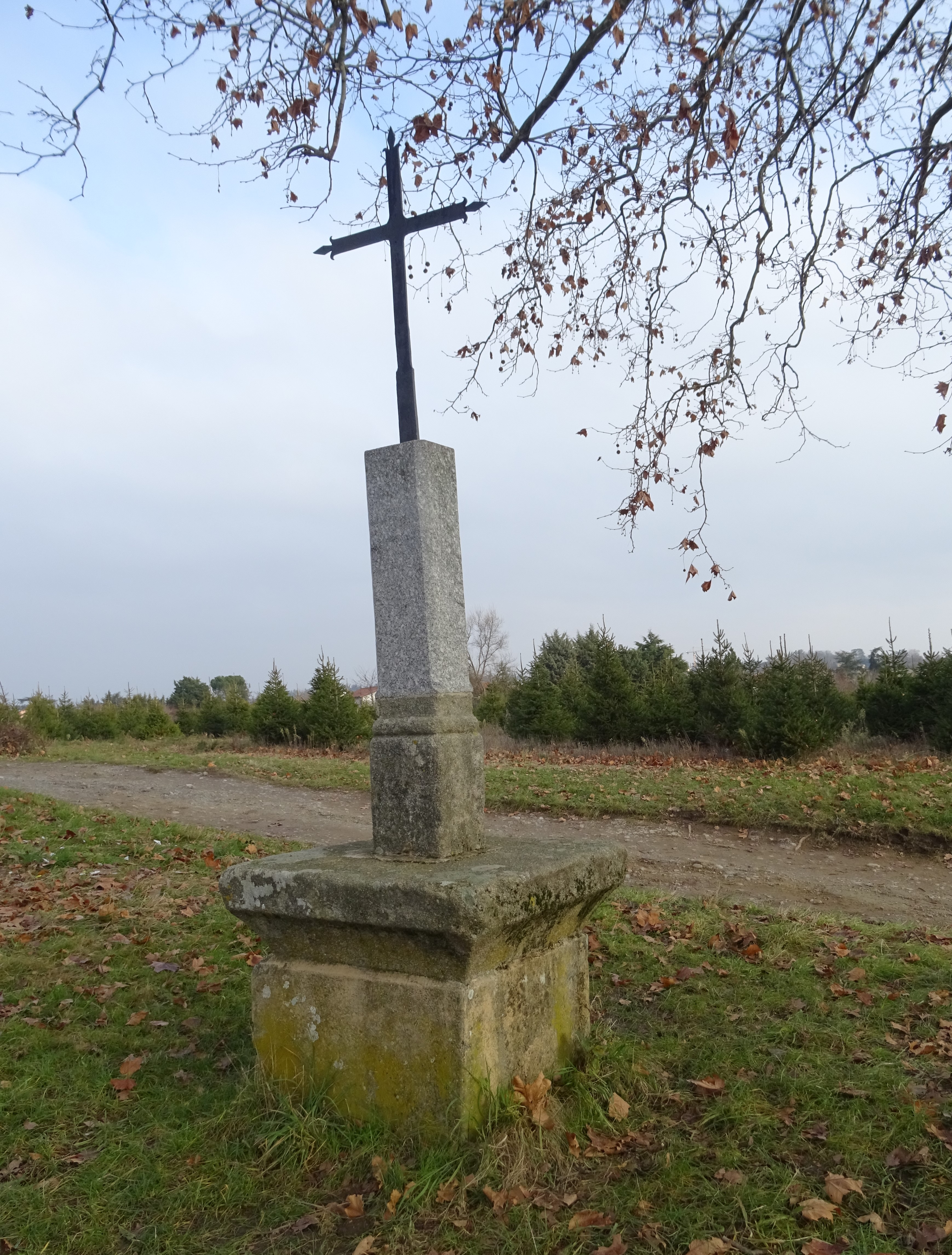
Croix ramier
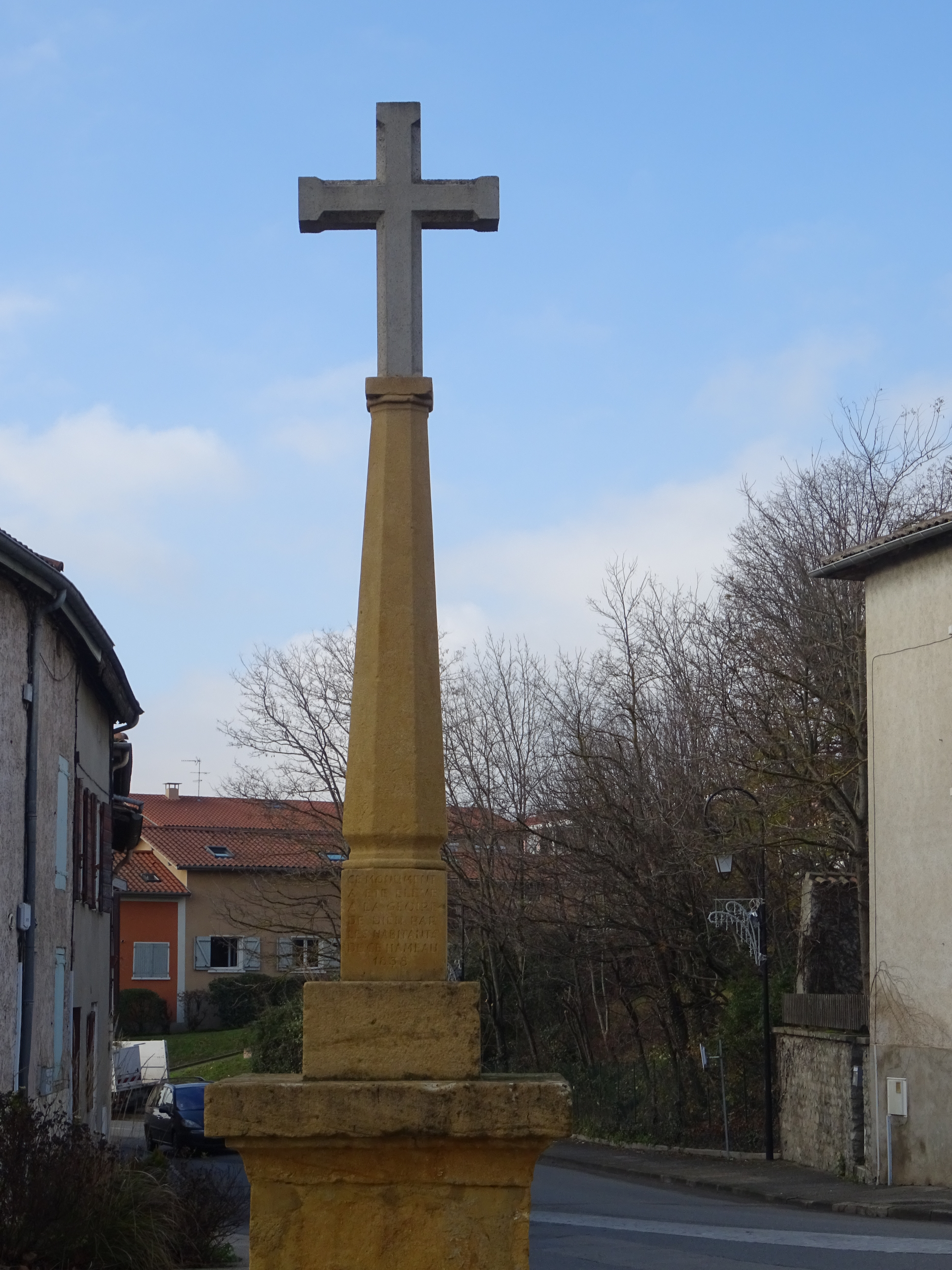
Croix charmassin
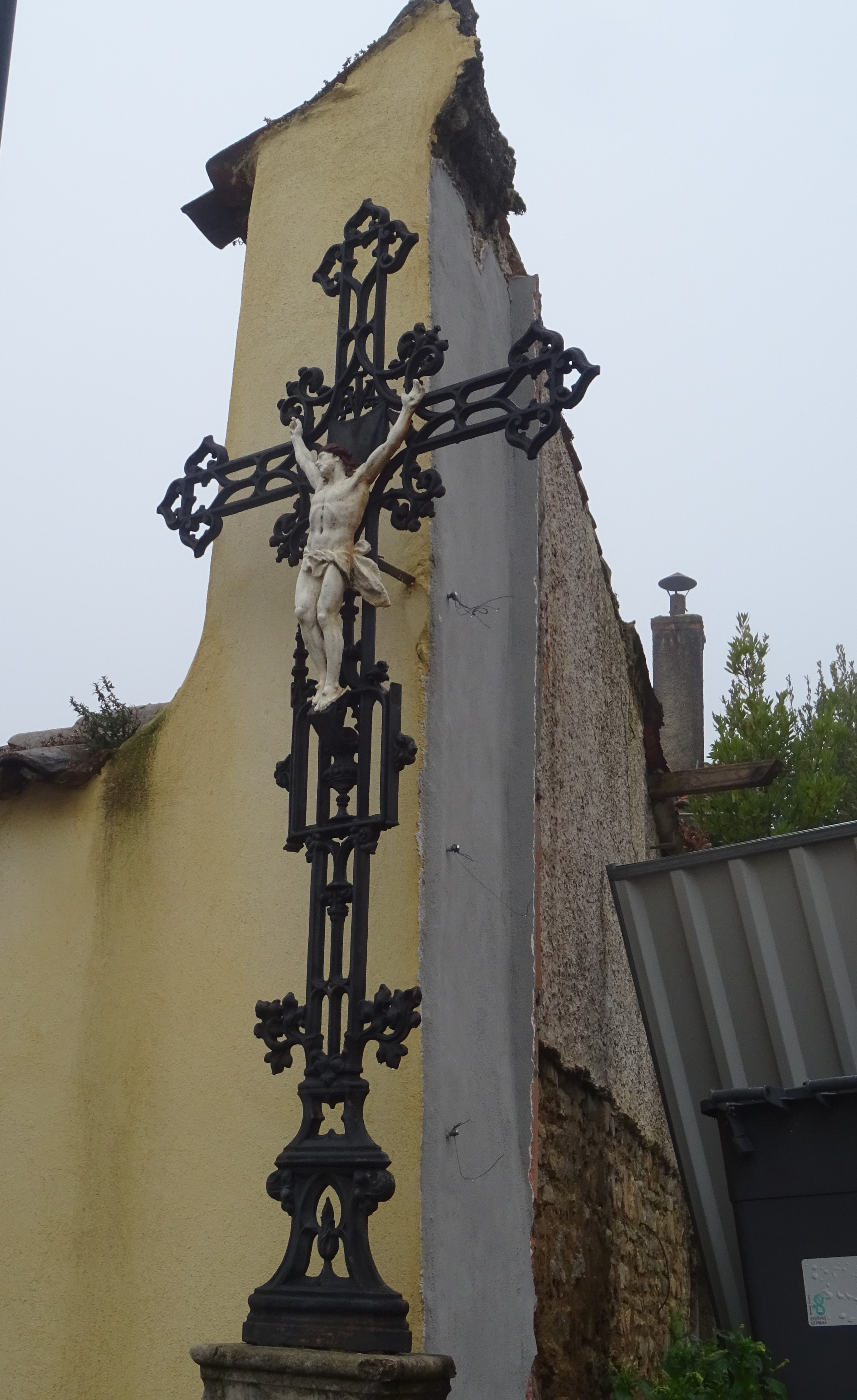
Croix impasse Rolland
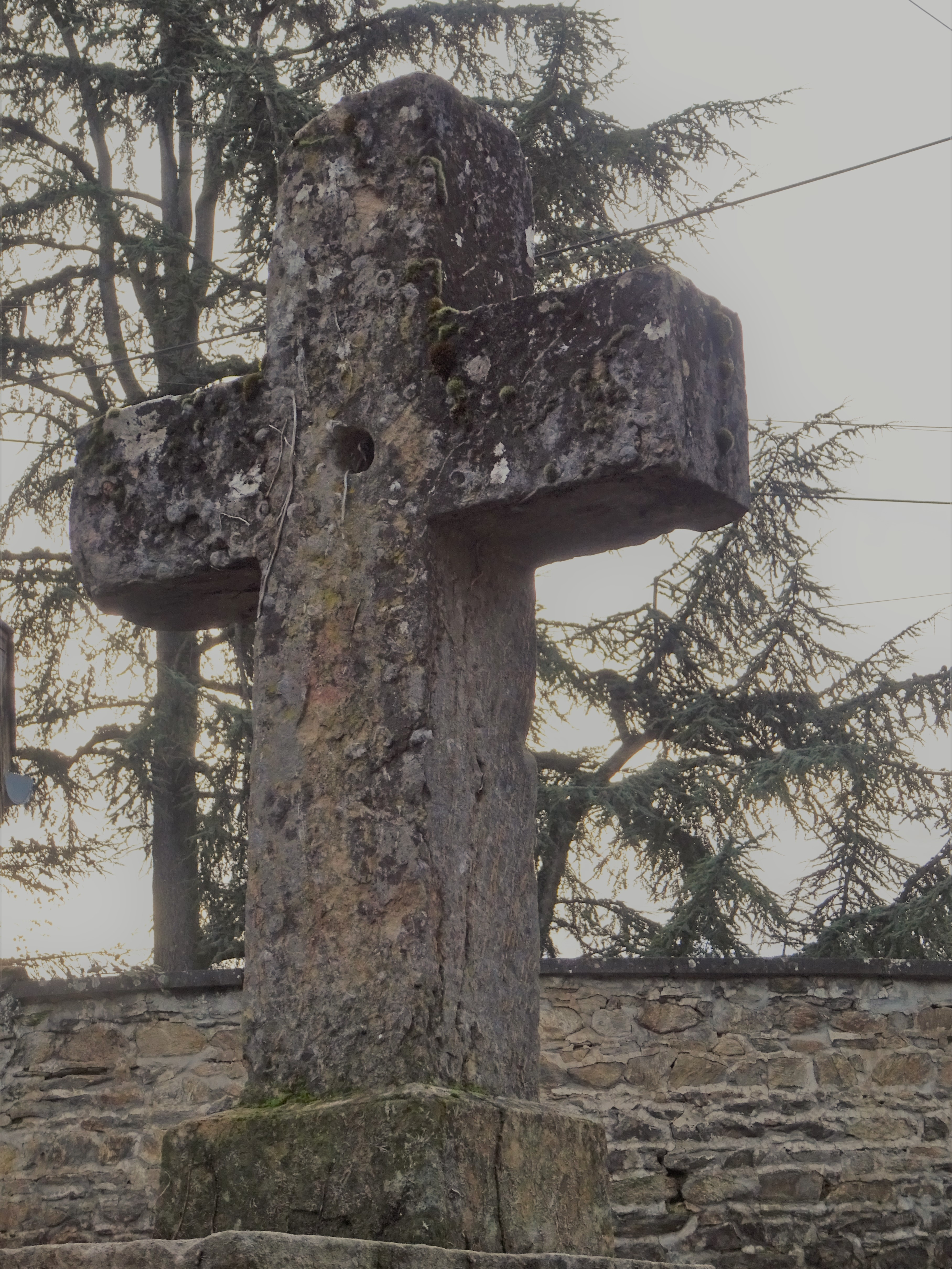
Croix de la Combe
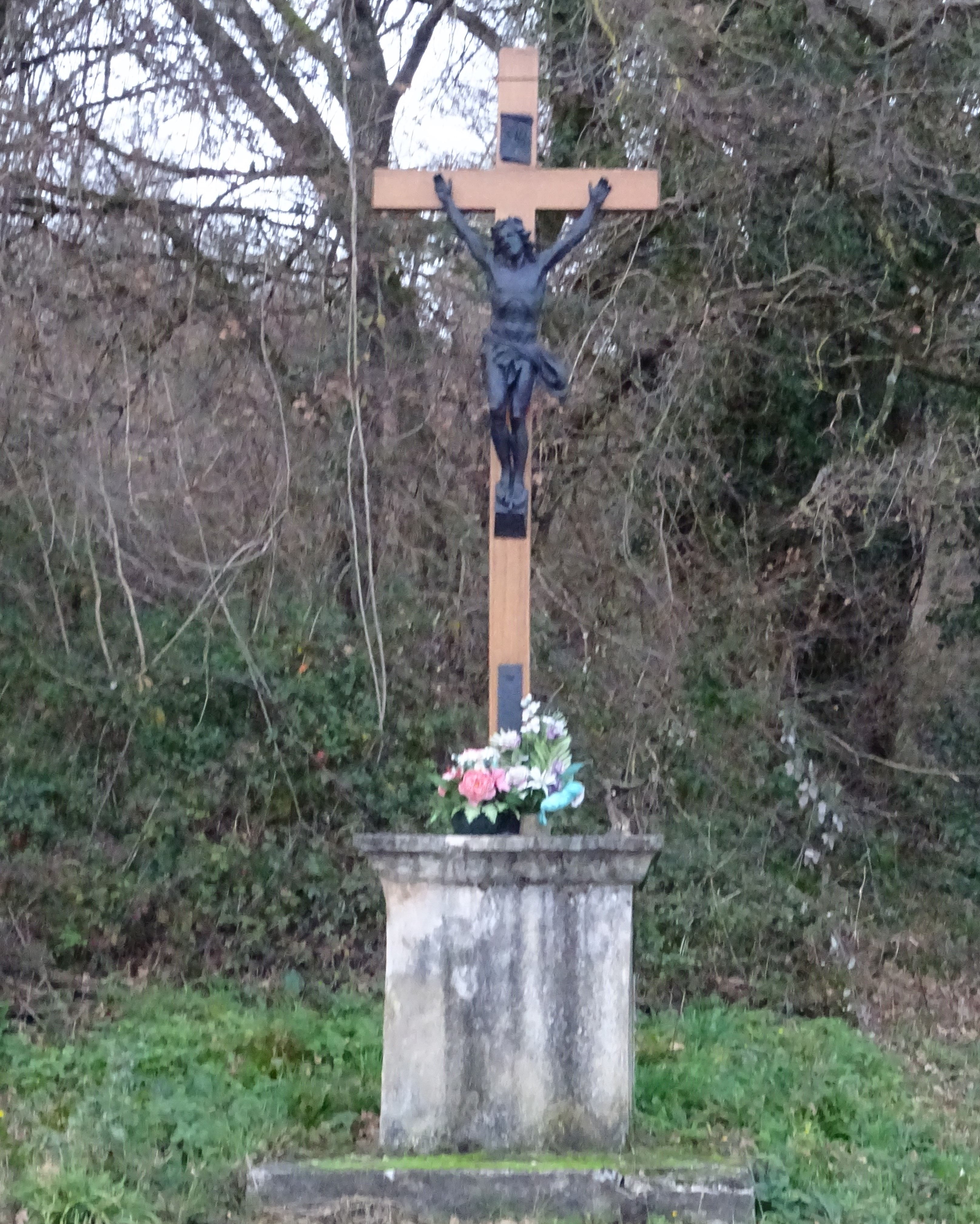
Croix du Colombier

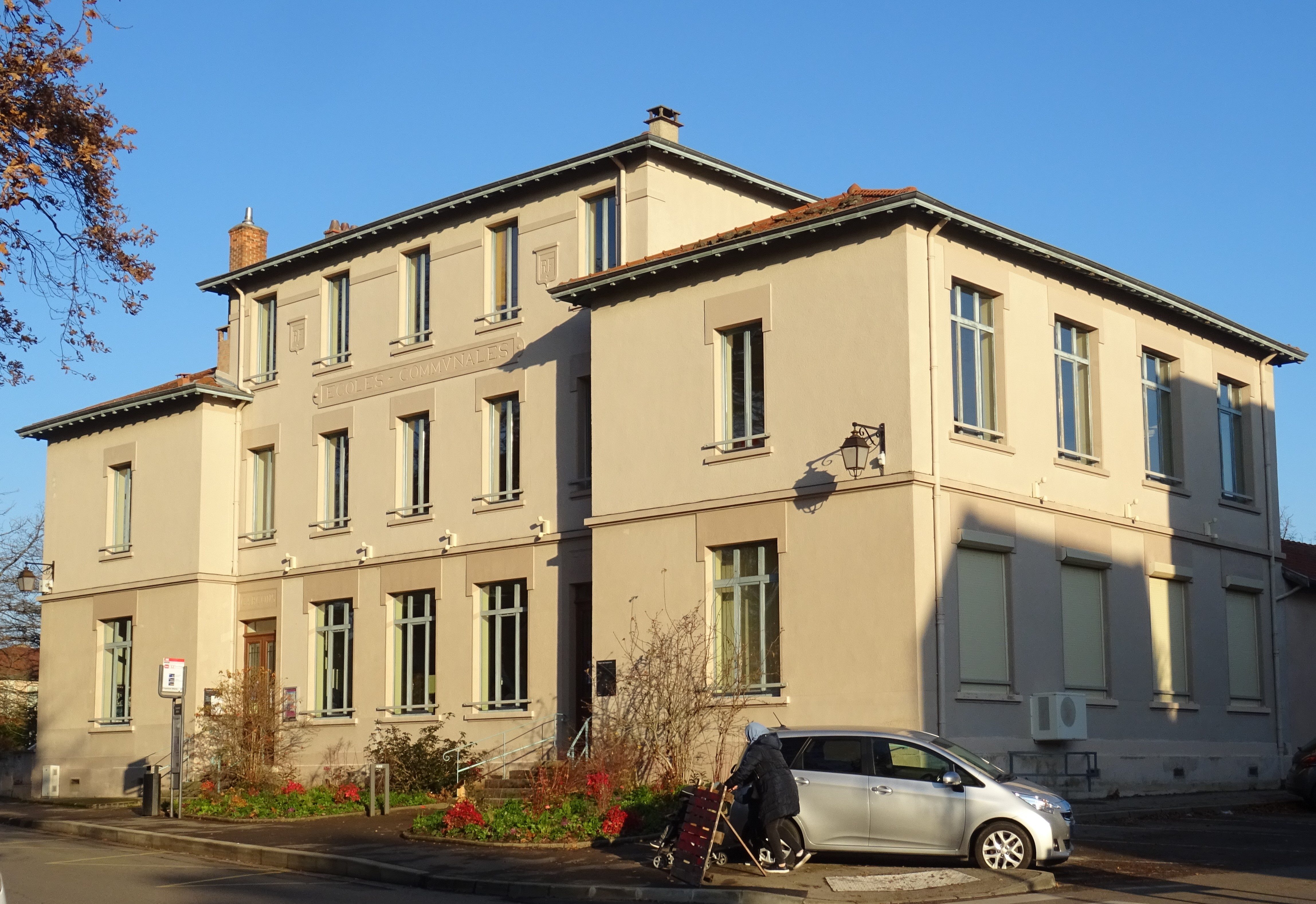
première école communale de Chaponost

C’est au clergé que l’on confiait volontiers l’éducation des enfants mais les conditions ont varié selon les époques. Cette tâche a d’abord été laissée à l’initiative des communes jusqu’à la loi Guizot (1833) qui leur a fait obligation de fonder une école à leurs frais. La municipalité a fait preuve de peu d’enthousiasme pour s’y conformer et s’en déchargeait au profit des établissements religieux : les sœurs de Saint-Charles pour les filles à partir de 1834 (subventionnées par la mairie !) et, plus tardivement, les Frères Maristes pour les garçons. À partir des lois Jules Ferry (1881-82) l’obligation scolaire a été imposée tant aux collectivités qu’aux familles. Il fallut attendre 1909 pour que soit inauguré au cœur du village un bâtiment en capacité d’accueillir garçons et filles dans d’excellentes conditions. Mais, une fois réglé le problème du droit à enseigner des congrégations, l’école libre a continué à accueillir filles et garçons.
Le cimetière, hérissé de croix, est évidemment le dernier lieu où se trouve rassemblée la communauté des croyants. La tombe la plus ancienne, dès l’ouverture en 1837, est celle de la famille Bayzelon-Porte. Antoine Bayzelon marchand-fabricant de soie lyonnais était devenu propriétaire du domaine du Vernay en 1816 et ses descendants le sont restés jusqu’à nos jours. La stèle centrale est composée d’une croix encadrée de deux grandes figures d’anges debout, l’un embrassant le fût de la croix de son bras droit et tenant une torche renversée, l’autre accoudé sur la table de la croix avec une couronne à la main. La tombe Jaquemet-Cazot est la plus importante. Cette famille nous est déjà connue par sa maison des champs. Que ce même domaine soit devenu en 1954 le siège des Missions africaines a valeur de symbole quant à la transmission des valeurs chrétiennes. Cette tombe a été dessinée par Sainte-Marie Perrin en 1899. Elle comporte une croix sculptée en relief sur fond de branches de grosses fleurs et est surmontée de trois motifs coquillés circulaires sur lesquels sont sculptés l’alpha, le chrisme et l’oméga. A été sélectionnée aussi par les auteurs du pré-inventaire la tombe d’Armand-Jacquier qui date de1928 . Dans un style résolument moderne d’une grande simplicité le Christ est sculpté discrètement en méplat dans l’entablement ajouré d’une grande baie sur le meneau central. En contraste à cette belle unanimité qui traverse les siècles, on s’étonnera de voir sélectionnée également la tombe de Louis-Léopold Lembert, professeur de chimie à l’école de la Martinière décédé en 1881. Elle ne porte pas le moindre signe de la foi chrétienne.

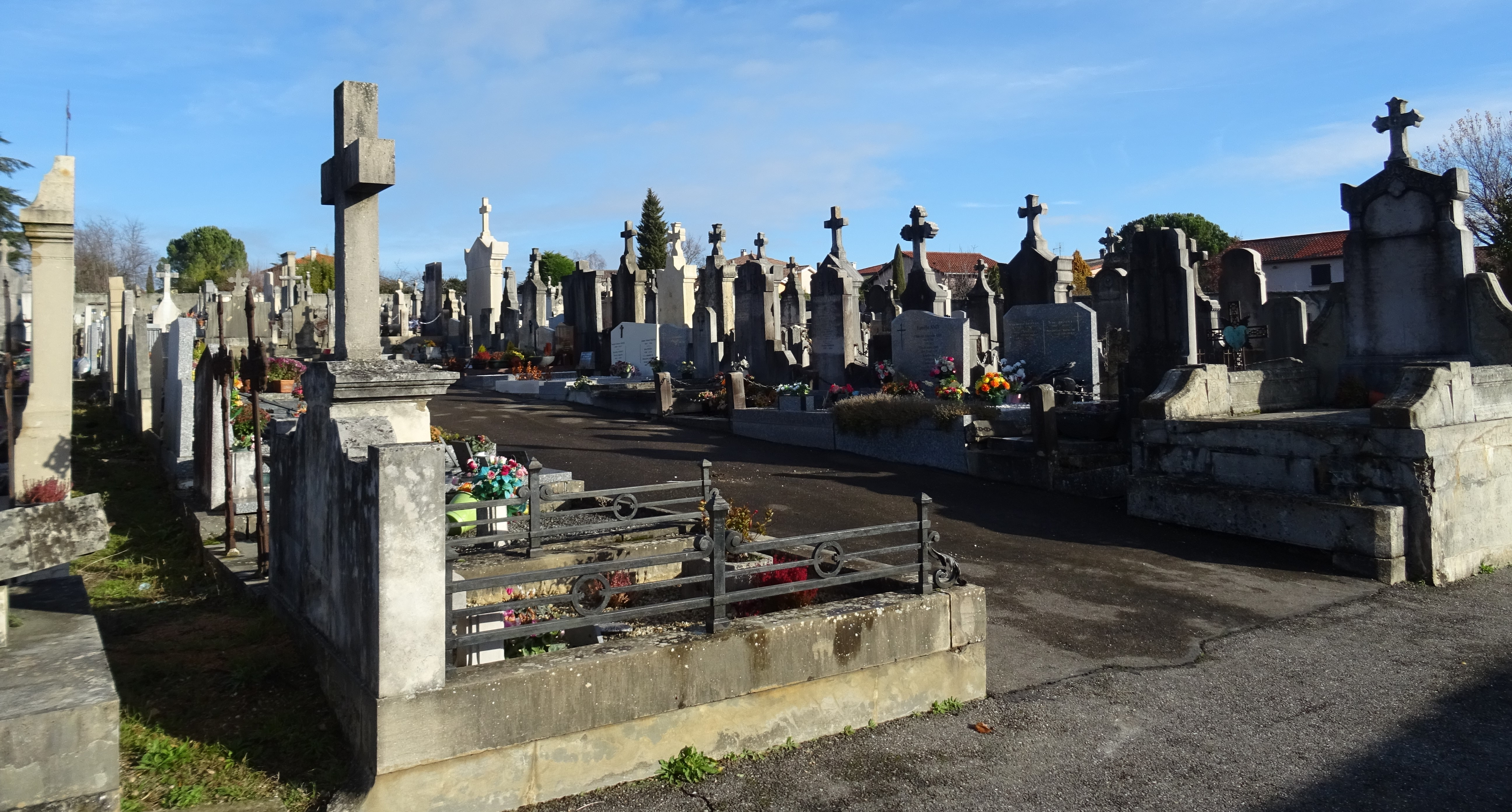
Cimetière de Chaponost
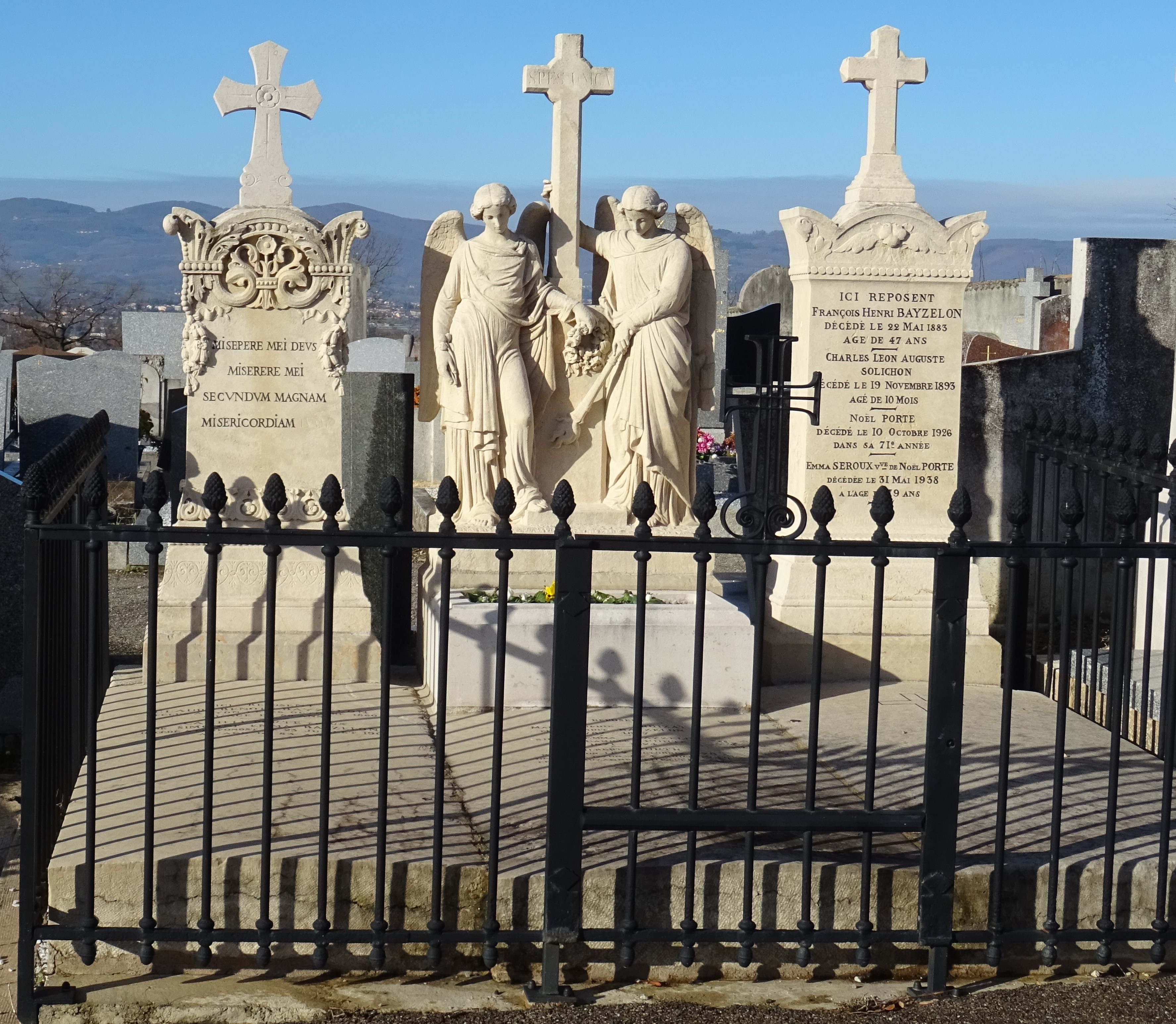
Tombe Bayzelon-Porte
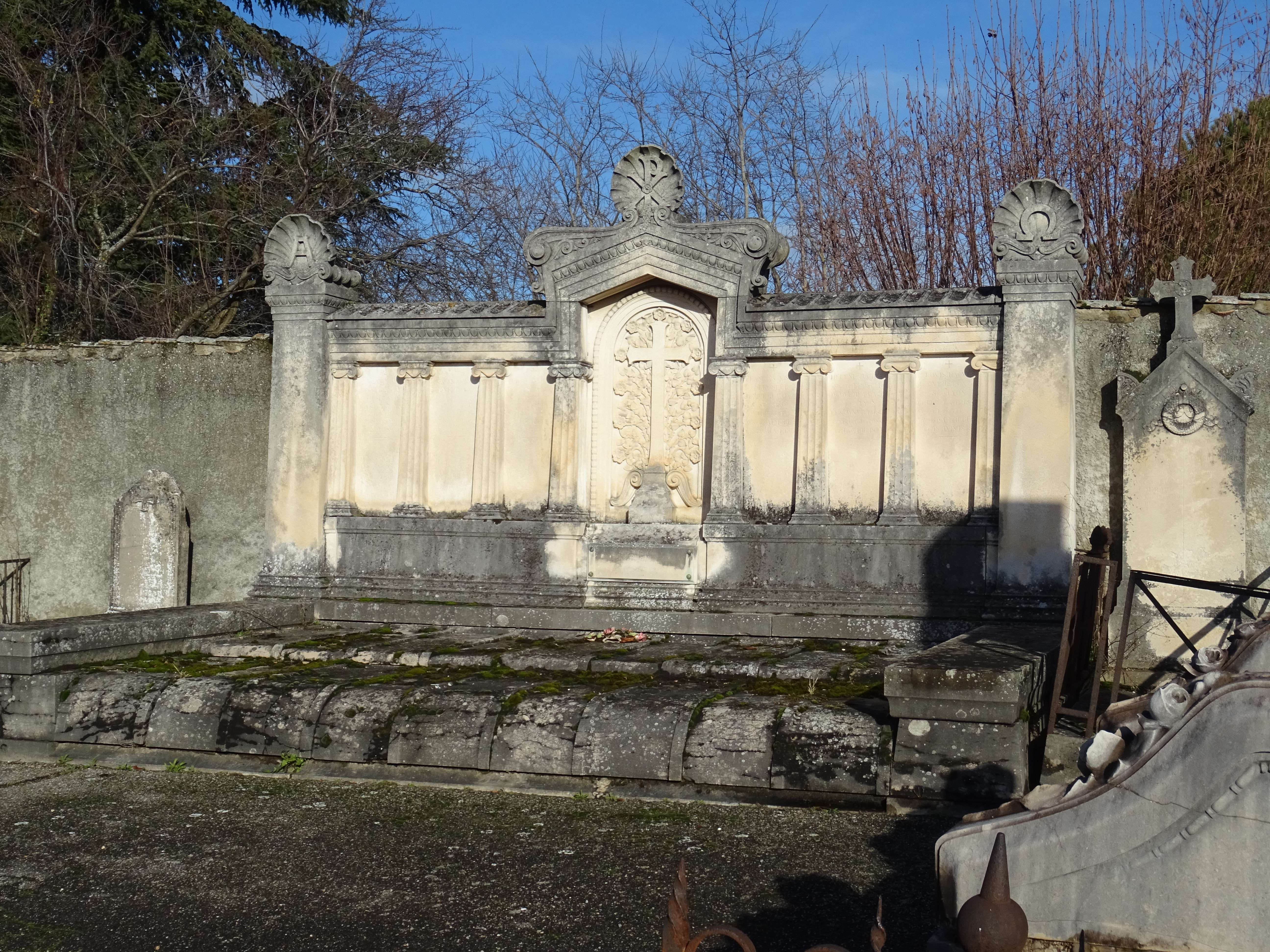
Tombe Jacquemet-Cazot
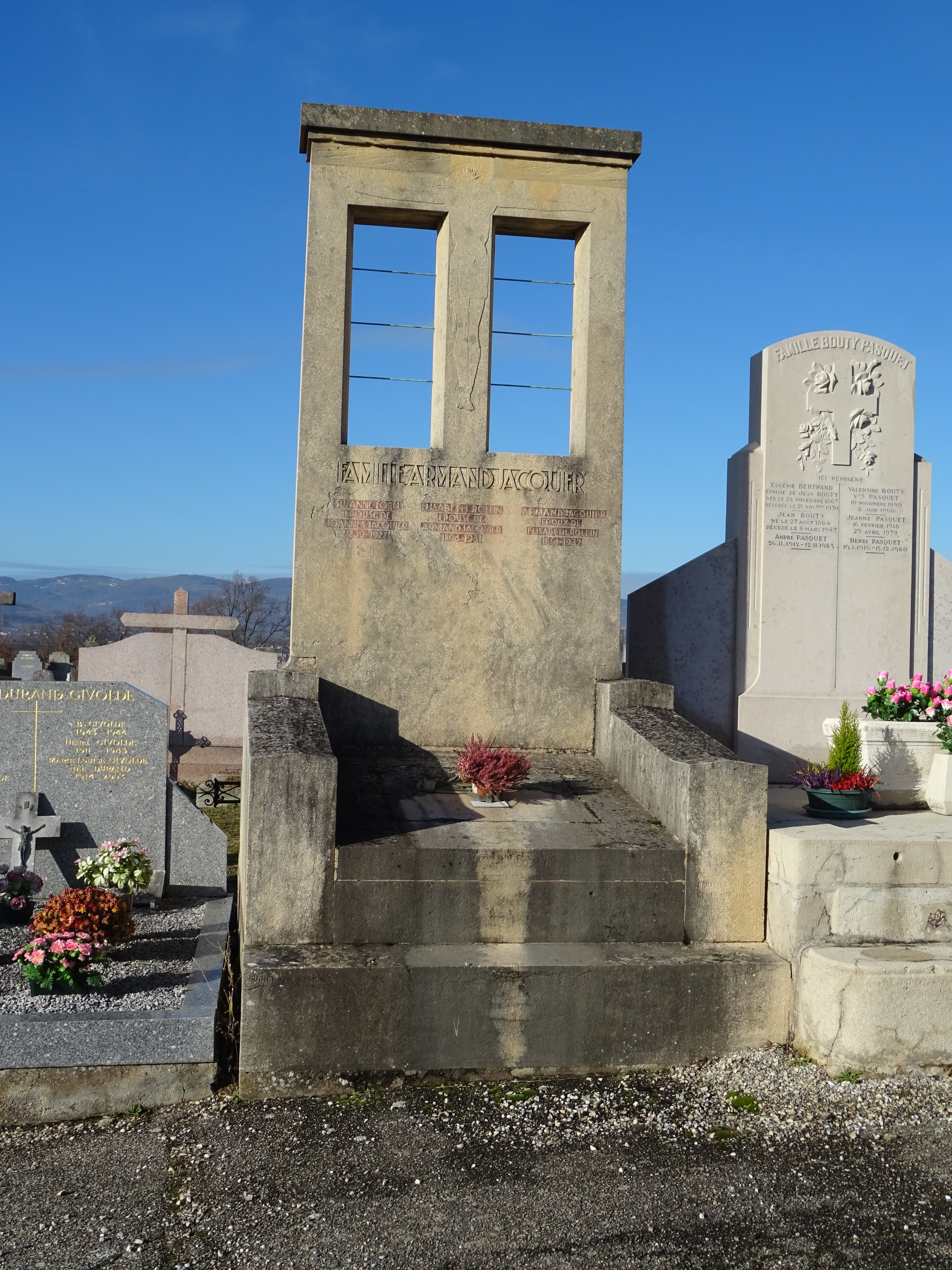
Tombe Armand Jacquier
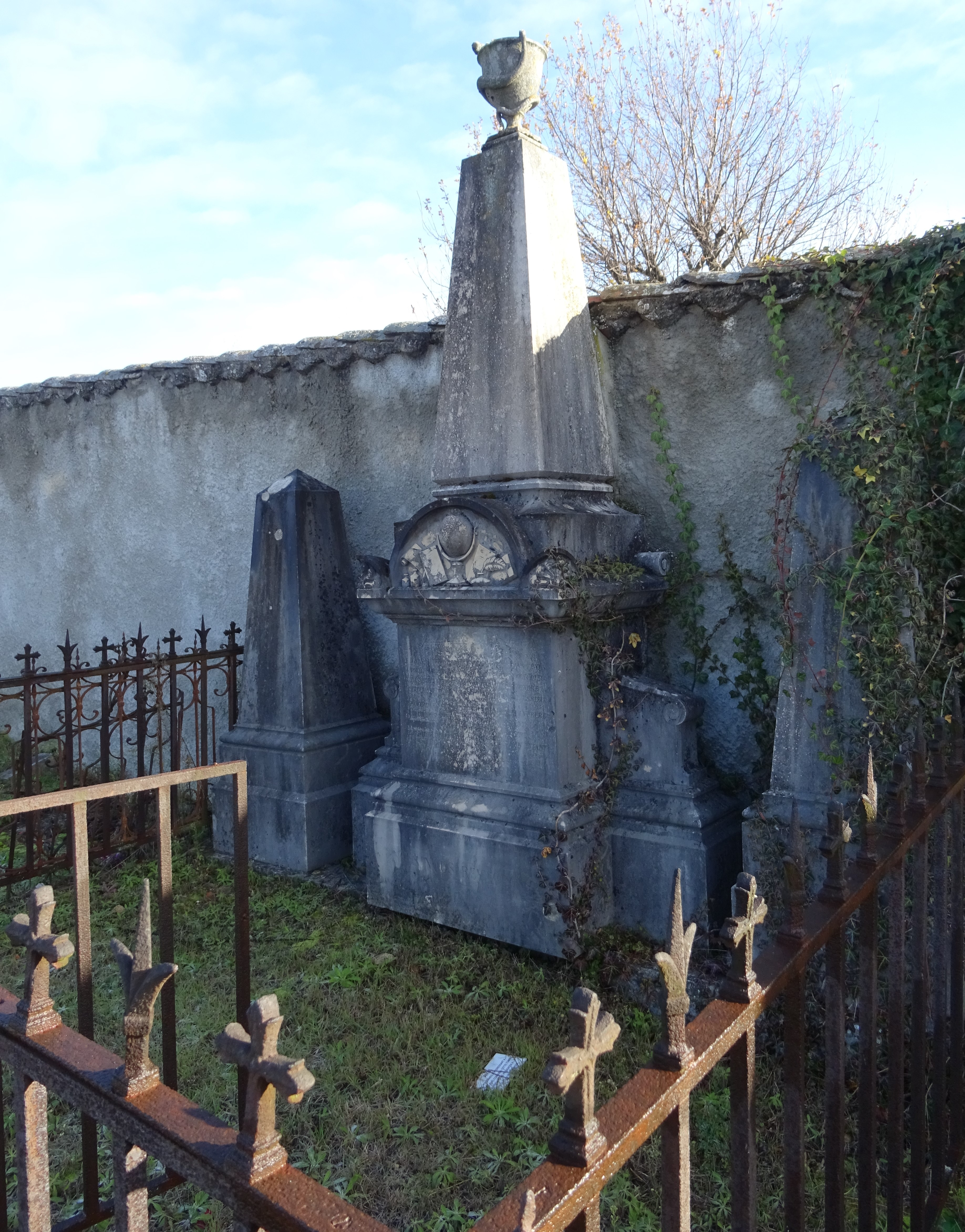
Tombe de Lembert

### Le village devient ville
La période contemporaine est marquée par deux phénomènes apparemment contradictoires. D'une part, une prodigieuse croissance démographique, d'autre part une quasi-disparition des emplois dans l'agriculture sans véritable relais par un développement d'activités industrielles.

#### Une urbanisation galopante
La population de Chaponost est passée de 2 508 à 8 790 habitants entre 1954 et 2018 soit une multiplication par trois et demie. Le rythme de croissance annuelle est ainsi en moyenne de 1,6 % pour ces 64 années. Après un fort démarrage (3,5 % de 1968 à 1975) la tendance est à une nette diminution - de 0,2 à 0,1 % entre 1999 et 2013 - depuis le début du XXIe siècle. Il faut loger ces nouveaux Chaponois. La statistique relative à l’âge du patrimoine bâti enregistre cette évolution : les constructions antérieures à 1945 qui correspondent à l’ancien village n’en constituent que 16 % contre 84 % depuis cette date. Cette urbanisation galopante s’est produite sous la forme de nombreux petits lotissements : on en a dénombré 20 entre 1955 et 1996 contre 11 pour les immeubles collectifs. L’ensemble donne l’impression d’un habitat à la taille humaine. La commune aura été épargnée par les excès des années 1960 alors qu’avait été projetée l’édification d’une ZUP de 150 ha devant accueillir 15 000 habitants dans le secteur du Pivolet, de la Cordeliaire et du Devais ! La même préoccupation de maîtrise est fournie par les grands choix de localisation des espaces à urbaniser. Dès les années 1960, la volonté s’est manifestée de protéger du mitage les vastes surfaces agricoles du plateau. Par une disposition du plan directeur la taille minimale d’un lot destiné à la construction d’une habitation a été fixée à 8 000 m2 ce qui rendait son acquisition quasiment impossible. Allant encore plus loin, le POS y a interdit toute construction n’ayant pas une destination agricole. Le paysage a conservé son aspect reposant où le vaste horizon n’est scandé que par les très nombreuses cabanes, surnommées ici loges (58 ont été recensées), dans lesquelles les anciens rangeaient leurs outils. Dans la conque du Merdanson, les anciens hameaux de viticulteurs se sont aussi étoffés de lotissements aux Roberts, à Chaponost le Vieux, au Jaillard.

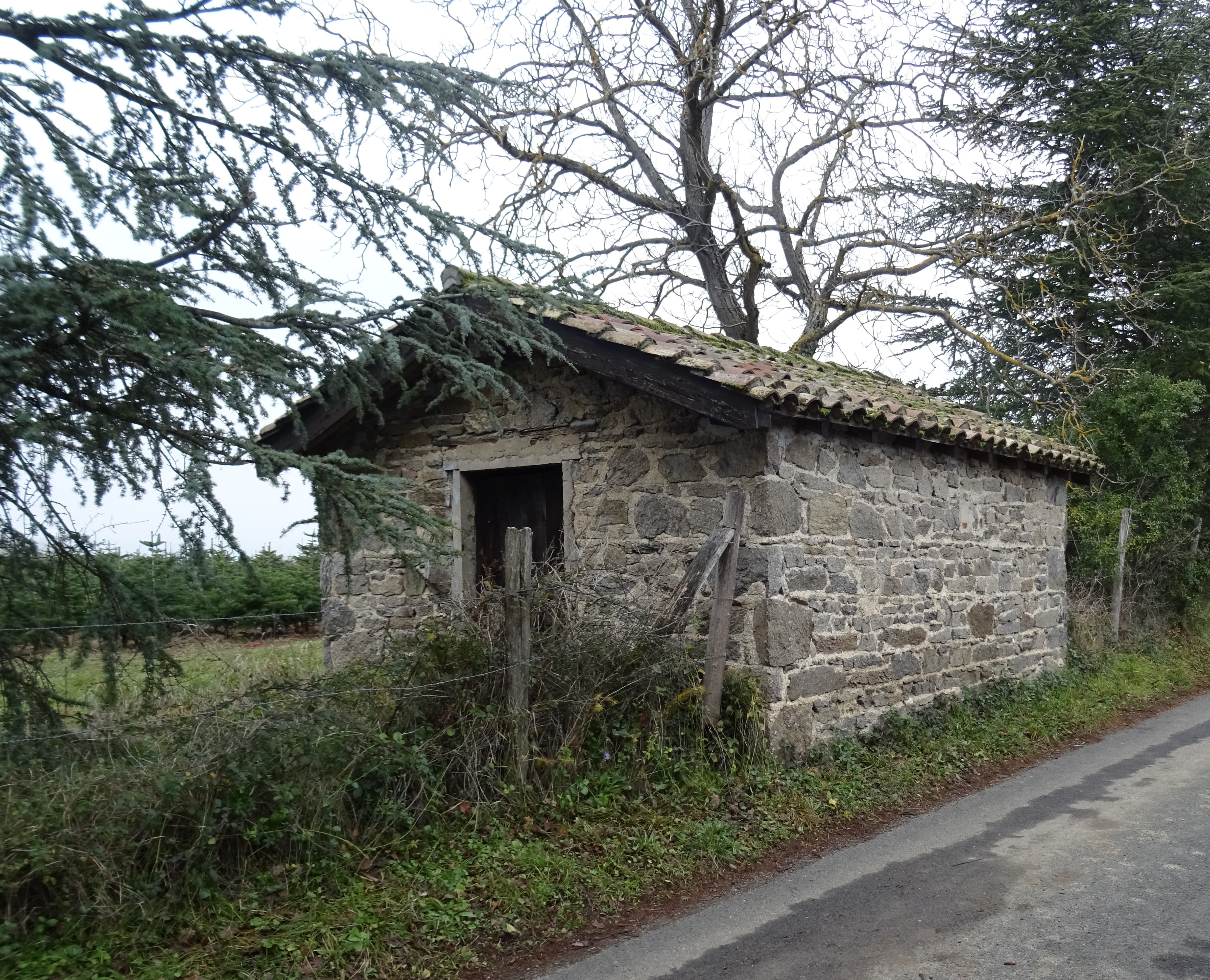
Loge près de la Gagère
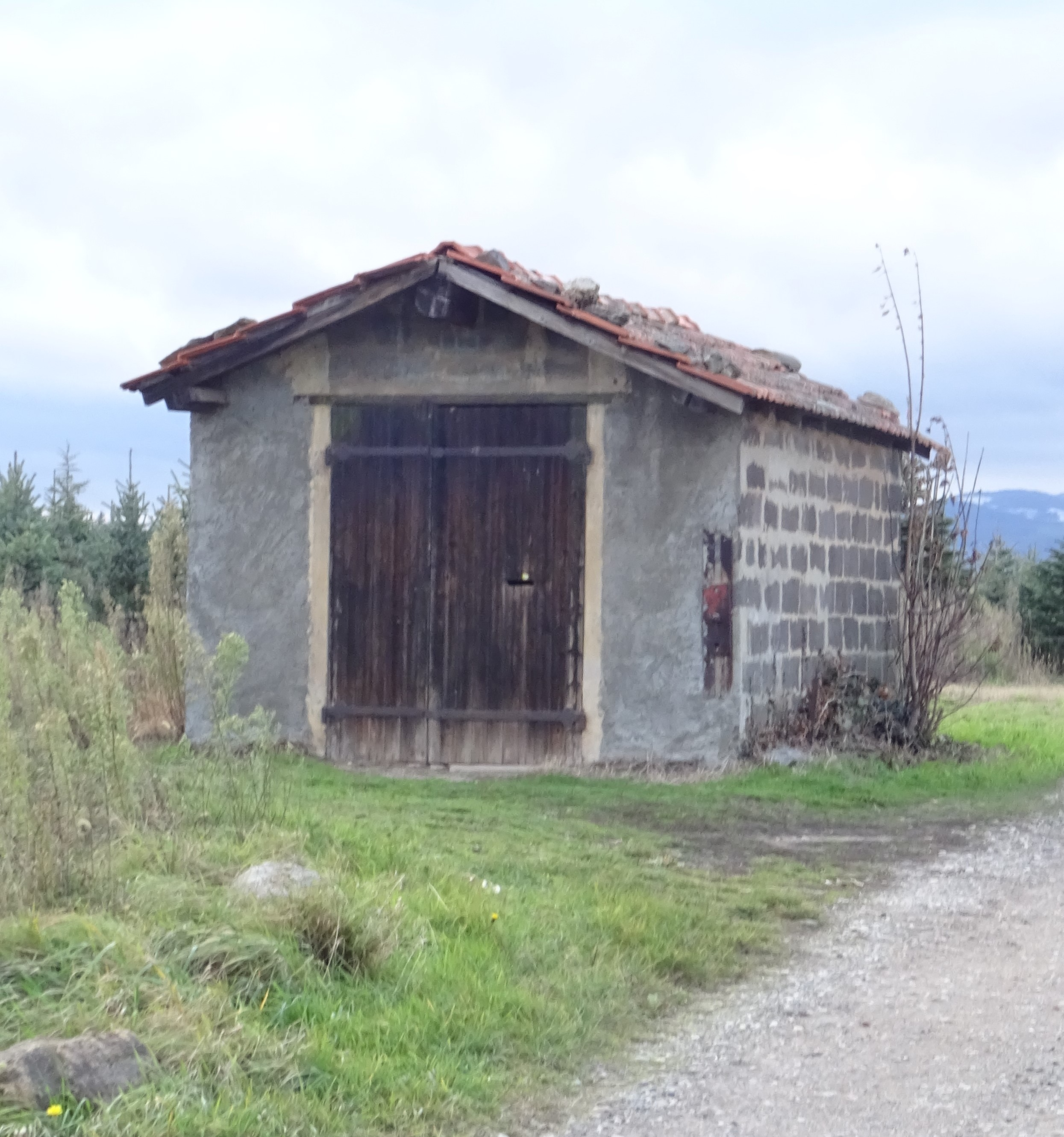
Loge au Plat de l'Air
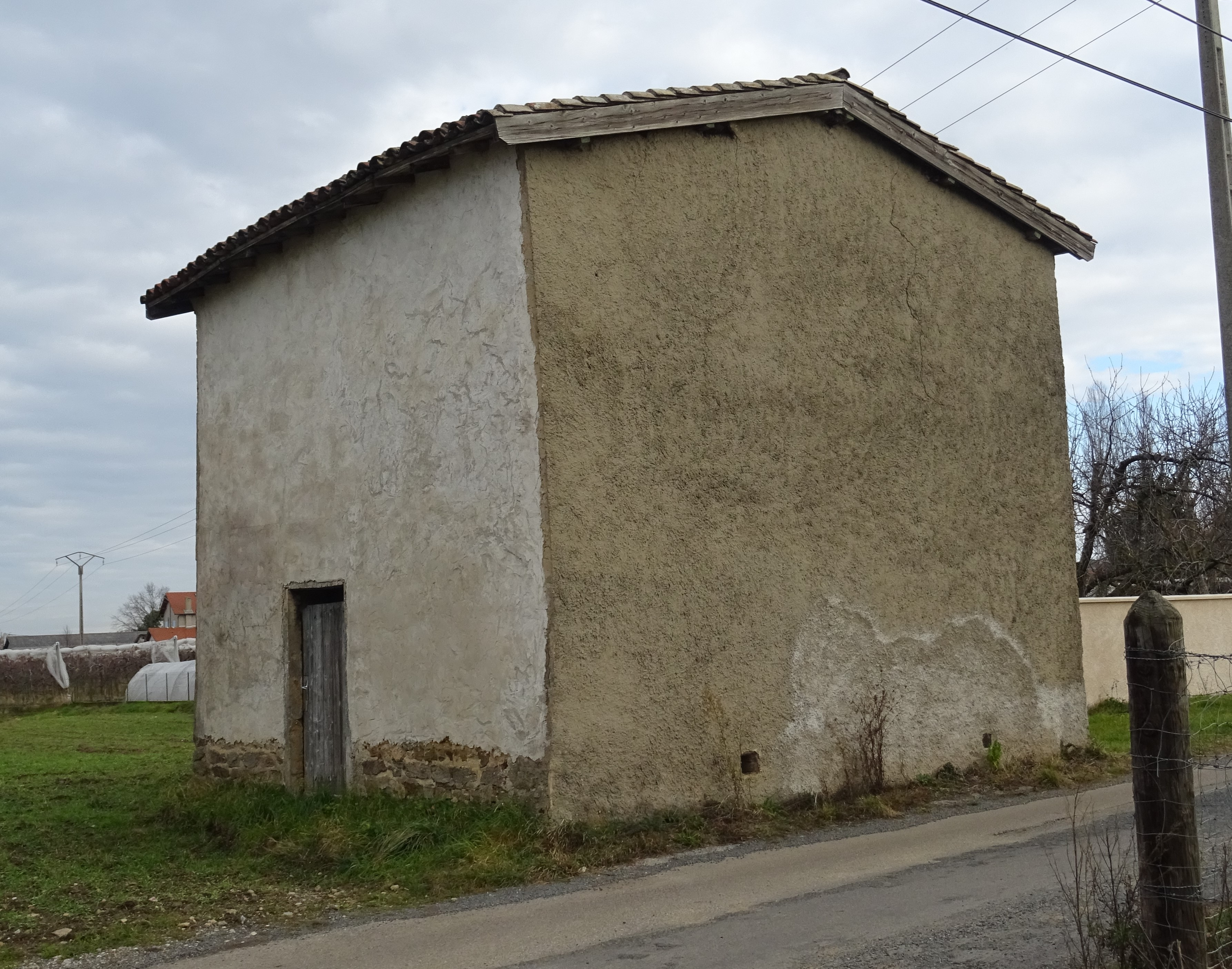
Loge rue Garby
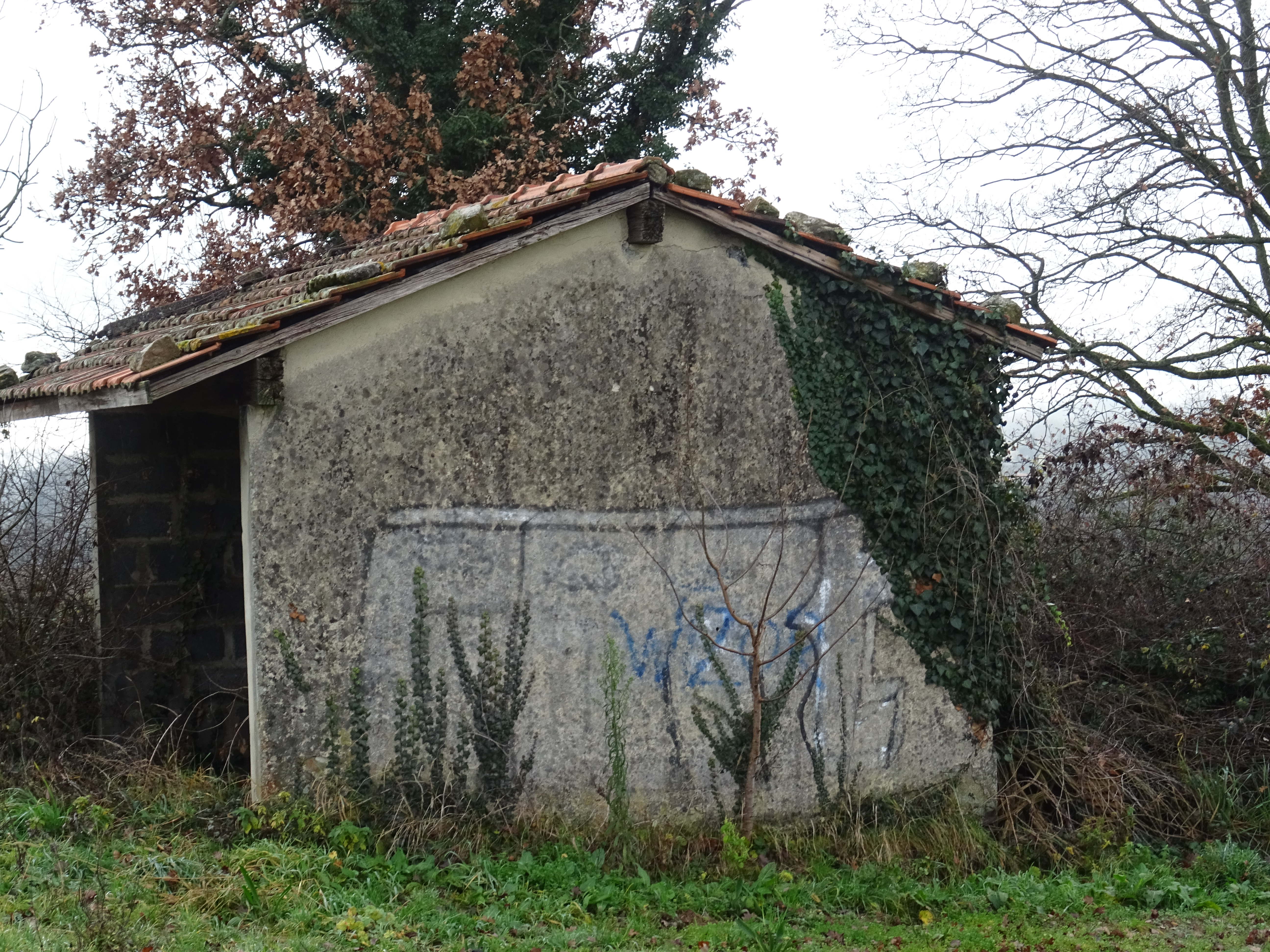
Loge au Vernay

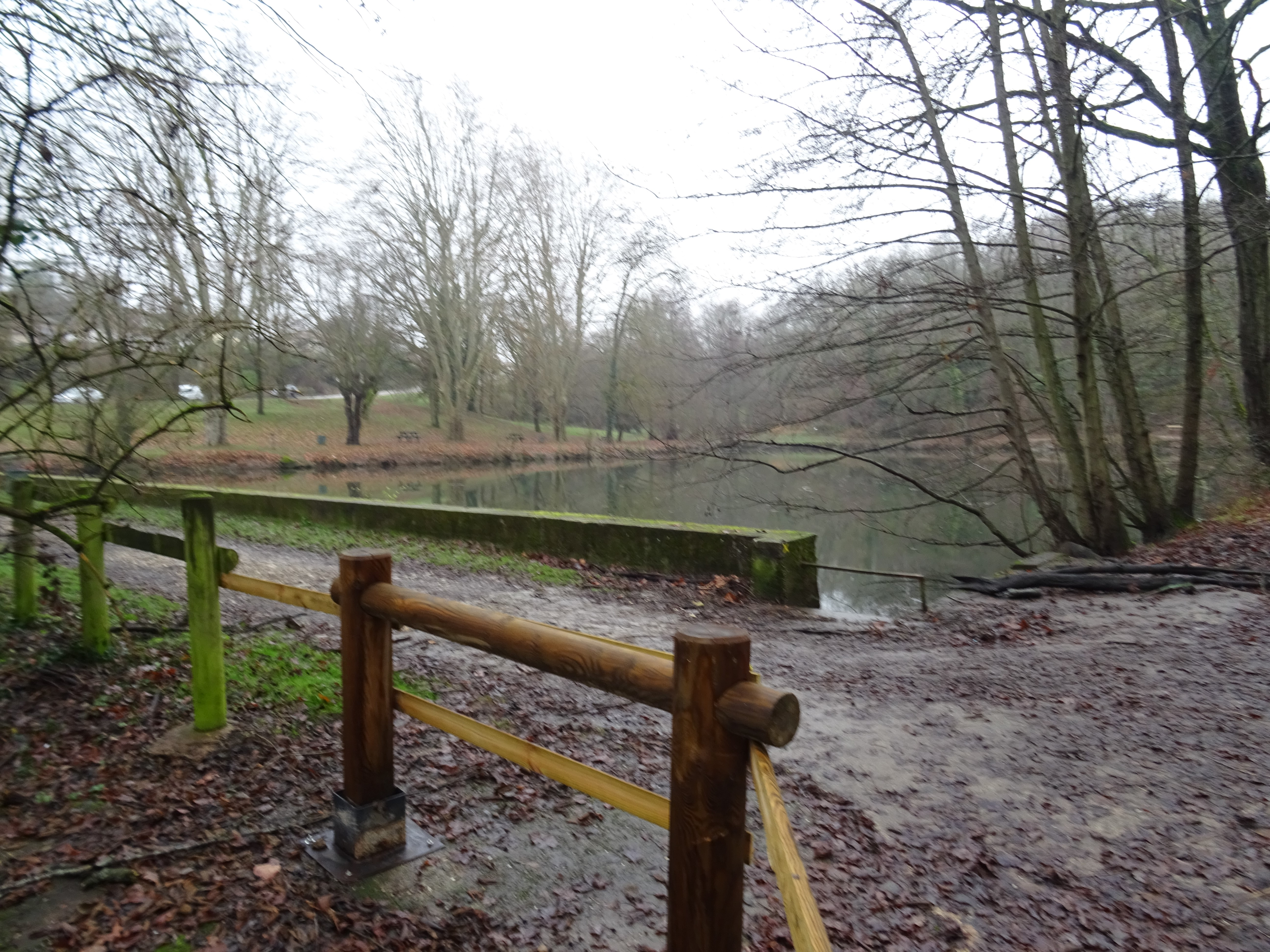
Étang du Boulard.

L’urbanisation a été concentrée sur la bordure du plateau en forme d’un vaste demi-cercle concave ouvert vers l’est, en direction de la Chaize vers le sud du Plat de l’Air vers le nord de part et d’autre du bourg traditionnel. Celui-ci n’est plus seulement animé par le rassemblement devant l’église des paroissiens lors des offices religieux. Depuis 1920, on vient s’incliner devant le monument aux morts de la Grande Guerre dont la stèle en pierre calcaire couronnée d’un gros chapiteau à crochets orné d’une guirlande supporte un globe sur lequel et juché un coq aux ailes déployées. Aux 86 morts de la Grande Guerre se sont ajoutés 10 autres de la Deuxième Guerre mondiale. Si l’on est porté à la méditation on peut s’inspirer de l’attitude du penseur représenté assis la main sur le front dont la statue de marbre a été offerte à la commune par le propriétaire du Pivolet. Mais dans un va-et-vient continu on se presse aux stations d’arrêt des deux lignes d’autobus qui se croisent ici pour gagner le centre de la métropole. Ou l’on va pousser la porte de la mairie installée depuis 1976 dans une ancienne maison bourgeoise transformée par l’architecte Maurice Girard et dont le parc est devenu jardin public. L’affluence est au comble lorsqu’on vient s’approvisionner sur le marché chaque dimanche matin sur la place à défaut d’un centre commerçant étoffé. On pourra aussi choisir entre une activité studieuse en entrant dans le centre socio-culturel et la promenade dans le parc du Boulard dont les 4 h ont été acquis par la commune en 1976 avec possibilité de pêche dans la pièce d’eau créée en 1981.

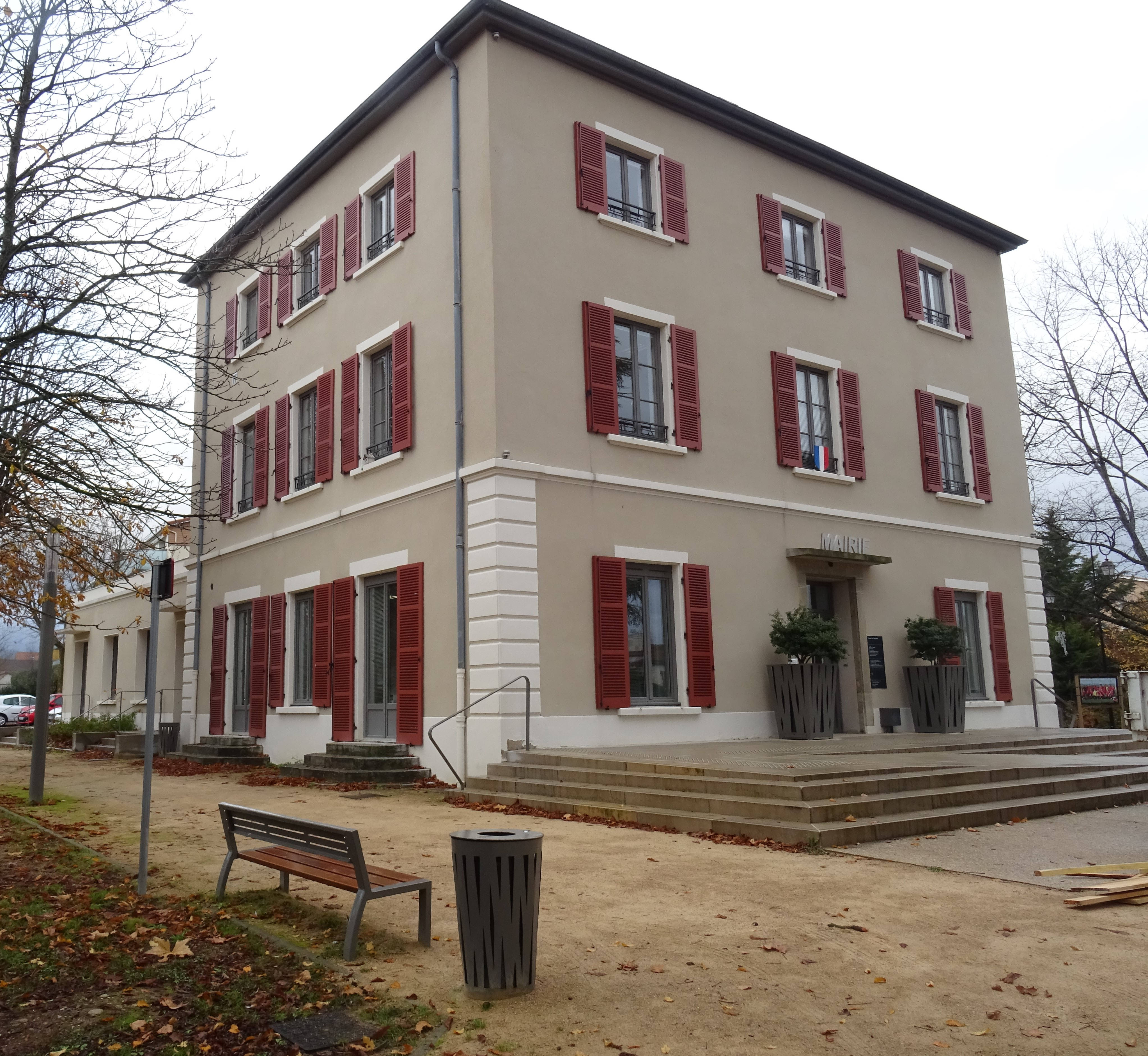
Mairie de Chaponost
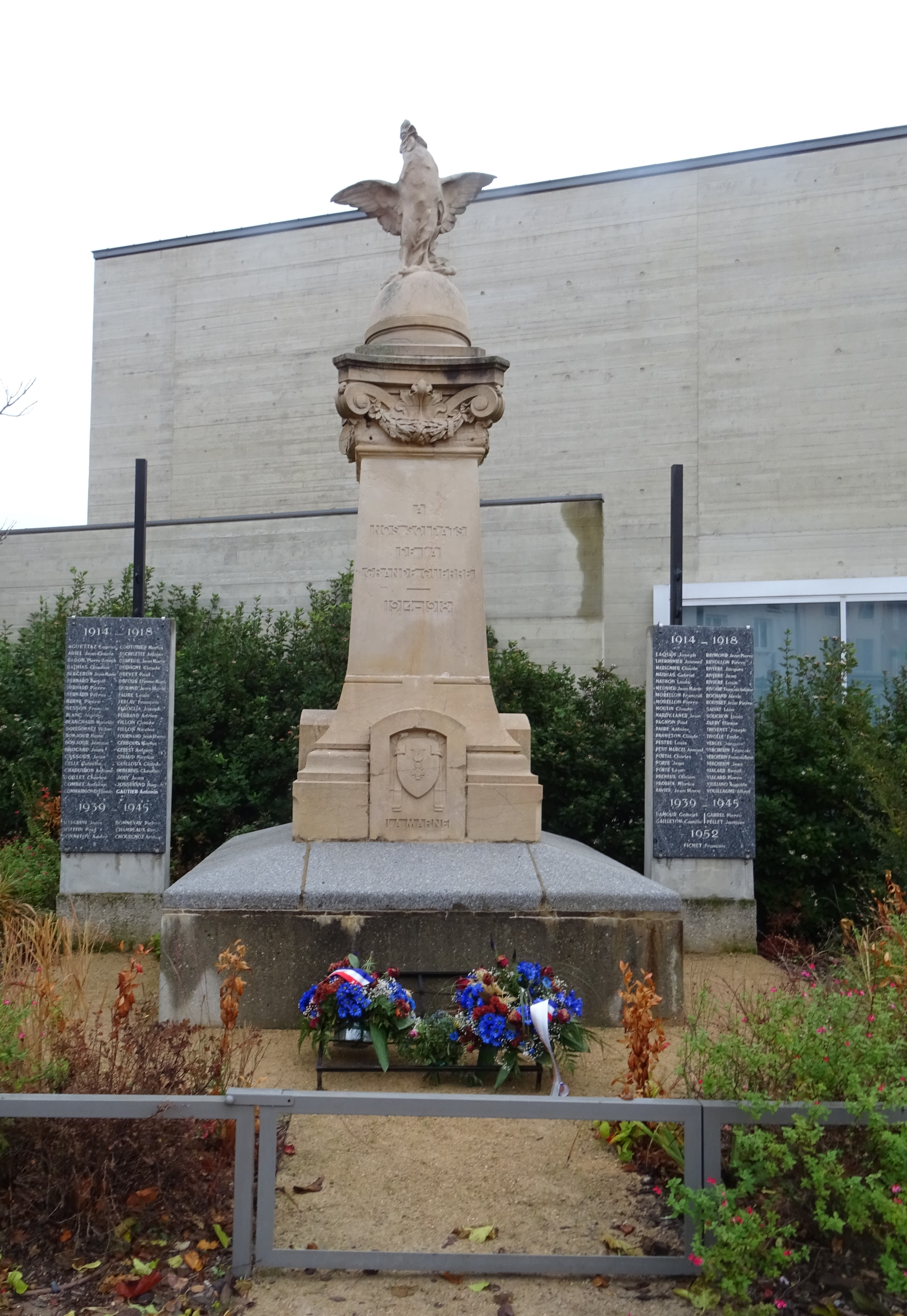
Monument aux morts
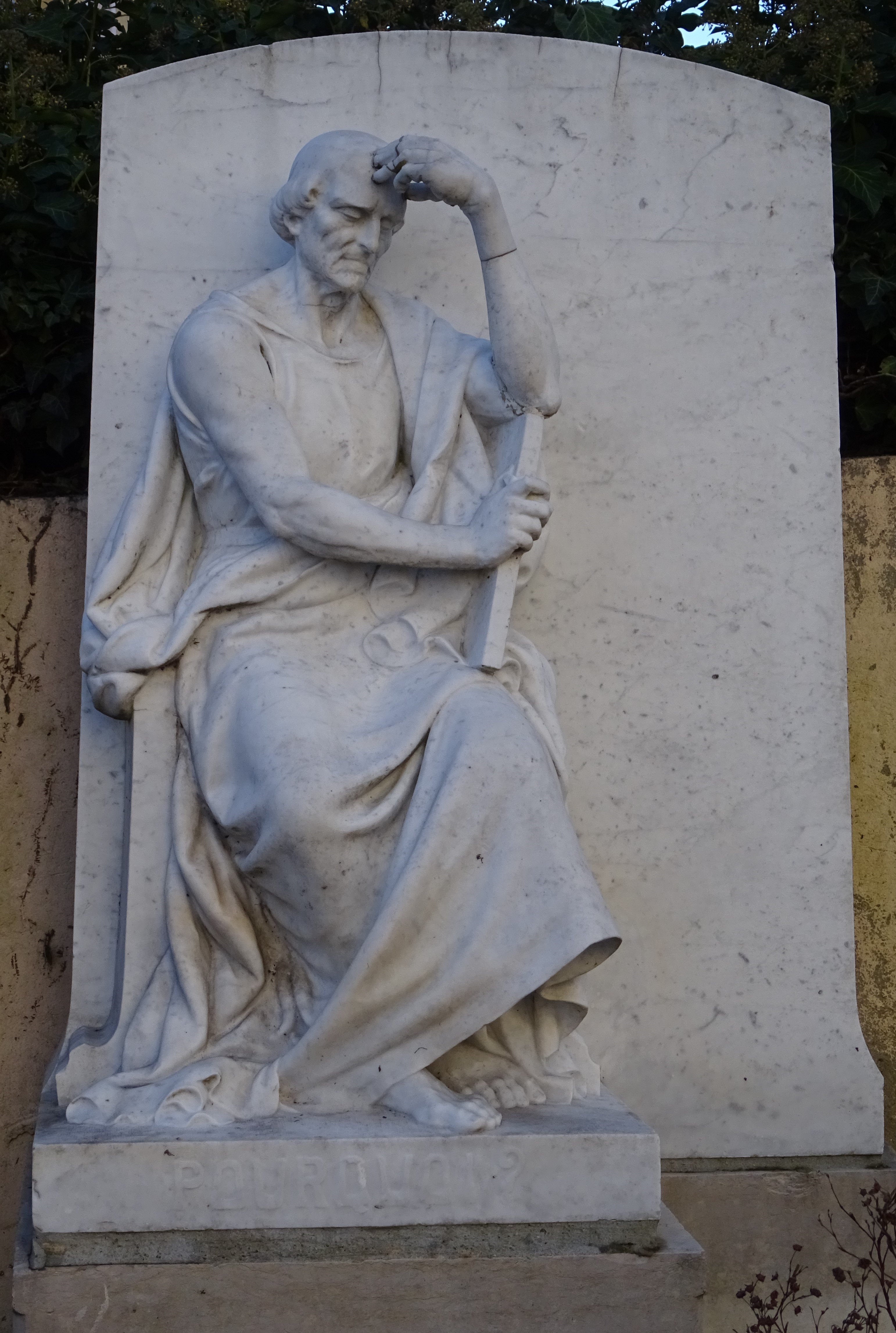
Le Penseur
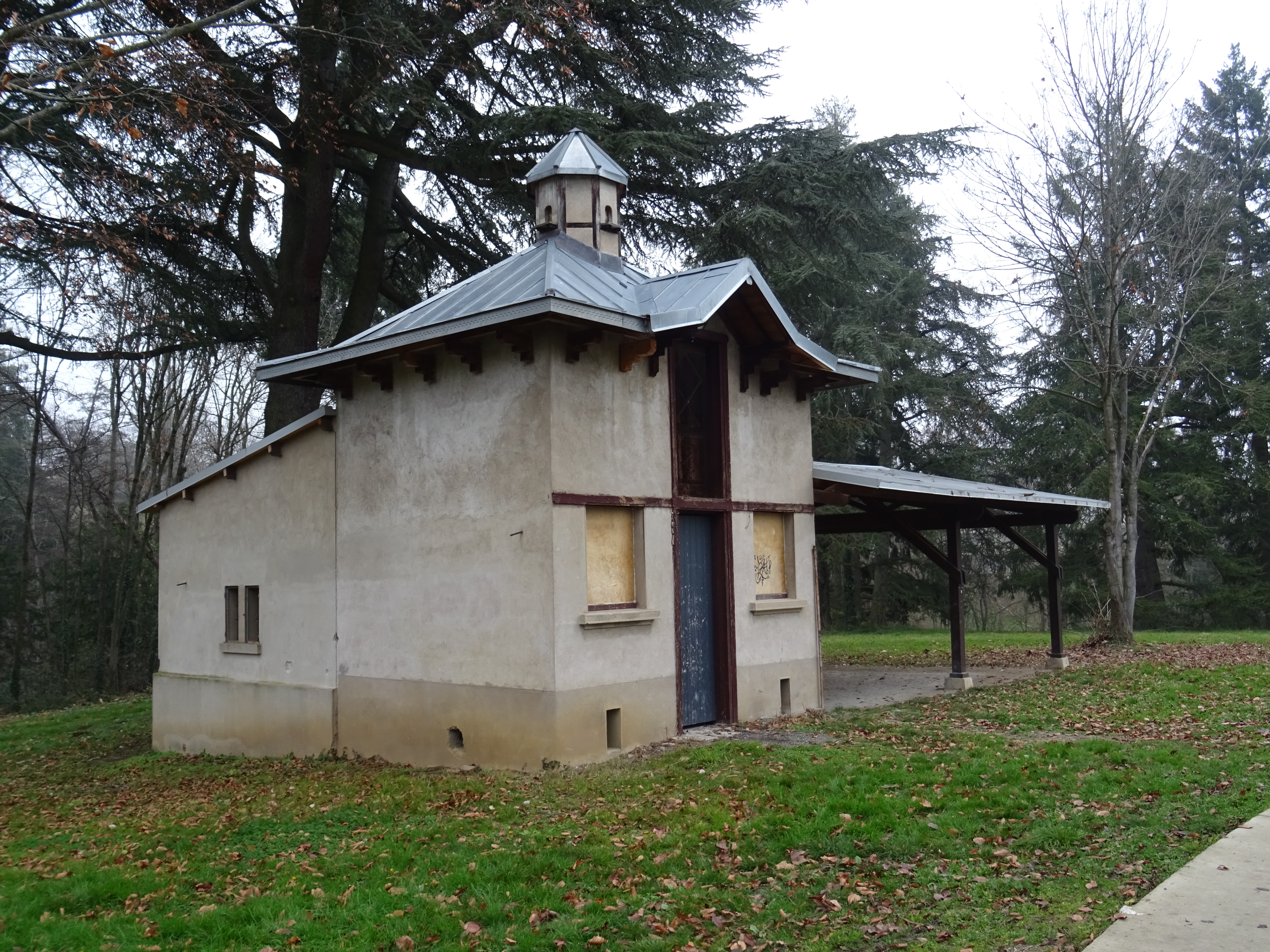
Entrée du parc du Boulard
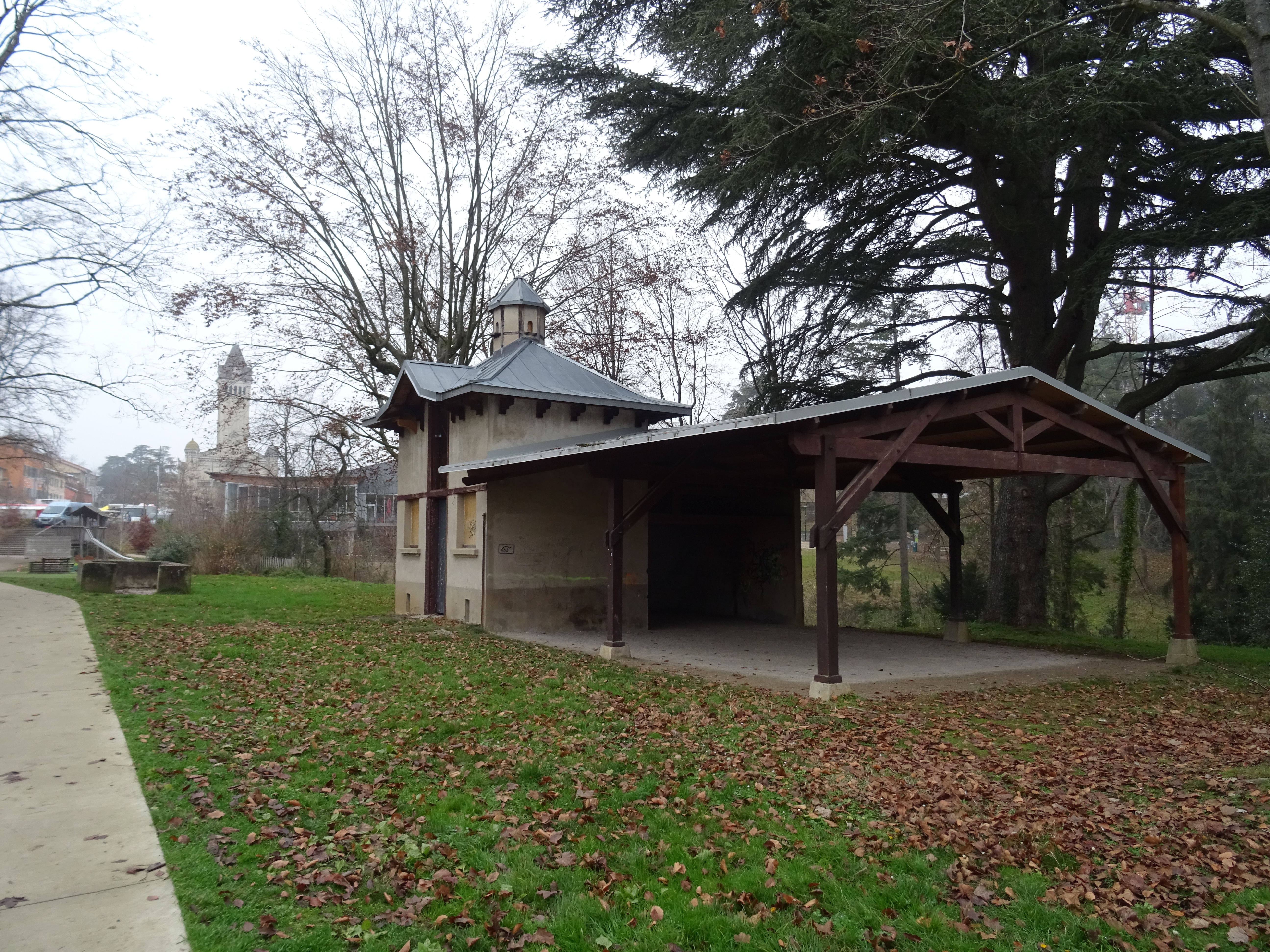
Perspective vers l'égllise

#### La rurbanisation
Cette croissance démographique est une parfaite illustration du phénomène de rurbanisation qui affecte les communes de la deuxième couronne de l’agglomération lyonnaise. Les nouveaux habitants sont venus chercher à Chaponost un cadre campagnard, la pureté de l’air contre les nuisances, le logement individuel contre les contraintes de la vie collective en immeuble. Le solde migration l’emporte donc de beaucoup sur le croît naturel dans le rapport de 13 à 3 par exemple pour l’année 2018. Parmi ces migrants deux catégories socio-professionnelles paraissent privilégiées. Avec 30 %, la proportion des retraités s’inscrit nettement au-dessus de la moyenne nationale. Parmi la population active, on observe une forte représentation de cadres et de membres de professions intellectuelles supérieures : ils sont 16,6 % auxquels on peut ajouter 17,7 % pour les professions intermédiaires. En revanche employés et ouvriers, avec respectivement 11,4 et 3,8 %, sont très minoritaires. Ces nouveaux Chaponois continuent à exercer leur métier hors de la commune ce qui les contraint à des migrations alternantes quotidiennes entre domicile et lieu de travail. Toujours en 2018 alors que 813 personnes seulement avaient un emploi sur place, 2 920, soit 78 %, étaient employés hors de la commune. Les transports en commun n’assurent qu’un dixième de ces déplacements contre 80 % pour la voiture.

#### Carence des activités agricoles et industrielles
L’importance du flux quotidien des migrants alternants s’explique par l’insuffisance de l’offre d’emplois sur la commune. On ne s’étonnera pas d’apprendre que l’agriculture qui occupait encore en 1945 la grande masse de la population a cessé de compter parmi les employeurs (1% des actifs en 2018 ). La motorisation et la mécanisation ont libéré hommes et chevaux des tâches traditionnelles. Par ailleurs, dans une économie de plus en plus concurrentielle la taille critique des exploitations a fortement augmenté et ces dernières sont de moins en moins nombreuses. Alors qu’on en dénombrait 106 en 1952, elles n’étaient plus que 87 en 1988, 41 en 2000 et 21 en 2010. Leur taille moyenne est passée de 11 ha en 1988 à 35 en 2010. Au total, en 2018, le monde agricole ne mobilise plus que l’équivalent de 53 personnes supposées travailler à temps plein pendant l’année (UTA) contre 114 en 1988. Sans doute la surface agricole utile (SAU) a-t-elle reculé du fait de l’urbanisation mais elle reste considérable : de 812 ha en 1957, elle est passée à 738 en 2010 (recensement général agricole).
La polyculture de subsistance traditionnelle assurant la sécurité alimentaire des familles a disparu. La quasi-totalité des productions est destinée à la mise sur marché. Cela ne signifie pas pour autant la fin de la polyculture elle-même. Le recensement général agricole classe la commune de Chaponost parmi celles dont le système technico-économique prédominant est la polyculture-polyélevage comme il ressort du tableau suivant (en ha) :
| Type de culture                | 1988 | 2000 | 2010 |
| 1. Terres labourables          | 282  | 234  | 291  |
| 2. Surface toujours en herbe   | 299  | 326  | 372  |
| 3. Cultures permanentes        | 135  | 77   | 71   |
| Types 1 + 2                    | 581  | 560  | 668  |
| % des 2 catégories dans la SAU | 81   | 88   | 90   |

La transformation la plus évidente est dans la part de plus en plus importante prise par les surfaces toujours en herbe. Alors qu’avec 319 ha sur 922 elles n’occupaient que 35 % de l’espace agricole, leur pourcentage est passé à 43 % en 1988 et est aujourd’hui de 51 %. Elles ont été les premières bénéficiaires de l’irrigation car les sols dérivés des roches cristallines et métamorphiques qui sont la majeure partie du plateau étaient les plus menacés par la sécheresse. C’est en 1967 que s’est formée l’Association Syndicale Autorisée (ASA) chargée d’y remédier en partenariat avec la commune de Brindas. Cette association est membre du SMHAR (Syndicat Mixte d’Hydraulique Agricole du Rhône fondé à la même époque) dont les conduites amènent les eaux pompées aux limites des ASA chargées de la desserte terminale.
De leur côté les terres labourables sont toujours consacrées aux céréales. Au blé se sont ajoutés l’orge et le maïs, grand bénéficiaire de l’irrigation, mais toutes sont destinées à l’alimentation du bétail tout comme les pommes de terre et les plantes fourragères. Avec les prairies naturelles, elles assurent l’alimentation du bétail. Le troupeau élevé sur le territoire de Chaponost est en constante augmentation : il est passé de 422 UGB en 1985 à 612 en 2000 et à 633 en 2010. Sous ce terme d’Unité de Gros Bétail sont regroupés les différents élevages chacun étant affecté d’un coefficient à proportion de sa taille mais en l’absence de cheptel caprin et ovin il rend assez bien compte du nombre de bovins. Ce bétail est essentiellement destiné à la boucherie plutôt qu’à la production laitière. Quant aux chevaux, ils sont recensés aujourd’hui dans la rubrique des loisirs (Recensement Général Agricole).
Sous le terme de cultures permanentes sont englobés essentiellement les vergers et la vigne. Bien que Chaponost soit comprise dans le périmètre bénéficiant de l’AOC coteaux du Lyonnais, celle-ci a été la grande victime de l’urbanisation et ne concernait plus en 2009 qu’une seule exploitation à l'Acelan : 820 pieds sur 1250 m2 ! En revanche, si les plantations de sapins de noël commencent à compter dans cette statistique, les agriculteurs chaponois sont restés fidèles à la longue tradition des cultures fruitières. La stabilité des surfaces est assurée mais « la production continuera à augmenter avec l’apport d’eau [l’irrigation par goute à goutte], l’introduction de nouvelles variétés et l’utilisation de techniques culturales de plus en plus sophistiquées ». Le pêcher est concurrencé par le poirier depuis les années 1980. La culture du pommier a commencé dans les années 1950 et ses variétés sont si nombreuses aujourd’hui que les producteurs eux-mêmes ont des difficultés à s’y reconnaître. Ajoutons enfin un certain maintien de la culture de la fraise et la présence de l'horticulture : de quoi renfoncer l'impression de grande variété de la production agricole.
En ce qui concerne l’industrie, cette activité n’a évidemment pas sa place dans le haut de la commune, à l’écart des axes de circulation. Sa seule chance de développement est dans le sillon en limite de la commune de Saint-Genis-Laval. Nicolas Ducarre l’avait bien compris en installant à Taffignon son usine de toiles cirées. La preuve en a été fournie un siècle plus tard par l’entreprise Boulgom fondée par Robert Frenay à Oullins en 1953. Devant le succès de son entreprise de jouets en peluche, il avait ensuite fondé un nouvel atelier à Chaponost en 1961, rue Jean Josserand à proximité du centre et devait ensuite essaimer à Soucieu-en-Jarest et à Saint-Martin-en-Haut. Il était alors facile de s’accommoder de cette position géographique car une bonne part de la fabrication était faite à domicile : on livrait aux ouvrières la mousse de caoutchouc ou de polyuréthane. Mais quand l’affaire se développe jusqu’à embaucher près de 200 personnes un déménagement s’impose à proximité de la halte ferroviaire dans le lotissement des Troques de 10 ha fondé en 1974. Elle y restera seule pendant plusieurs années. Par la suite devaient être créées sur cet axe tout une série de zones d’activités dans les années 1990 : du nord au sud se succèdent ainsi les Sables (19 ha) et le Levant, le Caillou (23 ha), les Troques et le Dôme.

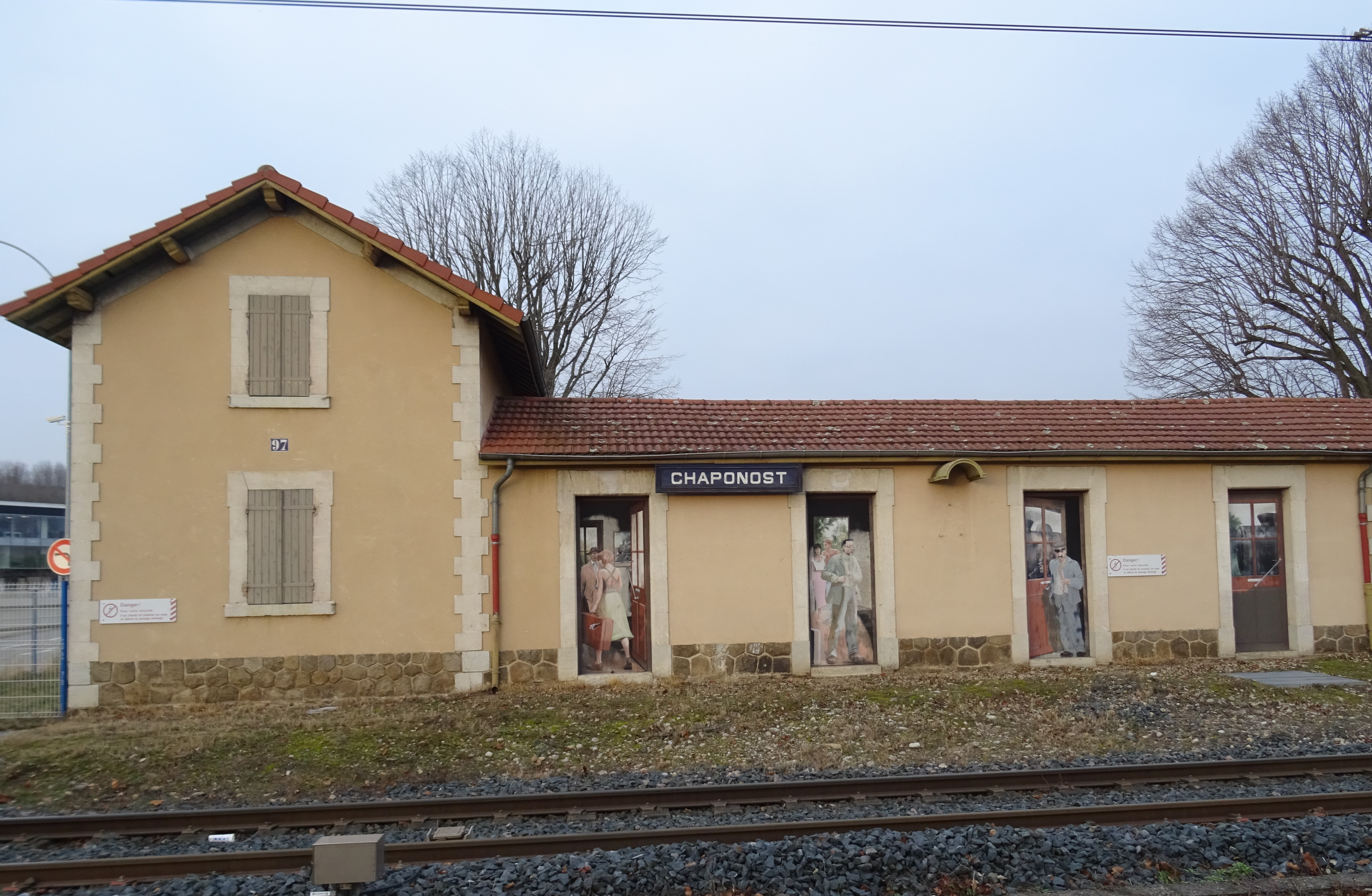
ancienne halte ferroviaire de Chaponost

Leur remplissage progressif a été facilité par la bonne desserte routière de cet axe. La voie ferrée entre Tassin et Brignais a été profondément modernisée entre 2009 et 2012 dans le cadre du projet de tram-train de l'Ouest lyonnais, il n'y a qu'une simple halte à Chaponost (le local de l'ancienne station a été aménagé en 1996 pour abriter la Médecine du travail : les ouvertures côté voie ont été condamnées et décorées de peintures murales en trompe-l’œil). Mais peut-on vraiment parler d’industrialisation ? Seuls 33 établissements méritent ce qualificatif contre 55 consacrées à la construction et 222 au commerce et aux transports. Ces divers secteurs économiques emploient respectivement 726, 744 et 1 947 salariés. Seulement 16 entreprises industrielles occupent plus de 10 salariés alors qu’elles sont 18 à atteindre cette taille dans la construction et 32 dans le commerce et les transports. Ces chiffres laissent sur l’impression d’activités de service plutôt que concernant le secteur vraiment productif. Il ne s‘agit pas forcément d’un domaine correspondant aux qualifications des nouveaux Chaponois si l’on se réfère à leurs catégories socio-professionnelles.
L’industriel Boulgom a dû fermer ses portes en 1992, faute de rentabilité face à la concurrence chinoise. Le problème est devenue l’affaire de la communauté de communes du Garon créée en 1997. Elle regroupe Brignais, Chaponost, Vourles, Montagny et Millery et a son siège à Brignais. Le développement économique est la principale de ses attributions et c’est précisément leur commune situation sur l’axe routier et ferroviaire qui a motivé leur rassemblement quand d’autres choix étaient possibles pour Chaponost. Notre commune peut y faire entendre sa voix avec 10 des 37 conseillers. Mais c’est sur le plan national que sont prises les mesures déterminantes en la matière.

#### Les équipements publics

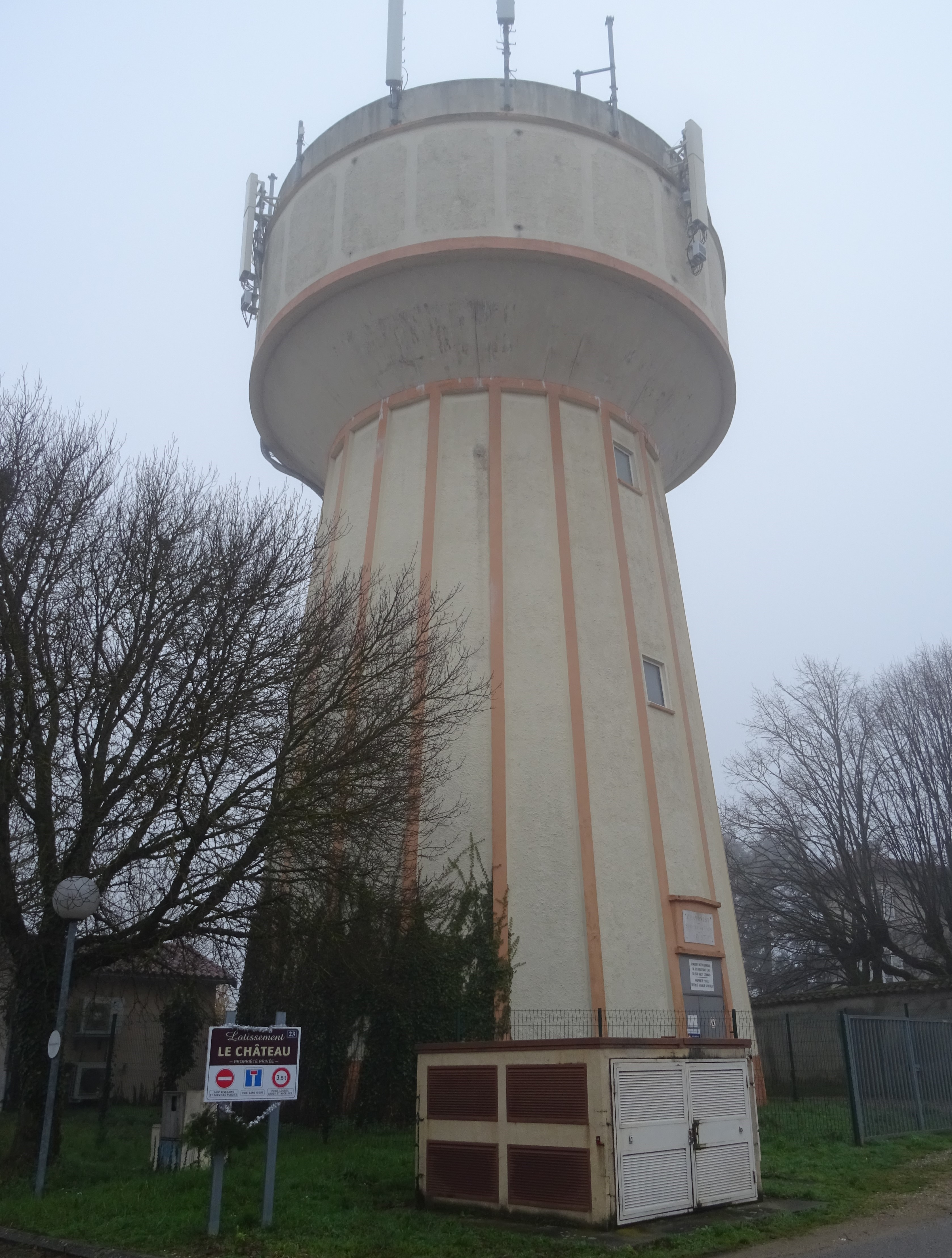
Château d'eau du Freyssonnet.

Une telle croissance imposait un ajustement des services publics aux besoins de la population. Ainsi en ce qui concerne l’alimentation en eau potable. A la fin des années 1950, la commune héritait du système mis en place avant 1939. Le château d’eau du Freyssonnet, au point le plus haut de la commune, était alimenté par une canalisation depuis Pierre-Bénite avec en relais un réservoir souterrain à Combalat, en bordure de la voie ferrée. La solution a été trouvée dans l’adhésion au Sidesol (Syndicat Intercommunal de Distribution d’Eau du Sud-Ouest Lyonnais) regroupant 13 communes du plateau et des Monts du Lyonnais prenant effet en 1960. Il en est résulté une alimentation plus proche et mieux contrôlée depuis la vallée du Garon ; une simplification du système avec une capacité de stockage accrue grâce à la construction d’un deuxième château d'eau au Milon à l’extrême ouest de la commune connecté à celui du Freyssonnet et une desserte de tous les écarts jusqu’alors non desservis.
La même solidarité intercommunale a dû être adoptée pour le problème connexe du traitement des eaux usées. La commune avait fait figure de pionnier en implantant dès 1935 une station d’épuration au-dessous du Bourg dans le parc du Boulard mais celle-ci ne traitait que les effluents de sa grande proximité et s’est avérée insuffisante lorsqu’ont été construits les premiers lotissements. Le Merdanson était devenu un égout à ciel ouvert. L’adhésion au syndicat intercommunal pour un grand collecteur en bordure de l’Yzeron a eu lieu en 1955 mais les choix techniques et les coûts financiers ont retardé jusqu’au début des années 1970 la construction puis la mise en service en 1974 des 4 km de canalisations qu’il a fallu tirer jusqu’à Beaunant avec l’avantage d’une desserte au passage de la zone d’activité. Rappelons que ce grand collecteur recueille les eaux usées de 14 communes du bassin-vesant et que la station d'épuration se site  à Pierre-Bénite. Mais le hameau du Pivolet n'étant pas raccordé à cet ensemble a sa propre petite station d'épuration du type roselière.
Avec l’arrivée en nombre de jeunes couples, le problème de la scolarisation n’avait plus sa solution dans les locaux habituels datant du début du siècle. Pour accueillir les enfants du primaire des nouveaux lotissements ouest a eu lieu un déménagement sur le site de la Cordelière en 1990. L’école jouxtait ainsi la maternelle créée sous ce nom dès 1980 mais conservait son ancienne appellation des Deux Chênes. La proximité du parc du Boulard a été un autre point de fixation. Déjà en 1973 avait été ouverte sur sa bordure ouest l’école maternelle des Muguets qu’il faudra par la suite agrandir en 1997. Celle-ci a été rejointe en 1996 par un autre transfert : celui du groupe scolaire Martel construit en 1909 mais en lui conservant son appellation. Les anciens locaux devenus vacants abritent la maison des associations. C’est dans le même cadre verdoyant mais sur le côté est du parc que le Conseil général (aujourd’hui départemental) du Rhône a construit le collège Françoise Dolto pour les élèves du premier cycle de l’enseignement secondaire. A peine inauguré en 1989 il a fallu l’agrandir en 1994-95.

L’enseignement privé a fait aussi sa mue. La générosité d’un particulier avait permis son implantation en position très centrale, juste au-dessus du bourg, dès 1893 pour les garçons dans un bâtiment carré. Lorsque les filles sont accueillies sur le même site dans un bâtiment rectangulaire, un grand mur marque la séparation entre les sexes. Il tombera avec l’établissement de la mixité en 1968. L’accord s’est fait en 1988 sur son nouveau nom de la Source.

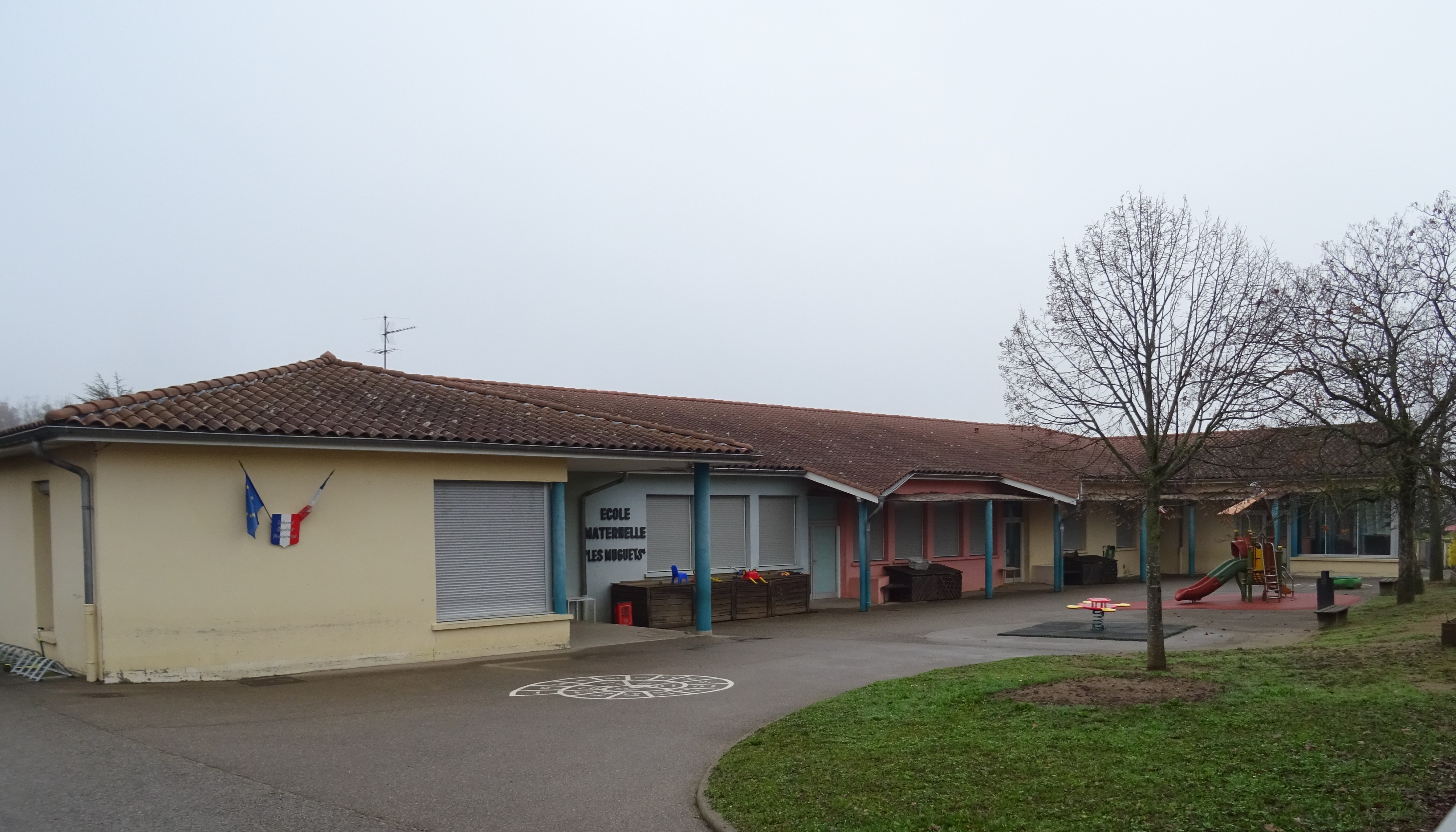
École maternelle les muguets
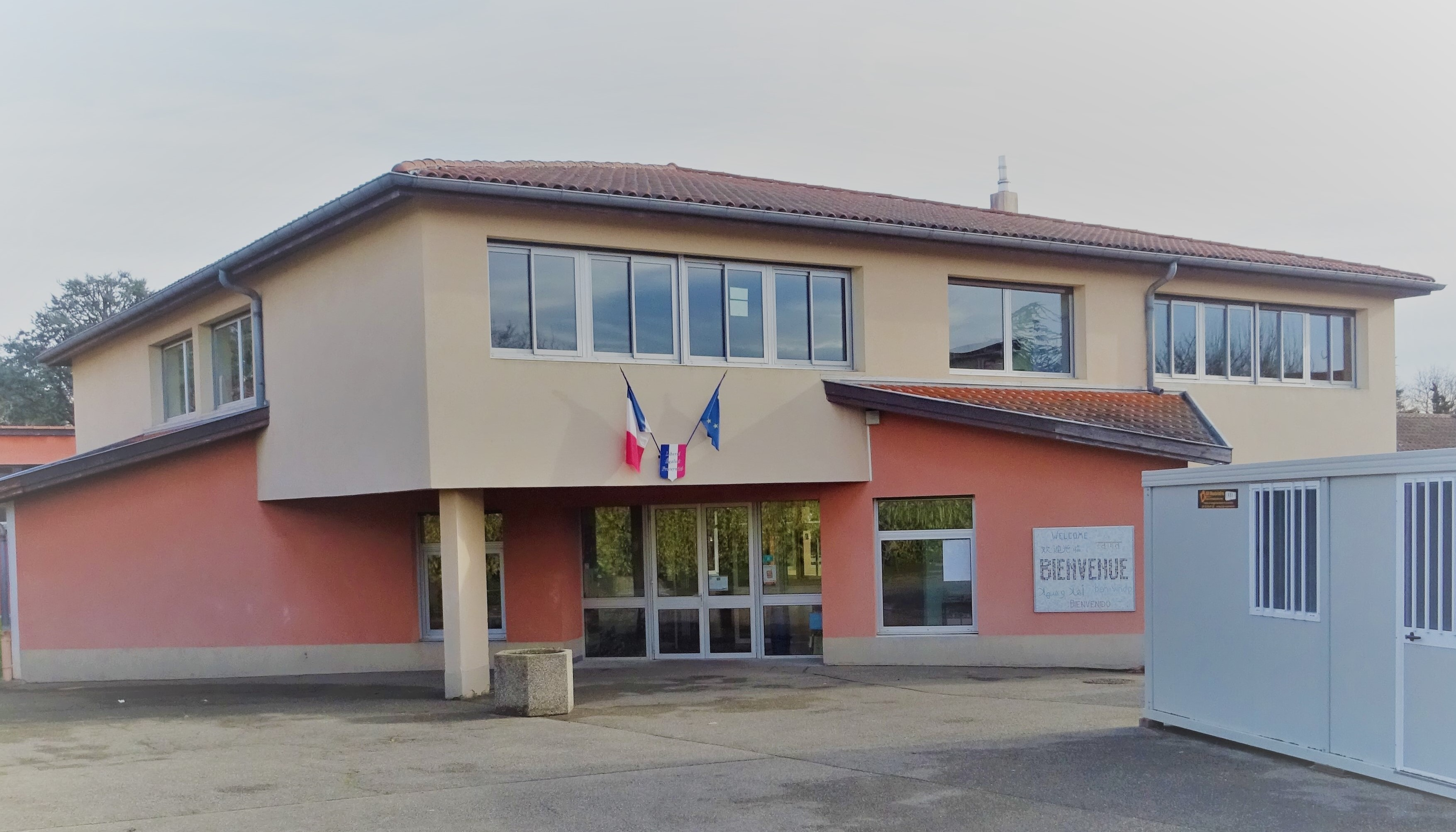
École maternelle la Cordelière
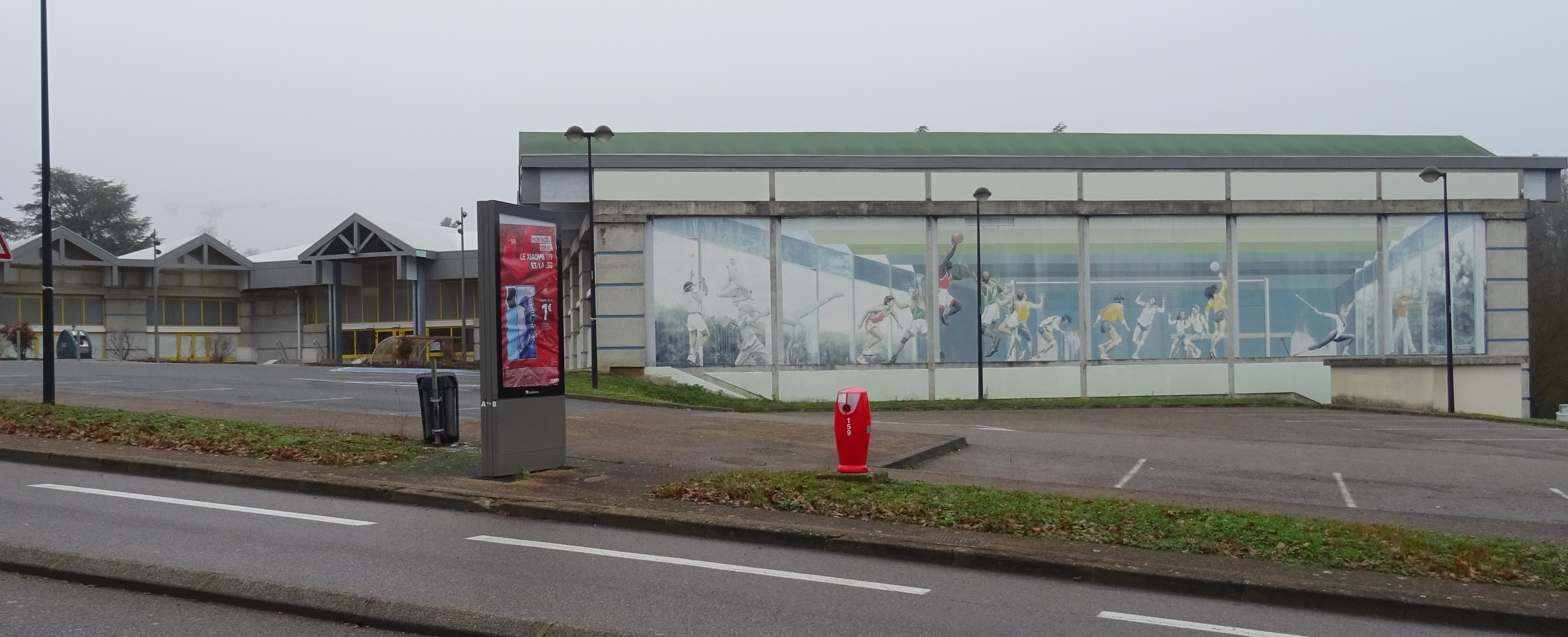
École primaire Martel
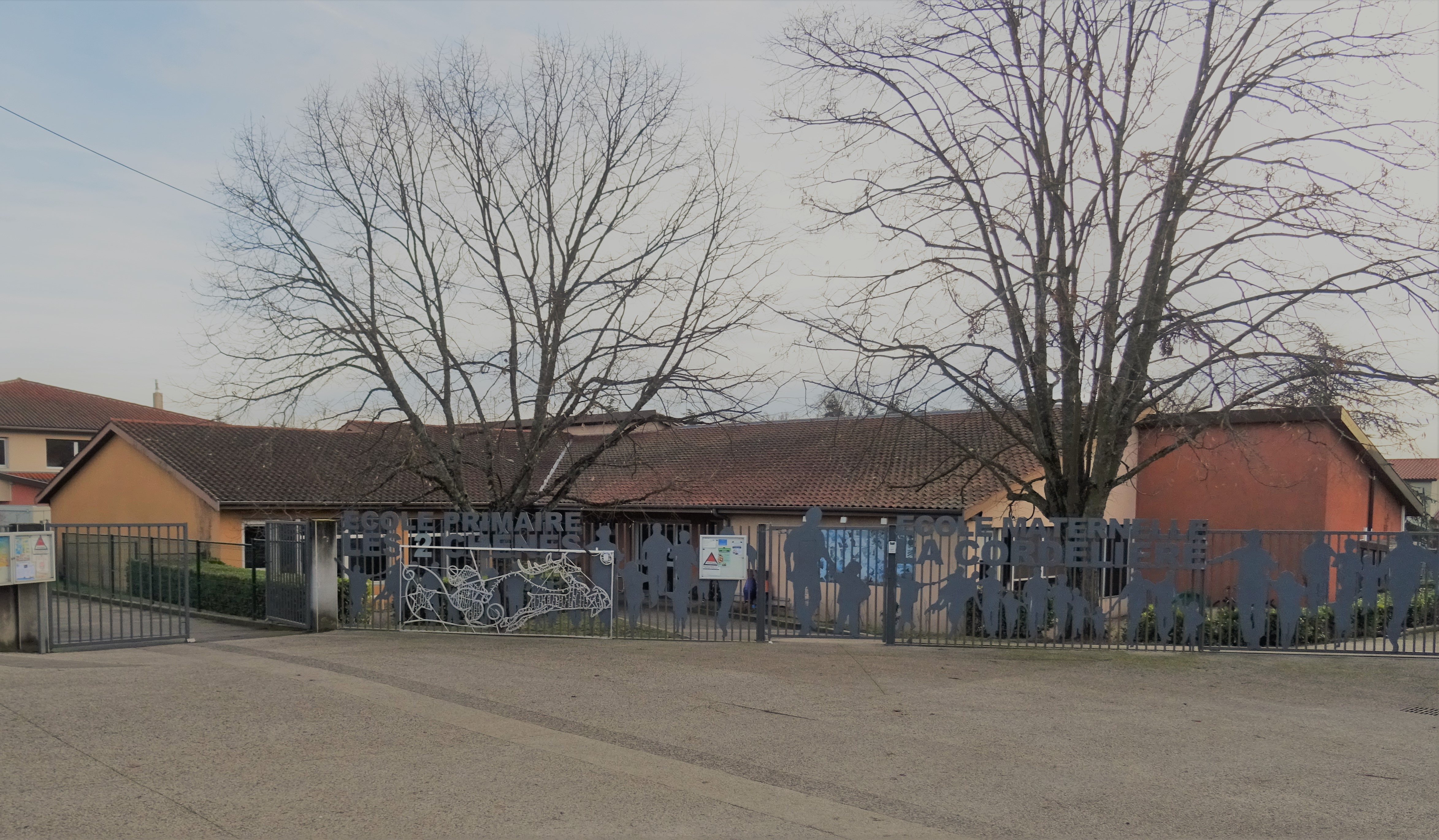
École primaire des Deux Chênes
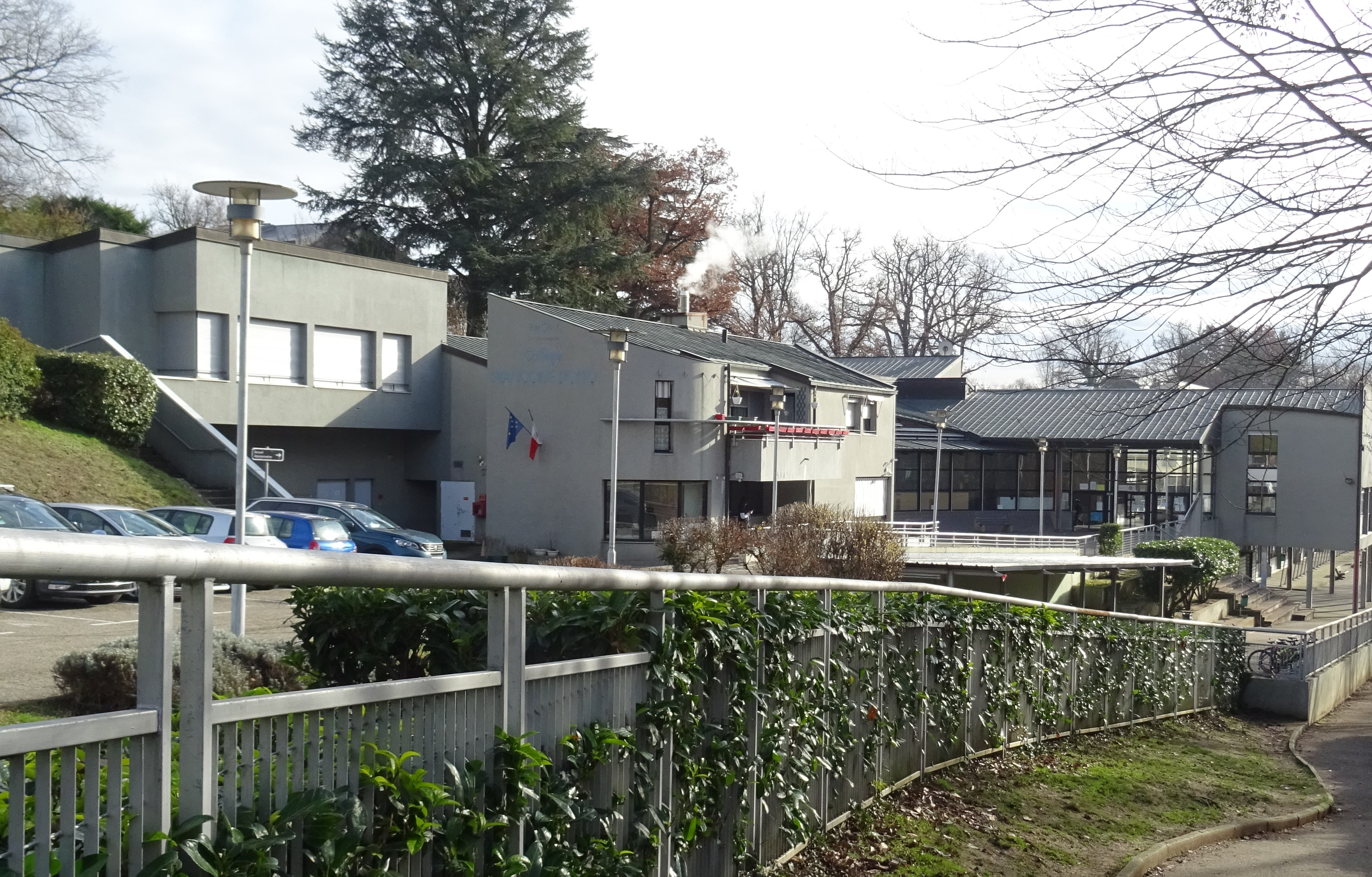
Collège Françoise Dolto
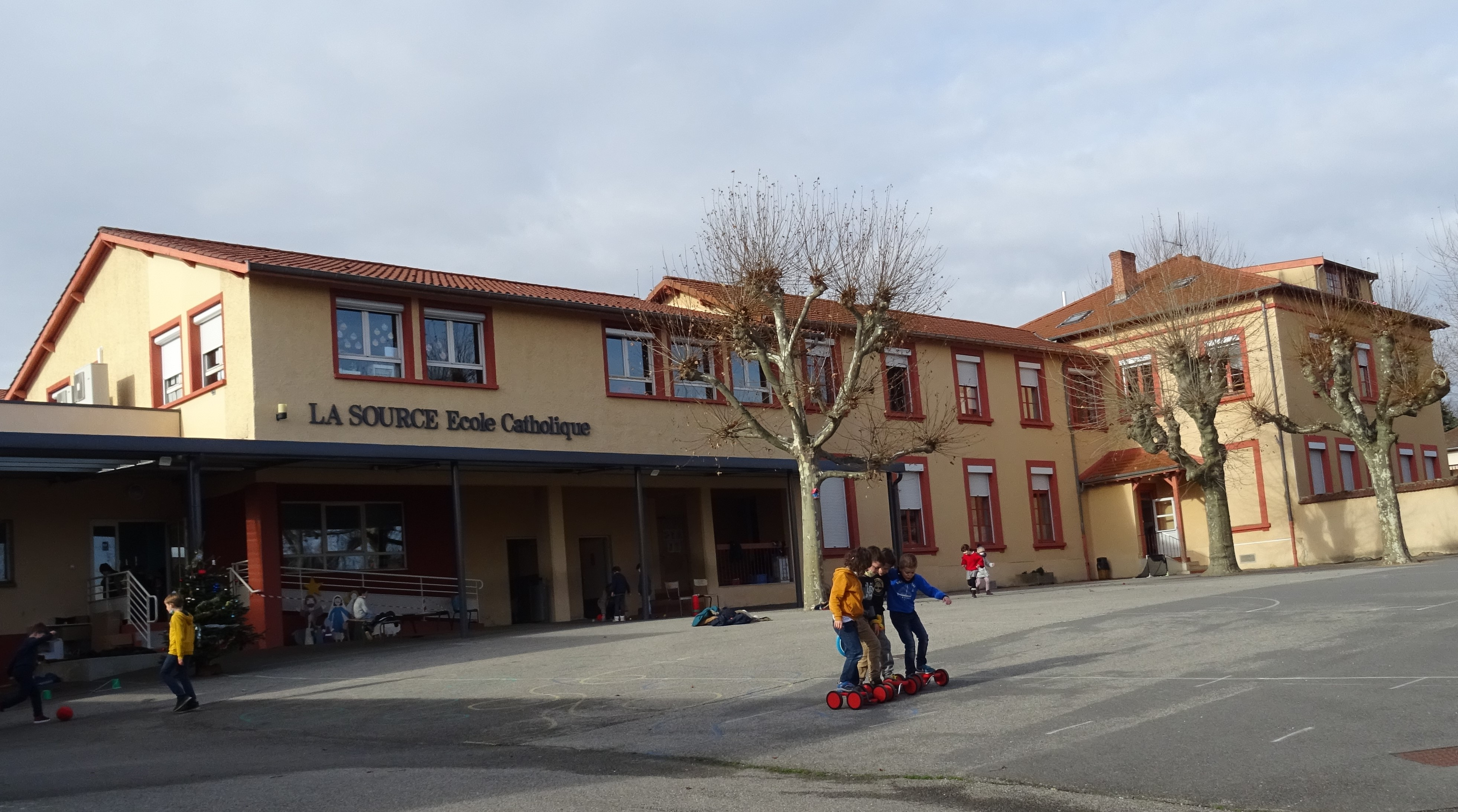
École privée La Source

Soucieuse également de favoriser les pratiques sportives des Chaponois la municipalité a créé les équipements correspondants. La liste en est fournie dans la section sports et loisirs. Le stade de football ne pouvait trouver place que sur le plateau et on y a installé par la même occasion le basket et le hand-ball ainsi qu’une salle omnisports. Cette position à l’ouest du bourg reste très centrale. Tennis club et gymnase sont dans les premières pentes, ce dernier à l’orée du parc du Boulard fréquenté par les amateurs de footing et les simples promeneurs.

## Politique et administration

### Administration municipale
Le conseil municipal de Chaponost, élu en mars 2014, compte 30 élus dont le maire.

### Politique de développement durable
La commune a engagé une politique de développement durable en lançant une démarche d'Agenda 21 en 2009.

### Intercommunalité
La commune fait partie de la communauté de communes de la Vallée du Garon.

## Population et société

### Démographie
L'évolution du nombre d'habitants est connue à travers les recensements de la population effectués dans la commune depuis 1793. Pour les communes de moins de 10 000 habitants, une enquête de recensement portant sur toute la population est réalisée tous les cinq ans, les populations de référence des années intermédiaires étant quant à elles estimées par interpolation ou extrapolation. Pour la commune, le premier recensement exhaustif entrant dans le cadre du nouveau dispositif a été réalisé en 2007.

En 2022, la commune comptait 9 217 habitants, en évolution de +7,46 % par rapport à 2016 (Rhône : +3,93 %, France hors Mayotte : +2,11 %).
| 1793  | 1800  | 1806  | 1821  | 1831  | 1836  | 1841  | 1846  | 1851  |
| ----- | ----- | ----- | ----- | ----- | ----- | ----- | ----- | ----- |
| 1 256 | 1 216 | 1 422 | 1 287 | 1 478 | 1 551 | 1 588 | 1 830 | 1 761 |

| 1856  | 1861  | 1866  | 1872  | 1876  | 1881  | 1886  | 1891  | 1896  |
| ----- | ----- | ----- | ----- | ----- | ----- | ----- | ----- | ----- |
| 1 876 | 1 895 | 1 945 | 1 840 | 1 803 | 1 856 | 1 906 | 1 911 | 1 907 |

| 1901  | 1906  | 1911  | 1921  | 1926  | 1931  | 1936  | 1946  | 1954  |
| ----- | ----- | ----- | ----- | ----- | ----- | ----- | ----- | ----- |
| 1 796 | 1 826 | 1 758 | 1 710 | 1 814 | 2 025 | 2 015 | 2 036 | 2 508 |

| 1962  | 1968  | 1975  | 1982  | 1990  | 1999  | 2006  | 2007  | 2012  |
| ----- | ----- | ----- | ----- | ----- | ----- | ----- | ----- | ----- |
| 3 143 | 3 638 | 4 632 | 5 278 | 6 911 | 7 832 | 7 967 | 7 972 | 7 963 |

| 2017  | 2022  | - | - | - | - | - | - | - |
| ----- | ----- | - | - | - | - | - | - | - |
| 8 717 | 9 217 | - | - | - | - | - | - | - |

### Enseignement
La commune de Chaponost regroupe deux écoles maternelles (La Cordelière et Les Muguets), deux écoles primaires (Les Deux Chênes et Louis-Martel) et le collège Françoise-Dolto.
Elle bénéficie également, d'une école privée catholique sous-contrat maternelle et primaire : l'école La Source

### Sports et loisirs
- Salle Henri Bastia : utilisée par le Judo, l’Escalade et le Billard
- Stade de Chaponost : terrains de football, de basket-ball, handball, skatepark, tir à l'arc.
- Tennis Club de Chaponost, situé dans le domaine du Gilbertin.
- Gymnase François-Perraud, situé boulevard Pierre-Philippe-Reydellet.
- Salle omnisports, située à proximité du stade.

## Culture et patrimoine

### Lieux et monuments

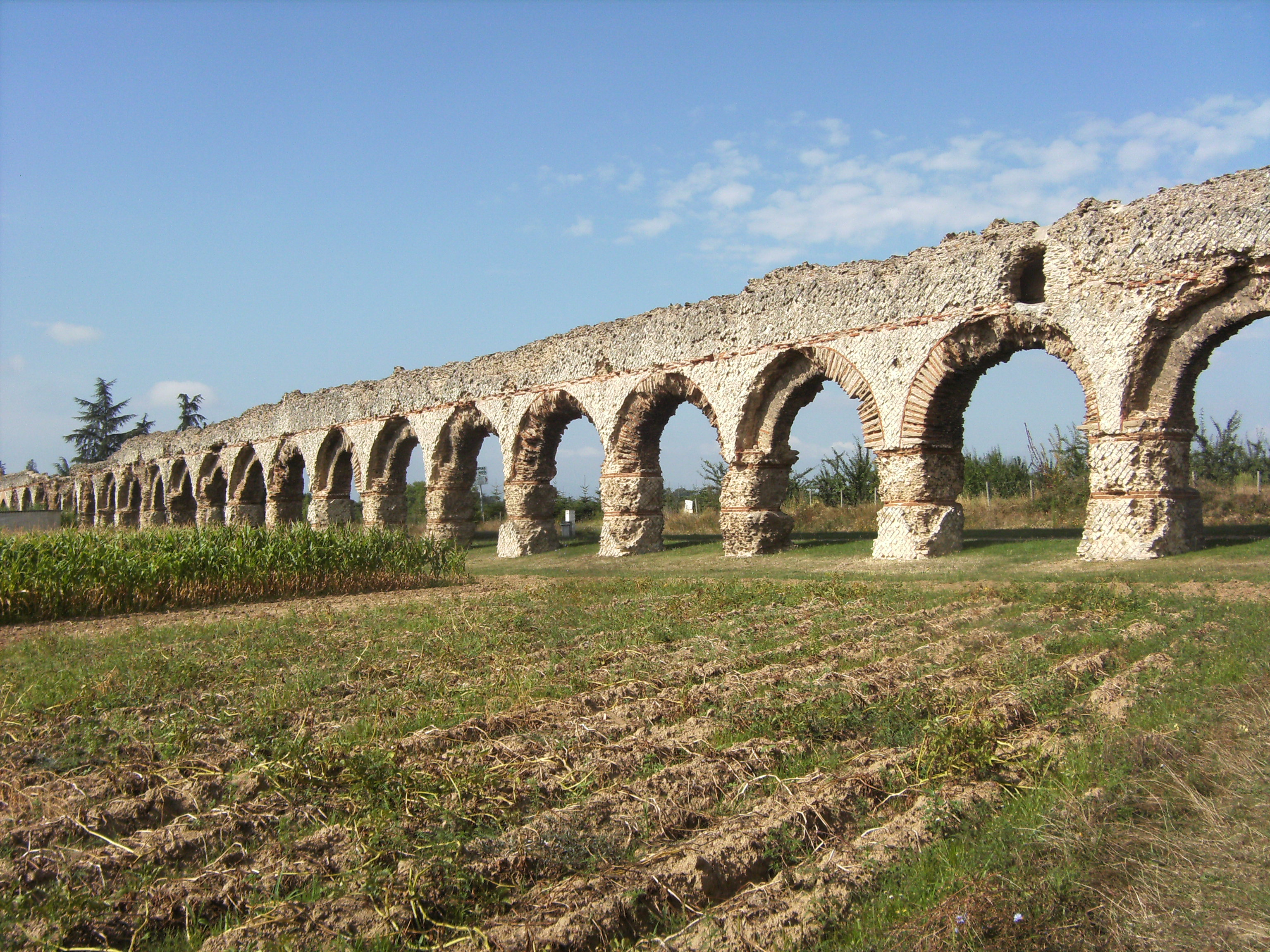
Vestiges de l’aqueduc romain à Chaponost.

- Les aqueducs romains du Gier, d'une longueur estimée à 75 km, ont été construits pour permettre l'alimentation en eau de source de la ville de Lugdunum (Lyon) depuis le mont Pilat (eau puisée dans le Gier). On ne sait pas la date de leur construction (entre - 20 av. J-C et le IIe siècle ?). Des arches (92 arches sur 550 m environ) sont situées sur la commune au lieu-dit du Plat de l'Air. Une autre partie importante peut être vue sur la commune de Sainte-Foy-lès-Lyon, au niveau du pont siphon de Beaunant. Leurs canalisations totalisent plus de deux-cents kilomètres de longueur.
- Quelques maisons-fortes : Pravieux, Le Pivolet, Montgriffon.
- Château des Cartières.
- Château de Montalant (dit château des Italiens) dans la vallée de Barret (1853/1992).
- Bénitier de l'église en marbre blanc du haut Moyen Âge.
- Monument aux morts.

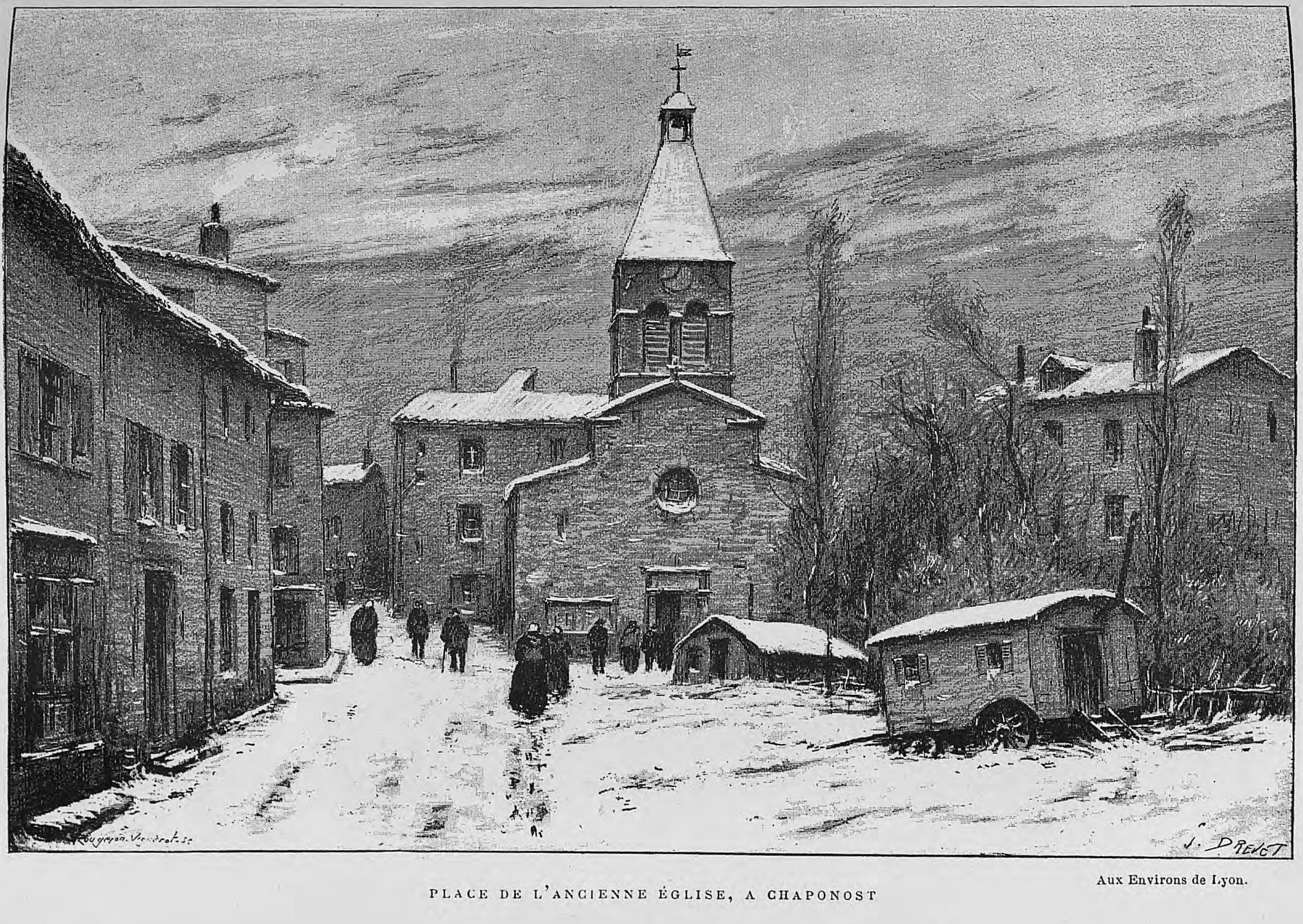
Place de l'ancienne église illustrée par Joannès Drevet (1854–1940).
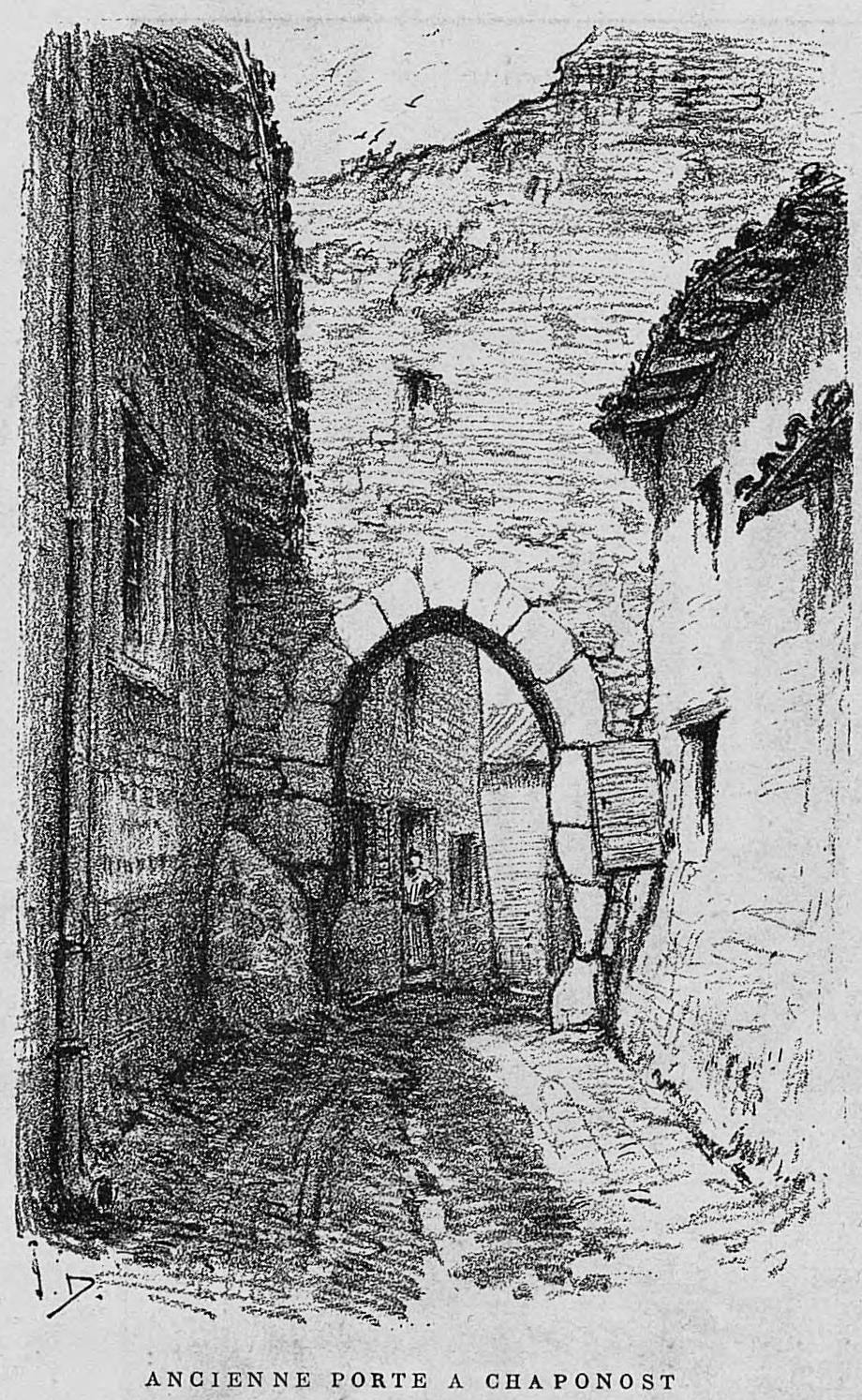
Ancienne porte dessinée par J. Drevet.
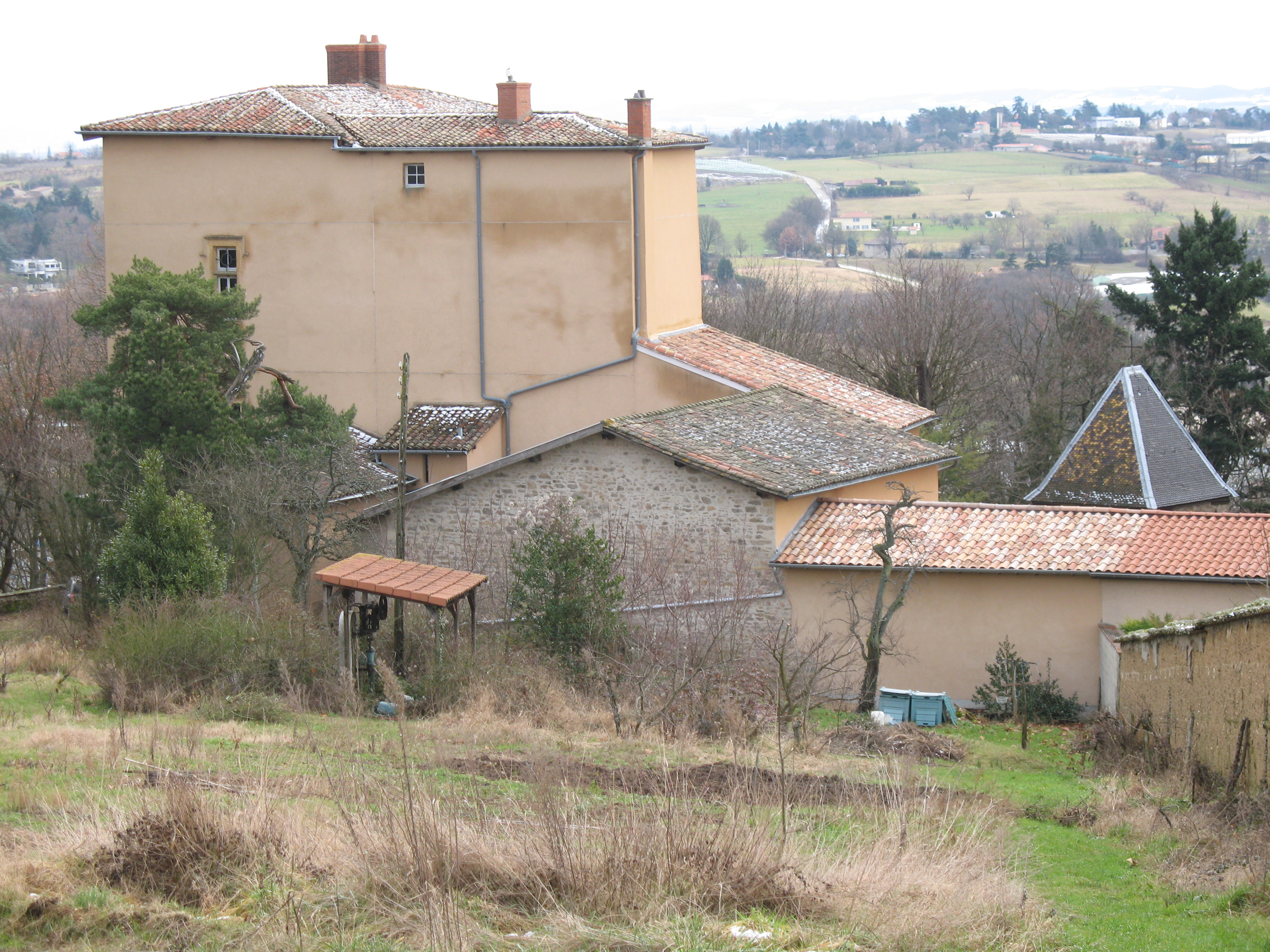
Maison forte de Pravieux.
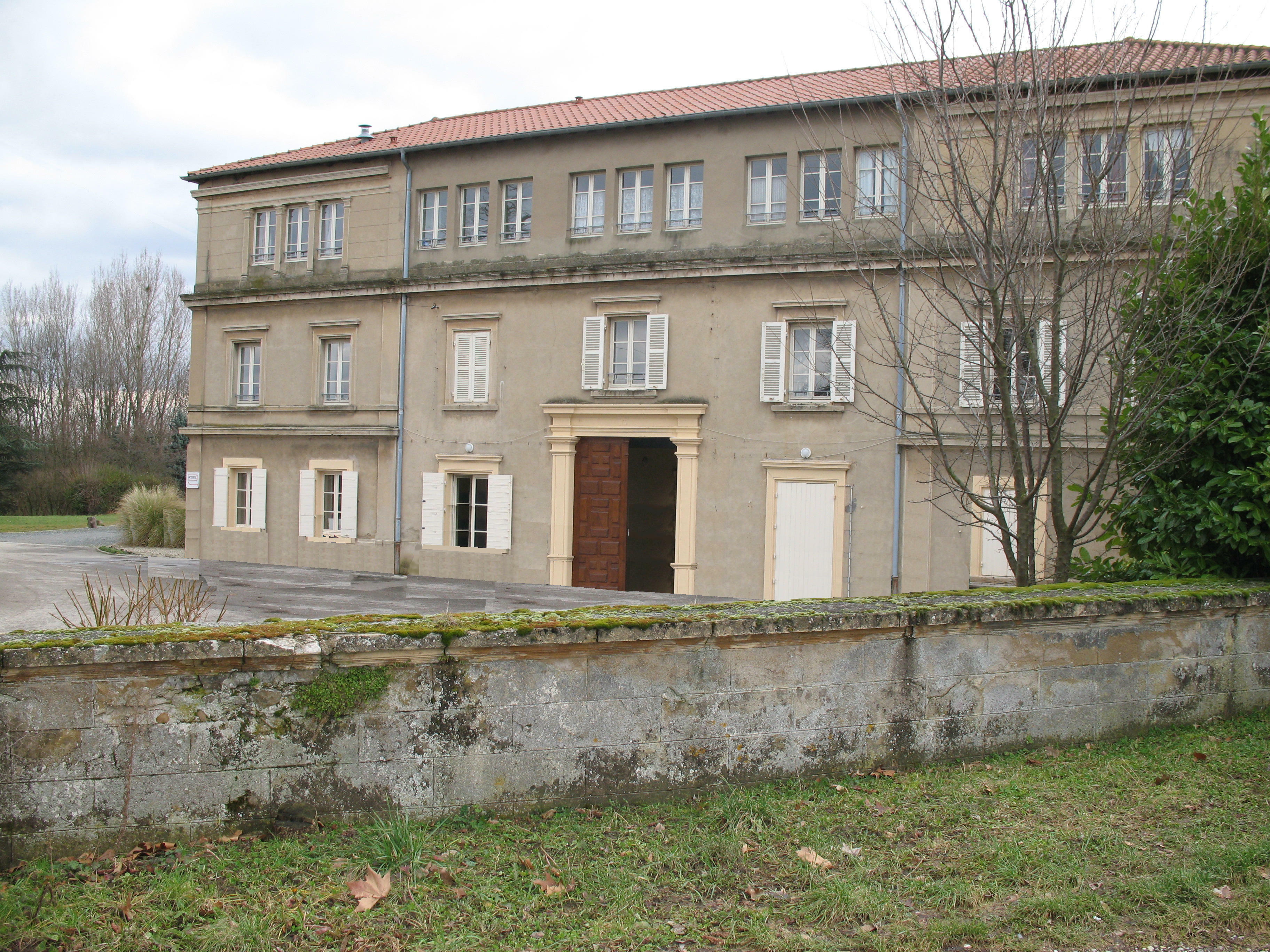
Château des Cartières.

#### Monument aux morts
Le monument aux morts de Chaponost est dédié aux victimes de la Première Guerre mondiale. Il a été inauguré en septembre 1922.
Les archives relatives à la construction du monument aux morts sont conservées dans les archives communales, en mairie, dans un dossier intitulé « Place publique » ; on conserve le plan de la réfection de la place publique en 1920 et les bulletins des souscripteurs.
Le premier devis pour le monument date du 10 octobre 1920 ; le préfet a approuvé le projet le 28/02/1921. Le second devis de Léon Guinet, entrepreneur situé 23 quai des Brotteaux à Lyon, et s'élève à 59889 francs. L'architecte auteur du monument est Paul Porte, 185 avenue de Saxe. La délibération du Conseil municipal datée du 1er octobre 1922 approuve le devis.
La réception provisoire des travaux a lieu le 10 septembre 1921 ; la réception définitive, le 24 septembre 1922.
La pierre provient de la Société des marbres, pierres et granits (cf courrier du 27 septembre 1921).
L'aménagement de la place par Maurice Curny, architecte à Lyon, et Paul Riousset, entrepreneur à Givors, est datée du 10/01/1935 : le procès-verbal de réception provisoire de travaux et conservé dans les archives communales.
En 1934, un mandat de paiement en faveur des architectes Curny et Nachury, mentionne l'éclairage de la place et la construction d'une estrade.
En 2013, la partie centrale en granit du monument est déplacée dans le cadre de la construction de la nouvelle médiathèque. L'ensemble fait ainsi l'objet d'une rénovation et d'une réorientation vers la rue Chapard. En 2016 le monument est déplacé près de la médiathèque.

### Patrimoine naturel
- L'étang du Boulard.

### Espaces verts et fleurissement
En 2014, la commune obtient le niveau « deux fleurs » au concours des villes et villages fleuris.

## Économie

### Revenus de la population et fiscalité
En 2010, le revenu fiscal médian par ménage était de 44 737 € ce qui plaçait Chaponost au 918e rang parmi les 31 525 communes de plus de 39 ménages en métropole.

### Entreprises et commerces
La commune abrite des commerces d'alimentation (supérette, traiteur, boucherie, boulangerie, primeurs, pâtisserie) et d'équipement (papeterie, prêt-à-porter, tabac-presse), des établissements de services (banques, agences immobilières), de biens et services à la personne (opticien, coiffeur, pharmacie, fleuriste, institut de beauté) ainsi que restaurants et hôtels. L'activité artisanale est présente, notamment avec une miroiterie.

## Personnalités liées à la commune
- Pierre-Hélène Souchay (1733-1806), négociant, collectionneur d'art et bibliophile français, propriétaire du château de Montgriffon et mort à Chaponost.
- Claude Dufay (1926 - 2001), entomologiste.
- Jean Besson (1948-), homme politique, conseiller général et député.
- Emmanuel Ceysson (1984-), harpiste.
- Jérôme De Oliveira (1985-), pâtissier, champion du monde de pâtisserie (2009).
- Marie-Louise Devillaine (1906-2015), doyenne du Rhône (108 ans), conseillère municipale et présidente-fondatrice du club du Bel Âge.
- Étienne Ca (1997-) Joueur professionnel de Basket-ball

## Jumelages
- Lesignano de' Bagni (Italie) depuis 2008.

## Héraldique
| Blason de Chaponost | Blason  | De gueules à l'aqueduc de quatre arches d'argent, maçonné de sable, sommé d'un chapon d'or crêté, barbé et membré de sable, posé sur une terrasse de sinople chargée de quatre feuilles de vigne d'argent. |
| Blason de Chaponost | Détails | Armes parlantes. Le statut officiel du blason reste à déterminer. |